# 여운형
여운형(呂運亨, 1886년 5월 25일 (음력 4월 22일) ~ 1947년 7월 19일)은 일제강점기의 독립운동가 겸 저술가였다. 경기도 양평 출신. 본관은 함양(咸陽). 자는 회숙(會叔). 호는 몽양(夢陽). 아버지는 여정현(呂鼎鉉)이며 어머니는 경주 이씨이다. 14세 때에 유세영(柳世永)의 장녀와 혼인하였으나 사별하고, 충주의 진상하(陳相夏)와 재혼하였다. 1945년 8월에 건국준비위원회 위원장을, 9월부터 1946년 2월까지 조선인민공화국의 부주석을 지냈다. 구한 말 평등 사상을 수용하여 노비들을 해방시키고, 교육·계몽 활동을 하다가 1907년 대한협회에서 주최하는 강연회에서 안창호의 연설에 감화되어 독립 운동에 투신했다.

## 개요
외교관으로는 중국에 건너가 신한청년당 당수로 활동하여 1919년 3.1 만세 운동을 기획하는 일을 주도하였고, 김규식 등을 파리 강화 회의에 파견했으며, 직접 일본을 찾아 담판을 짓기도 했다. 상하이 대한민국임시정부 임시의정원 의원, 임시 정부 외무부 차장 등을 지냈으며 한국노병회, 시사책진회, 중한호조사 결성에도 참여했고, 1923년 국민대표회의 때 안창호, 김동삼과 함께 개조파로 활동했으나 임정을 떠났다.
이후 중화민국과 러시아를 오가면서 쑨원의 권유로 중국국민당에 가담해 국공합작을 통한 중국 혁명 운동과 반제국주의 운동에 활동하였다. 1929년 7월 일본 경찰에 체포되어 국내로 송환된 이후에는 언론인으로 활동했다. 1920년대 초중반 중국 상하이에서 동아일보의 상해 주재 촉탁 통신원과 타스 통신사 직원으로 지냈으며, 국내에서는 1933년~1936년까지 조선중앙일보사의 사장을 지냈다. 체육인으로는 조선체육회(대한체육회의 전신) 회장과 미군정기 군정청 체육부장을 지내기도 했다. 1944년부터는 비밀 지하 독립 운동 단체인 건국동맹과 농민동맹을 결성, 해방 뒤 1945년 8월 안재홍, 박헌영 등과 함께 건국준비위원회, 9월 조선인민공화국을 결성하여 혼란 수습과 치안 유지 등의 활동을 했다. 1946년부터는 김규식, 안재홍과 함께 통일 임시 정부 수립을 위해 좌우 합작 운동을 전개했으나 이를 반대하는 좌·우익 양측으로부터 테러를 십여 차례 당했으며, 좌파 단체의 주도권을 놓고 박헌영 등과 경합했다. 1947년 7월 19일 서울 혜화동 로터리에서 차량으로 이동 도중, 백의사의 집행부장 김영철이 선정한 한지근(본명 이필형)외 다섯 명의 저격을 받고 암살되었다.
사후 2005년 대한민국 정부는 건국훈장 대통령장, 2008년 다시 건국훈장 대한민국장(훈 1등)을 추서했다. 독립운동가 겸 정치인 여운홍의 친형이고, 철학자 박찬기의 외삼촌이다. 경기도 양근군(현재의 양평군) 출신이며, 호는 몽양(夢陽)이다.

## 생애

### 생애 초기

#### 출생과 가계
몽양 여운형은 경기도 양근군 서시면 묘곡(妙谷, 묘골)에서 여정현(呂正鉉)과 경주 이씨(慶州李氏)의 넷째 아들로 태어났으며., 세 형이 일찍 사망하여 가문의 9대 종손이 되었다. 그를 수태했을 당시 조부 여규신이 꿈에 '태양이 떠오르는 꿈을 꾸고 낳았다.' 하여 여운형은 뒤에 아호를 몽양(夢陽)이라 했다고 한다. 그가 태어나고 남동생 여운홍과 여동생 여씨, 여윤숙이 연이어 태어났다.
그의 집안은 양반 가문 출신이었으나, 소론계열이었으므로 권력의 주류에서는 밀려나 있었다고 한다. 조부 여규신(呂圭信)은 조선이 항상 중국으로부터 수모를 당했다고 여겨 중국을 정벌해야 한다는 생각을 가지고 있었다. 그는 이를 조정에 건의도 하고 동지들을 규합해 결사도 만들고 하였으나 발각되어 주모자는 사형을, 여규신은 유배를 당한다. 돌아와서도 조부는 병법과 축성법을 연구하는 등 미련을 가졌지만 점차 고립되어갔다. 그럼에도 조부는 손자 여운형에게 역사 이야기를 해주며 왜 중국을 정벌해야 하는지 나름의 주장을 펼치곤 했다. 여운형은 조부의 영향을 강력하게 받아서 어린시절의 사상적 배경을 형성해준 분으로 존경했고, 강개지사라 평했다. 이후 동생 여운홍이 미국으로 가서 후일을 도모할 때 여운형은 중국행을 택하게 되는데 이 역시 조부의 영향이다. 그 뒤 그의 조부는 동학에 입교하여 동학의 2대 교주 최시형을 직접 만날 정도로 독실한 동학(천도교) 신도가 되었다 한다.

#### 유년기
어려서 부모가 격렬하게 다투는 것을 본 그는 화를 자제하는 법을 스스로 터득했다 하는데, 분노가 치밀어 오를 때 입술을 스스로 깨물어 참았다 한다. 한편, 그가 남의 과수원에서 과일을 따먹다가 들켜서 도망쳐 나오다가 나뭇가지에 얼굴이 긁히게 되었는데, 이 사실을 안 여운형의 부친은 아들을 꾸짖는 대신 과수원에 달려가 나무들을 도끼로 찍어버렸다고 한다. 분명히 자신이 잘못해서 생긴 일인데도, 양반의식이 깊은 부친이 자신보다 신분이 낮은 상민의 과일나무를 잘라버려서 생존권을 즉, 인간으로서의 기본적인 삶을 누릴 수 있는 권리를 짓밟아버린 횡포에 분노한 여운형은 신분에 따른 차별제도에 저항하는 태도를 갖게 하였고, 양반들에게 무시와 억압을 받는 평민과 천민들에 대한 동정심을 가지게 하였다.
그래서 말을 타고 서울로 왕래할 때 길가에서 농부들이 잠시 일을 쉬고 밥을 먹는 모습을 보면, 항상 먼지를 날려서 그들의 소중한 식사시간을 방해하거나, 무례한 일이 될까 하여 항상 말에서 내려서 조심스럽게 지나다녔고, 동리에 상사가 났을때, 특히 노비와 상민의 장례일수록 더 보살펴서 양반과 동등하게 밤을 세우며 돌아가신 분의 마지막 길을 배웅하기도 하고, 돌아가신 분이 말끔한 모습으로 저승에 갈 수 있도록 치장해드리는 염습도 하였으며, 한번은 상민 소년의 관을 직접 들고 장례에 참여하기도 하였다.
어린 시절의 여운형은 삼국지를 즐겨 읽었으며 그 중에서도 관우를 좋아했다고 한다.

#### 소년기
1900년 미국과 영국 유학에서 돌아온 7촌 종숙 여병현(呂炳鉉)의 영향으로 감리교 학교인 배재학당에 입학하였다. 미국과 영국을 유학한 여병현은 영어교사로 활동하였고 그에게 새로운 정신적 지주가 되었다. 이만규에 의하면 이 무렵 여운형은 감리교회선교사들이 세운 개신교 교회인 상동교회의 인사들을 만나 교제하면서 교회에 출석, 그리스도인이 되었다고 한다. 배재학당에 입학한 뒤 그는 1년 만에 학교를 그만두었다. 학당에서는 날마다 학생들을 예배당에 출석시키고, 이것을 어기는 학생들은 교실에 남아서 한 시간 동안 자습을 시켰으며, 몽양 자신도 반 아이들과 남산에 놀러가느라 주일 예배를 빠졌다가 예배에 불참하였다 하여 담임선생에게 체벌을 받았다. 당시 몽양은 담임교사가 정직한 학생은 벌주고, 오히려 속인 자들을 봐 주었다고 보아, 부당한 체벌에 자퇴로 반발하였다. 배재학당을 그만둔 여운형은 민영환이 설립한 흥화학교로 전학했다가 다시 그만두게 되었다. 그러나, '자신의 힘으로 살려면 직업을 가져야 한다.'는 아버지의 충고에 따라, 나라에서 운영하던 통신원 부설의 관립 우무학당(郵務學堂)에 입학하였다. 우무학당 재학 중, 우무학당이 일본인의 손에 넘어가자, 그는 우무학당 학생 20여 명을 모아 학교인수 반대운동을 일으켰다. 졸업 후, 우무학당은 '여운형을 우무국 기술관으로 채용하겠다.'는 채용통지서를 보냈으나, 그는 '일본인들이 통신원을 가로챈 것.'이라며 반대하고 취임하지 않았다. 당시 첫 월급은 27원으로 당시로서는 상당한 액수였다고 한다.
아버지 여정현과 아버지의 친구 이 진사가 여운형을 찾아와 우무국 기술관에 취임할 것을 권고하였으나, 여운형은 '이 진사를 가리켜 역적이다.'이라고 통박하여 소동이 발생하기까지 하였다. 아버지는 사과하라며 꾸짖었지만 여운형은 끝까지 고집을 굽히지 않았다.

### 청년기

#### 계몽운동

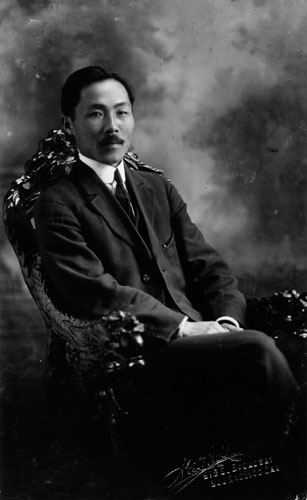
안창호, 그의 강연에 감화되어 독립운동에 투신하게 된다.

##### 기독교 입문
여운형은 1906년 양평군 양평읍 묘골에 개신교 교회를 세웠는데, 그 후 그의 문중 일족들에게 전도하여 잇달아 기독교인이 되게 하였다. 친구이자 사돈이던 이만규 등의 증언에 따르면 그의 노력으로 이후 양평군 묘곡에 예배당과 학교가 서고, 힘써 전도활동을 하였다고 한다. 1928년에 장로교회에서 발행한 《조선예수교장로회사기》에는 묘골에 살던 탁인한(卓仁漢)이 여운형 일가가 기독교인이 되는 것을 도왔다고 한다. 평양신학교에서 공부하다가, 미국 장로교 선교사 언더우드를 만난다. 뒷날, 미국 장로교 선교사 언더우드의 추천으로 1914년 중국 난징의 금릉대학교에 입학하여 영문학을 공부한다.
일찍부터 신학문과 기독교에 접하면서 사회개혁 사상을 품은 그는 집안의 노비들을 스스로 풀어 주기도 하였다.

##### 신앙, 교육 활동과 노비 해방
1907년부터 1910년까지 초기 민중교회였던 승동교회(서울특별시 종로구 인사동 위치)에서 조사(전도사)로 일한 적이 있다. 1910년에는 강원도 강릉에 있는 초당의숙의 교사가 되었다. 하지만 1911년에 일본식 연호 사용을 반대한다는 이유로 학교가 폐교되었다. 그리고 1911년부터 평양 장로교 신학교에 입학하여 2년간 공부하였다.
1911년부터 1913년까지 다시 승동교회의 전도사로 활동하였다., 그 뒤 공산주의를 접하고 운동에 참여하기도 하였으나, 그는 유물론을 거부한데다 기독교 신자였기에 공산주의 사상이 있는 것은 아니었다. 즉, 여운형은 공산주의자라기보다는 진보적인 사고를 가진 기독교인으로 보는 것이 정확한 이해일 것으로 생각된다.
1908년 부친의 3년상을 마친후 조상의 신주를 땅에 묻고, 노비문서들을 불살라 집안의 모든 노비를 해방시켰다. 노비들이 해방되고 나서 나중에 여운형한테 반말을 하였는데, 그는 도리어 웃으며 "예수는 내가 믿고 복은 네들이 받았구나."하고 대답했다고 한다. 동생 여운홍은 '이는 링컨의 노예해방에서 영향을 받은 것.'이라고 하였다. 집안에 모시고 있던 신주를 모두 땅에 매장하고, 집안에 있는 터주, 성주, 군웅 등의 단어가 적힌 서적들을 꺼내 모두 불살랐다. 이 일로 동네 양반, 선비들로부터 백안시 즉, 무시를 당하기도 하였다.

#### 독립운동 투신
1907년 여운형은 동생 여운홍과 대한협회에서 주최하는 강연회에서 안창호의 연설을 듣게 됐다. 여운형과 여운홍은 안창호의 연설을 듣고 감격하였다 한다. 안창호의 연설에 감화된 형제는 독립운동에 투신을 결심한다.
1914년 여운형은 집안 재산을 모두 정리하여 중국 유학길에 올랐다. 동시에 노비문서를 불사르고 집안에 남아있던 노비들을 모두 해방시켰다. 그리고, 중국 난징 금릉대학교 영문학과에 입학하여 학업에 열중한다. 하지만 3년이 지난 뒤 소정의 모든 학과 수업을 대부분 마쳤으나 졸업 증서를 받지 못하였다. 하지만 졸업이 목적이 아니었기 때문에 영문학 과정을 수료하고 학교를 마쳤다. 그리고 상하이에 정착하여 미국사람이 경영하는 협화서국(協和書局)에서 출국수속 관련 업무를 교섭해주는 일을 했다. 1917년 중국국민당의 원수 쑨원을 만나 교제하였다. 그 해 여름에 은밀히 귀국하여 한강에서 이범석을 만나 그와 함께 상하이로 떠났다.

### 독립운동과 정치 활동

#### 상하이 활동

##### 신한청년당 당수와 3.1운동 활동
1918년에는 상하이에서 서병호·조동호 등과 함께 신한청년당을 조직하여 당수를 맡았다. 이어 김규식을 상하이로 초청하기도 하였다.
1918년 제1차 세계대전 종전 후 전후처리 문제로 파리강화회의가 열릴 무렵, 미국 대통령 우드로 윌슨의 특사 찰스 크레인이 1918년 11월 중국 상하이의 '칼튼 카페'에 와서 '파리평화회의에서는 민족자결의 원칙에 따라 많은 문제들이 해결된다.'는 요지의 강연을 한다. 마침 그 자리에 있던 여운형이 초청받아 그것을 듣고는 윌슨의 특사 찰스 크레인과 개인면담을 가진 뒤 '파리강화회의가 한민족 독립운동의 절호의 기회가 될 것'이라 판단했다.
여운형의 주도로 만들어진 신한청년당은 중국 톈진에 있던 김규식을 초청하여 파리강화회의에 파견하였다. 또한 장덕수와 이광수에게 해외 소식을 비밀리에 전달하는 임무를 주어 장덕수는 국내로 파견해서 독립운동 자금을 모집하게 하고, 이광수를 일본 동경에 파견하여 2·8 독립 선언에 직간접적인 영향을 주었다.
그리고 여운형 자신은 중국 길림 성으로 가서 활동하여 무오독립선언의 촉매 역할을 했다. 간도에 있는 독립운동가 김약연, 정재면 등과 만나서 파리강화회의와 민족자결주의 원칙 등 상황을 설명하였고, 러시아 블라디보스토크에 가서는 당시 그곳에 체류하고 있던 박은식, 이동녕, 조완구 등을 만나서 여러 가지 상의를 하는 등 그러한 활동이 연해주 지역에 대한국민의회를 탄생시키는 데 영향을 주었다. 이러한 여운형의 주도로 결성된 신한청년당 활동은 직간접적으로 3.1 운동의 불씨를 제공하였다.

##### 대한민국 임시정부 활동

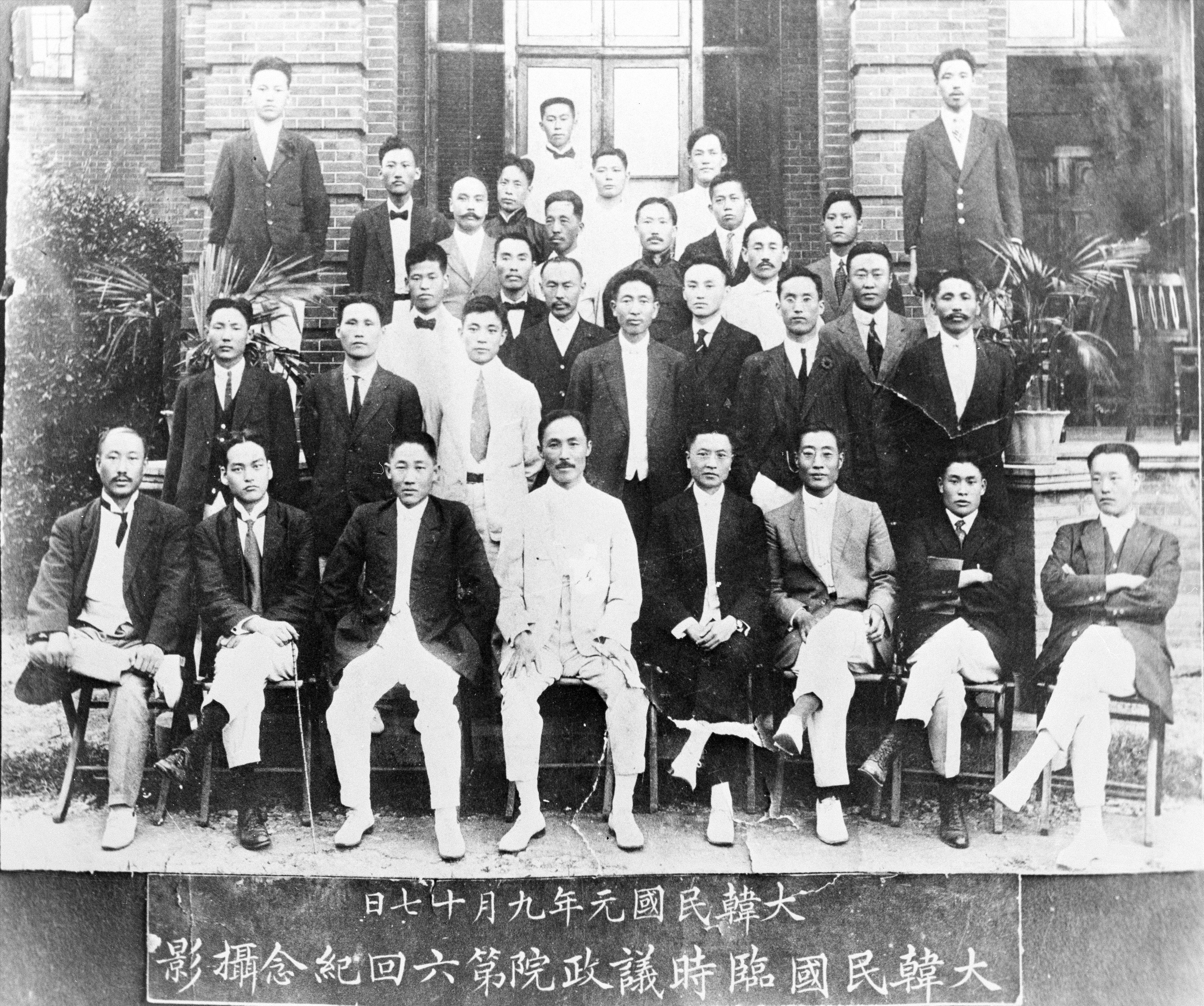
1919년 4월 임시의정원에서 맨뒷쪽 2번째가 여운형

1919년 3·1 운동 후, 독립운동을 계속 확대해 나가기 위해 국내외에서 정부수립계획이 진행되었다. 여운형은 '정부를 조직하기에는 시기가 이르다.'고 보았고, '당 조직을 제대로 갖추고 난 뒤에 정부를 조직해야 한다.'는 주장을 폈다. 하지만, 이것은 '먼저 정부를 조직해야 한다.'는 주장에 묻혀 버리고 말았다. 1919년 3월, 중국 상하이에서 임시정부 구성을 위해 임시의정원이 창설되자, 동생 여운홍과 함께 임시의정원 의원에 선출되었다. 그해 4월 10일 의정원 회의가 열렸을 때 신석우가 국호명칭을 '대한민국'을 발안하자 여운형은 “대한이란 말은 조선왕조 말엽에 잠깐 쓰다가 망한 이름이니 부활시킬 필요가 없다”고 반대했다. 이에 신석우는 “대한으로 망했으니 대한으로 흥하자”고 주장하였고 의정회에서 국호를 대한민국으로 정하고 상하이 임시정부가 수립되자, 여운형은 외무부 차장에 선출되었다.
한편 대한제국의 황실을 우대하는가의 여부를 놓고 임정에서 논의가 나오자 그는 이승만 등과 함께 황족 우대론을 극력 반대하였다. 임시정부 내에서 구 황실 예우문제가 불거지자 조완구(趙琬九) 등 비교적 연로한 그래서 황실을 존경하는 것이 익숙한 사람들은 구 황실 우대를 주장하였다. 그러나 안창호, 여운형을 비롯한 청장년측은 반대하였다. 표결 결과 황실 우대론이 다수였다. 그리하여 4월 11일에 발표된 대한민국 임시헌장 제8조에 "대한민국은 대한제국 구황실을 우대함"이라는 구절이 들어갔다. 그 뒤 이 부분은 1919년 9월 11일에 발표된 통합 임시정부로서의 대한민국 임시정부 헌법 제7조가 되었다. 여운형은 '황실우대론'이 임시정부 헌법으로 통과되자, "대한민국 임시정부의 어떤 자리에도 앉지 않겠다."고 선언했으나, 임시의정원 외무부차장직으로 잠깐 활동하게 된다.

##### 일제의 회유공작과 제국호텔에서 한 연설

1919년 일본 도쿄 기자회견 당시

1919년 여름부터 여운형은 한국과 만주, 연해주, 미주에서 몰려드는 지사를 맞이하기에 바빴다. 그 해 11월, 임시정부 공직에서 사퇴하고 개인자격 신분으로 일본의 초청을 받아 장덕수를 데리고 일본으로 건너갔다. 일본의 초청을 받은 여운형은 장덕수의 석방 없이는 일본에 가지 않겠다고 거절하여 장덕수를 석방시킨 뒤 일본행에 동행하였다. 장덕수는 여운형의 일본 방문기간 중 호텔에 유숙하며 그의 시중을 들었다.
일본 제국은 그를 국빈으로 대접해 '대한민국 임시정부' 탈퇴가 조건인 회유책을 보냈다. 일본 정부가 여운형을 국빈으로 일본에 초청한 의도는 임정 중심 세력인 여운형을 일본 편으로 만들어 임정을 분열시키기 위한 술책이었다. 한편, 이 무렵 대한민국 임시정부에서는 여운형의 도쿄행에 대해서 찬반이 크게 엇갈렸다. 임시정부 국무총리 이동휘는 '국무총리 포고 1호'를 발표해 '여운형의 도쿄행은 개인행동'임을 천명하면서 반대했다. 이와 반대로 임시정부 내무총리 겸 노동국 총판 안창호는 '몽양의 국가를 위하는 열렬한 충성에 대해서 나는 절대로 신임합니다.'하며 여비까지 지원해 주는 등 찬성했다.
도쿄에 도착한 여운형 일행은 제국호텔에 머물렀다. 거기서 일본의 국방대신, 내무대신, 체신성 대신, 척식국장관 등을 차례로 면담하고 설전하여 조선의 독립의 당위성을 주장하였다.
여운형은 일본 장관들이 주장하는 회유와 협박과 설득에 넘어가지 않았다. 도리어 "일본이 만용을 부리고 3.1운동을 진압한 것은 흡사 타이타닉이 작은 빙산을 무시하고 지나가다가 가라앉는 것과 같은 것"이라며 조선독립의 당위성을 역설하면서 일본 장관들을 설득한다. 그 중에 고가 렌조(古賀廉造) 척식국 장관은 대화를 하면서 여운형의 기개와 인품에 감탄하여 여운형이 떠날 때 "여운형 만세!"를 외쳐 여운형을 놀라게 했다고 한다.
제국호텔을 방문한 내외신의 주요 인사들과의 면담에서 그는 '조선 독립의 타당성과 필요성'을 주장하여 일본의 회유공작에 결코 넘어가지 않았다. 1919년 도쿄 제국호텔에서 기자회견을 했는데, 그가 주장한 내용은 다음과 같다.
| “ | 위키문헌에 이 글과 · 관련된 원문이 있습니다. 여운형 도쿄 제국호텔 기자회견 연설 주린 자는 먹을 것을 찾고 목마른 자는 마실 것을 찾는 것은 자기의 생존권을 위한 인간 자연의 원리이다. 이것을 막을 자가 있겠는가! 일본인이 생존권이 있는데 우리 한민족만이 홀로 생존권이 없을 수 있는가? 일본인이 생존권이 있다는 것을 한국인이 긍정하는 바이요, 한국인이 민족적 자각으로 자유와 평등을 요구하는 것은 신이 허락하는 바이다. 일본 정부는 이것을 방해할 무슨 권리가 있는가! 세계는 약소민족해방, 부인해방, 노동자해방 등 세계 개조를 부르짖고 있다. 이것은 일본을 포함한 세계적 운동이다. 한국의 독립운동은 세계의 대세요, 신의 뜻이요, 한민족의 각성이다. | ” |
|   | — 1919년 11월 28일 일본 마이니치 신문에 실린 여운형의 연설 |   |

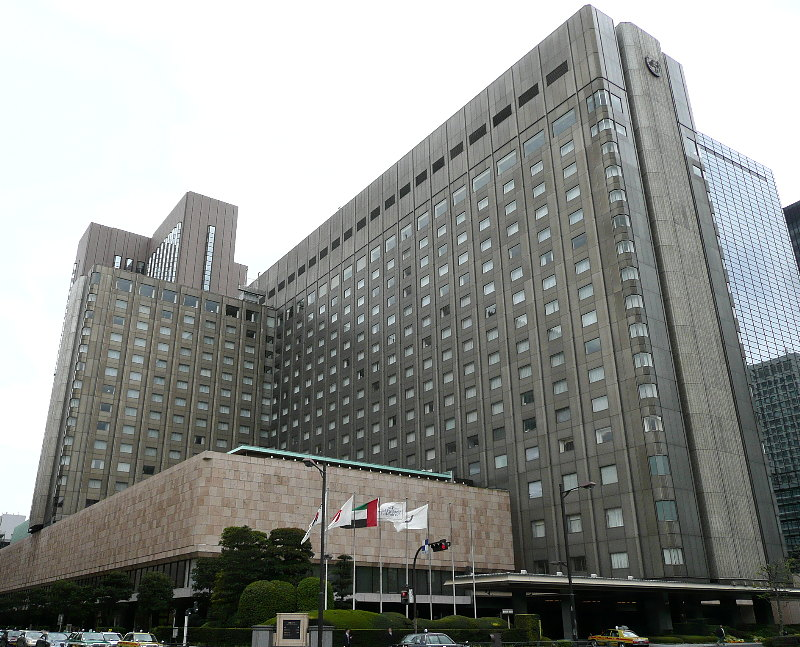
일본 제국호텔. 이곳에서 여운형은 1919년 일본 장관들하고 담판을 짓고, 조선독립의 당위성을 역설하였다.

이 연설로 만좌에서 박수갈채가 이어졌다. 기자회견이 끝난 후 '태평양' 잡지사 사장은 "조선독립에 대한 이론이 명쾌해졌다."고 말했다. 요시노 도쿄제국대학교 법학 교수는 '중국, 조선, 대만 등의 많은 사람들과 회담 하였지만, 교양 있고 존경할 만한 인격으로서 여운형 씨 같은 사람은 드물게 보는 뛰어난 사람이다.'라고 극찬하기도 하였다.
이 때문에 여운형을 초대한 일본 의원들로 구성된 하라 내각은 "'불령선인 1호 인물'을 일본땅에 불러들이고 독립을 외치게 만들었다."는 책임을 지라는 압력에 밀려 붕괴하고 일본정국이 들끓게 되었다. 일본에서는 이 내각을 일컬어 '여운형 국회', 혹은 '여운형 내각'이라고 부르게 되었다.
1920년 1월 17일자 대한민국 임시정부에서 발행하는 독립신문 논설에서 여운형의 이러한 활약을 '독립운동사에 있어, 유래없는 성과'라고 대서특필하면서 여운형은 독립운동의 주요 인물로 자리잡는다.
한편, 여운형의 일본행을 결연히 반대하던 대한민국 임시정부 국무총리 이동휘는 '국무총리 포고 2호'를 발표해 여운형의 항일 활동을 공식적으로 인정하였고, 이동휘가 소련에서 상해로 오자 여운형은 그와 함께 1920년 고려공산당을 창립하였다.

#### 임시정부 가입과 탈퇴

##### 임시정부 개조파 활동과 중국공산당 활동
1918년 7월에 발표된 소련 러시아국 외무위원장 치체린의 중국지원 성명, 1919년 7월 발표된 러시아 외무위 부위원장 카라한의 성명을 접한 후, 이에 감동한 여운형은 볼세비키 당에 참여하고, 임시정부와 중국공산당과 제휴의 필요성을 주장하기도 하였다. 치체린과 카라한이 발표한 성명서는 러시아가 중국에게 빼앗은 각종 이권을 중국에 되돌려준다는 내용이 있었는데, 이 중에는 러시아가 강제로 빼앗은 동청철도(東淸鐵道)에 대한 각종 이권 포기 내용도 있었다. 이를 본 여운형은 볼세비키들이 평등과 균형을 추구한다고 신뢰하게 되었다.
1921년 말 모스크바를 방문하였다.
1922년 1월, '극동근로자대회'에 참석하여 레닌과 트로츠키를 만나, 레닌의 조선민족주의 운동 지지 노선에 대한 견해를 직접 들었다.
1922년 5월에는 국민대표대회를 소집하기 위한 국민대표대회준비위원회 준비위원의 1인에 피선되었다.
1922년 김구, 이유필 등과 한국노병회의 창립에 참여하였고, 1922년 7월 김구, 신익희, 안창호, 조소앙, 이시영(李始榮) 등 50여 명과 함께 시사책진회(時事策進會)를 조직하는데 참여하였다. 1923년 국민대표회의에서 임시정부가 창조파와 개조파로 나뉘었을 때 여운형은 안창호의 개조파 세력을 따랐으나 임시정부의 파벌다툼에 실망하여 임시정부를 떠났다.
이 무렵, 국제공산당이 대한민국 임시정부에 200만 루블을 원조하기로 했는데, 이동휘, 김립 등은 그중의 60만 루블만 받아가지고 와서 자의로 쓰는 바람에 140만 루블은 구경도 못하게 되었다. 그러나 국제공산당이 일본 제국주의에 항거하는 조선민족을 도우려고 한 것이 확실해지자 여운형은 고려공산당에 가입을 결심하게 된다. 그가 고려공산당에 가입한 목적은 '독립운동을 위한 수단으로서 코뮌테른(국제 공산당)의 원조를 기대한것'이어서다. 그런데, 1921년 김립(金立)의 '노농정부 자금횡령사건'으로 그는 이동휘(李東輝)와 결별하고, 김만겸(金萬謙)이 주도한 이르쿠츠크파와 고려공산당 상해지부에 참가했다.

##### 외교 활동과 소련 방문
1921년에는 '중한호조사'(中韓互助社) 결성에 참가하여 한·중 양민족의 공동 투쟁과 이해증진을 모색하였다. 한·중연대를 통한 독립운동의 방도를 강조했던 그는 국제정세의 흐름에서 한국독립운동이 나아갈 방향을 찾고자 했다.

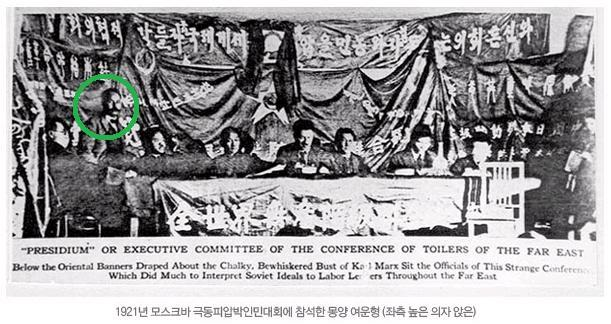
1921년 모스크바 극동피압박인민대회에서.

1921년 말 김규식등과 함께 러시아 이르쿠츠크에 도착했다. 12월 이르쿠츠크에 체류 중, 러시아군에게 체포된 독립군들의 재판정에 김규식과 배심원으로 참석했다. 이때 여운형은 '이 재판은 말할 수 없이 안타까운 애석한 정과 암담한 우울로 나의 마음을 몹시 누른 사건이었다.'고 회고했다. 이르쿠츠크에서 열리기로 한 극동피압박민족대회가 모스크바에서 열리니 모스크바로 가라는 소식이 통지되었다.

그 후 그는 1922년 1월, 고비사막에서 야영을 하면서 모스크바에서 극동피압박민족대회가 열릴 때 조선민족 대표의 일원으로 참석하여 조선독립을 역설하였다. 당시 회의에는 조선인 대표 30명, 중국인 대표 40명, 일본 대표 15명, 몽골 대표 10명, 자바(인도네시아) 대표 1명, 인도, 베트남 등 모두 200여 명이 모였는데, 여운형도 그 중 한 명이었다. 소비에트 연방의 모스크바에 도착했을 때 가타야마 센과 취추바이 등과 함께 서기장 블라디미르 레닌과 러시아 혁명의 지도자 레프 트로츠키를 만난다. 이 기간에 여운형은 레닌과 두 차례 면담했다. 면담에서 레닌은 "한국에서는 공산주의혁명을 추진할 것이 아니라 민족주의운동에 주력해야 한다"고 하였고, 이 의견에 공감한 여운형은 볼셰비키와 연대하여 활동하게 되었다. 그 후에 중국에서 스탈린의 대리인격인 보로딘의 중국 반제국주의운동에도 참가하게 된다. 당시 레닌은 여운형과 기타야마 센에게 다음과 같이 말했다고 한다.
 같은 공산당이면서도 소련 공산당과 핀란드 공산당이 서로 불화로 지내는 까닭은 소련 사람들의 우월감 때문이오. 조선인과 일본인이 서로 악수를 하면 양국의 혁명은 무난할 것이니 힘쓰시오.

1922년 10월부터 이듬해 1923년 5월까지 동아일보의 상하이 주재 촉탁 통신원으로 임명되어 활동했다. 1924년 쑨원의 권유로 중국국민당에 가입하는 한편, 제1차 국공합작에도 참여해 중국공산당을 돕기도 했다. 1924년 9월 15일 김규식, 최창식이 설립한 상해고등보수학원의 전임교사로 초빙되었다.

#### 중국혁명 활동
1925년 3월, 쑨원이 사망하자 그의 추도식에 참석하였다. 그 해 5월 말경에 조봉암이 여운형의 집에 찾아와서 조선공산당이 제3인터내셔널(코민테른)의 승인을 받아야 하니 모스크바로 가는 여권을 받게 도와달라고 부탁했고, 여운형은 이를 도와주었다. 이는 후에 신의주 사건(제1차 조선공산당검거사건)과 맞물려서 물의를 빚게 되었다.
5월 30일 영국 경찰이 불평등 조약에 반대하는 중국인 젊은이 20여 명을 살해한 '5.30 사건' 이후 중국 혁명에도 참가하게 되었다. 반영 시위는 1926년 10월까지 지속되었다. 이 기간 중 그는 중국국민당 대표 사오리쯔와 공산당 대표 취추바이 등과 함께 운동의 방향에 대해 일주일에 두세 번 이상 만나 토의하기도 하였다. 1925년부터 1927년까지는 상하이에서 소련이 새로 시작한 타스 통신사에 취직, 근무한다.
1926년 1월에 의열단 단장으로 무장 항일투쟁한 김원봉을 황포 군관학교로 입학시키는데 도왔다.
이와 동시에 1926년 1월, 국민당 2차 대표대회에 국민당 정부 주석 왕징웨이의 초대로 참석하여 연설을 하였으며 보로딘과 함께 왕징웨이의 자문활동도 하였다. 1927년 장제스가 대대적인 공산당 숙청을 하면서 그의 중국 혁명 활동도 중단되었다.
중국 혁명 활동과 조선독립운동의 활동이 여의치 않게 되자, 중국 복단 대학교 체육교사로 취직하였고, 수학여행차 학생들을 데리고 동남아시아로 건너가 싱가포르, 필리핀 일대에서 '제국주의에 대항하는 투쟁, 민족해방을 촉구'하는 내용의 연설을 하였다. 이 때문에 필리핀 지역에서 경찰에 의해 강제로 억류되기도 했고, 싱가포르 지역의 영국 경찰들과 마찰이 생겨 여권을 빼앗기거나 쫓겨나기도 했다.

#### 국내 활동

##### 체포와 감옥 생활

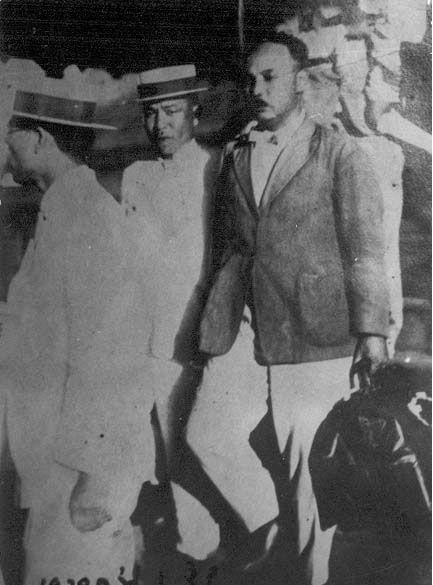
1929년 체포되어 용산역에 내리는 여운형.

동남아시아 지역 순회를 마친 뒤 1929년 7월에 여운형은 중국 상하이 대마로(大碼路) 야구장에서 야구경기 관람중 영국경찰의 협력을 받은 일제 경찰에게 체포되어 조선으로 압송된다.

 여운형은 일본경찰이 공동조계에서 자신을 체포하지 못할 거라고 생각하고 야구 경기를 관람한 것인데, 일본 경찰들은 그를 발견하자마자 첩첩이 포위했다. 그 과정에서 심한 몸싸움이 벌어져서 여운형의 한쪽 귀 고막이 상해 한쪽 귀가 안 들리게 되었다.
그가 체포되었다는 소식이 조선에 전해지자 사람들은 이 소식의 진위를 의심했다. 이는 이 전에도 여운형 체포설이 심심할 때마다 신문에 나왔기 때문이었다. 하지만 체포가 사실로 확인되자 그의 체포되었다는 소식이 대대적으로 보도되었고 여운형의 이름이 조선에 더 널리 알려지게 되었다. 그가 조선에 도착할 무렵 무수히 많은 사람들이 서울역으로 몰려들었는데, 사실 서울역에서 내릴 예정이었으나 사람들이 너무 많이 몰리자 경찰이 만일의 사태를 우려하여 용산역에서 미리 내리게 했다. 당시 신문사들은 이를 "여운형 사건"이라 하여 관련 보도들을 지속적으로 보도하였고, 공판 과정을 관람하기 위해 새벽부터 수백명의 사람들이 모여들었다.
한편 여운형은 본국에 송환되던 날 오랜 여정의 피로로 신경이 약해졌고 유난히 더워서 찬물을 많이 마셔서 소화불량에 시달리고 있었는데, 그의 형량은 1930년 4월 26일 일제 법정에 의해 3년 징역으로 최종 확정되었고 1930년 6월 9일 상고심에서도 3년형을 받아 옥고를 치러야 했다.
서대문형무소에서 복역하여 독방생활을 하게 되자 평소 세계구급으로 활발하게 돌아다녔던 몸이 적응을 못하여 신경통에 시달리더니 그 결과 털이 허옇게 드문드문 쉬어버렸고 이전에 몸무게가 80kg대에서 60kg대로 줄었다. 특히 수감생활 중 치질 때문에 엄청 고생했다고 한다.

##### 조선중앙일보 사장

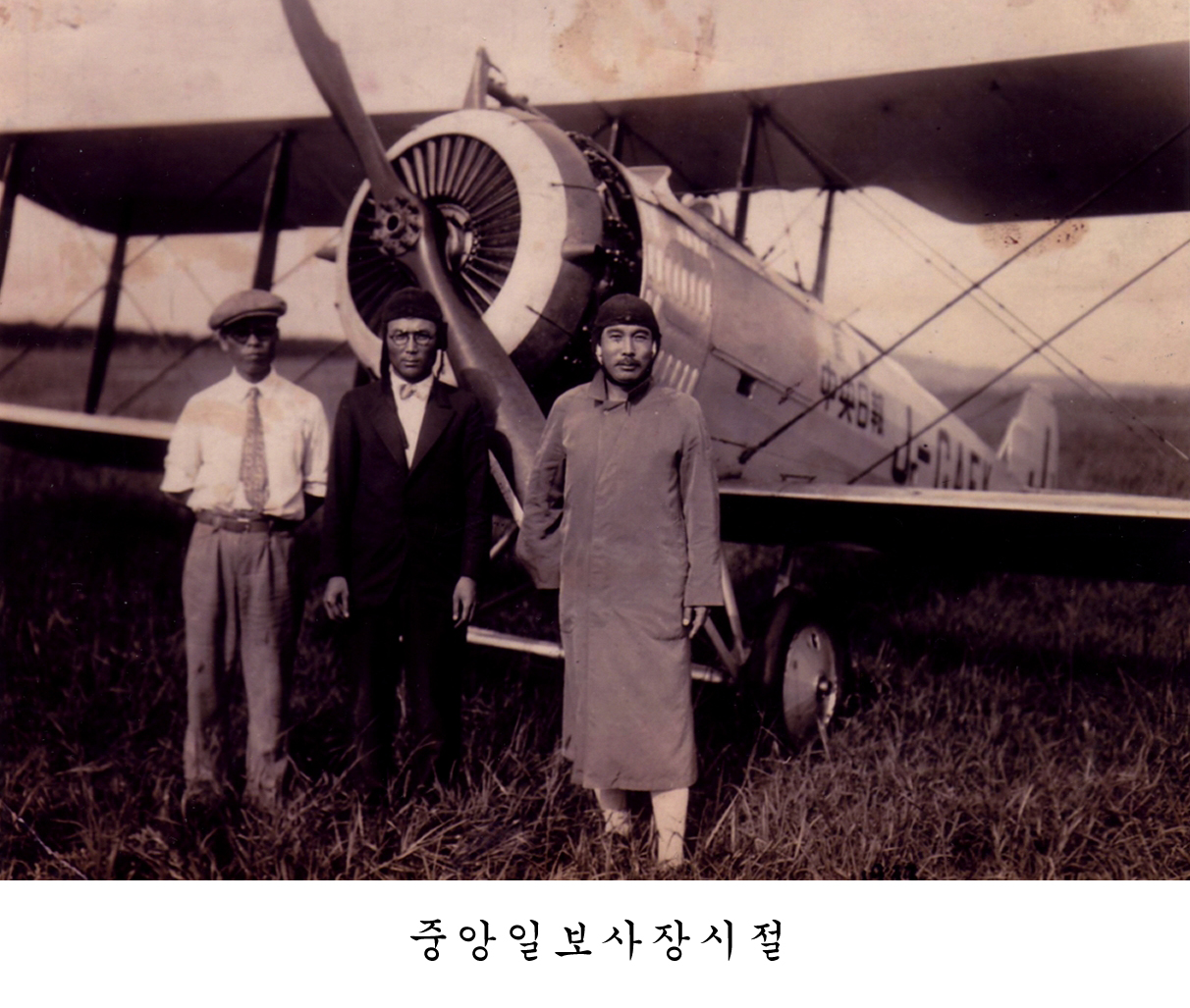
1934년 조선중앙일보 사장 시절. 백두산 탐방했을 때.

1932년 7월 26일, 만기 4개월을 앞두고 대전형무소에서 가석방되었다. 그리고 동생 여운홍 등 지인들의 도움으로 1933년에 〈조선중앙일보〉 사장에 취임하였다.
윤치호 일기에 1933년 10월 4일자 내용에 따르면, "안창호는 윤치호에게 ‘일본인들은 최근의 적이지만 기호파는 500년간의 적이기에 먼저 기호파를 박멸하고 독립해야 한다’고 했다.
 그러자 여운형, 신흥우 등도 독립지사들과 함께 윤치호를 찾아가 서북파의 음모를 분쇄하기 위한 기호파 비밀결사를 제안하였다고 한다. 윤치호는 이를 자신의 일기에 기록으로 남겼고, 윤치호는 '안창호와 신흥우, 여운형 등을 비롯한 독립운동가들의 지역감정을 놓고, '지역감정 하나로만 봐도 대한민국은 일본으로부터 독립할 자격이 없다'고 비난했다. 그러나 안창호는 1932년 5월에 중국 상하이에서 일본 경찰에 체포되어 국내로 압송, 징역 4년형을 선고받아 대전형무소에서 복역 중이었기 때문에 안창호나 여운형 등이 이 시기에 윤치호에게 찾아가 그런 제안을 했다는 것에 대해서는 앞뒤 정황이 맞지 않는다.

사회사업가 최송설당 자택을 방문한 여운형과 송진우 (1935년)

당대 독립운동가들 중에서는 체육계에 많은 관심을 보여서, 1935년에는 조선체육회 회장을 역임하였다. 한편, 조선중앙일보 사장으로 지내면서 망하기 직전이던 조선중앙일보는 조선일보, 동아일보와 겨루는 3대 일간지가 되었다. 당시 언론사에서 나돈 유행어로 "3증 경쟁"의 대열에 합류한 조선중앙일보는 사옥을 더 넓은 곳으로 옮기고 지면을 계속 늘려갔으며, 월간 잡지 《중앙》을 창간하는 등 무섭게 성장하였다. 여운형은 주식회사를 설립하여 자본을 늘리고 사옥을 증축, 윤전기를 늘렸다. 1935년 9월 말에는 회사 전용 경비행기를 사서 백두산을 탐방하기도 했다.

한때 김구의 가족들을 피신시켜 김구와 상봉하게 해주는 데에 지대한 공헌을 해서 총독부로부터 감시를 받기도 하였다. 조선중앙일보는 '일제의 조선인 탄압 정책'을 비판하는 논조를 지닌 민주사회주의 성향의 중도적인 정치노선 신문이었다.
특히, 그는 '식민지 조선을 구해낼 수 있는 것은 청년들밖에 없다.'고 생각했다. 1905년 광동(光東)학교를 설립하기도 했던 그는 '청년들을 일으켜 세우기 위해서 스포츠가 중요한 역할을 할 것'이라고 보고, 체육계에 적극적으로 나섰다. 그는 조선체육회 회장을 맡았으며, 체육을 좋아하던 그는 각종 구기종목 대회에 신문사가 주관하도록 적극 장려하였다. 또한 여운형은 조선인 최초 올림픽 금메달리스트가 된 육상선수 손기정과 가까이 지냈으며, 1947년에 여운형이 살해당했을 때 손기정이 앞장서서 운구했다. 1934년 11월에는 충청남도 아산에 있는 충무공 이순신의 묘소를 처음 찾아가고는 황폐해진 묘소를 보고서 이후 그것을 정돈하는 사업을 추진했다.
이러한 신문사 사장의 행적으로 조선중앙일보는 다른 유력 신문사들(동아일보, 조선일보)에 비해 수익구조가 그렇게 좋지는 않았다 한다. 그래서 사장인데도 걸어서 출근해 세간에는 이런 말장난이 나돌았다.
조선일보 광산왕은 자가용으로 납시고

동아일보 송진우는 인력거로 꺼떡꺼떡

조선중앙일보 여운형은 걸어서 뚜벅뚜벅

조선중앙일보 사장직을 지냈을 때, 조선중앙일보는 대범한 기사를 냈을 뿐만 아니라 파격적인 문학작품의 게재를 허락하여 온갖 비난 여론과 협박이 들어와도 신경쓰지 않고 그냥 싣게 해주기도 했다고 한다. 대표적인 예로, 이상의 '오감도'를 게재하자 당시 독자들의 빗발치는 항의를 받기도 했다.
1932년 11월 중국에 있던 김단야는 정태희를 시켜 여운형에게 연락하여 신의주 감옥에 있는 박헌영에게 원조금을 전하고 조동호를 상해로 내보내라는 말을 전하였다. 여운형은 조동호에게 부탁하여 정태희를 영도사 승방(僧房)에 숨겨주었다. 여운형은 조동호와 양하석을 일선에서 활동하게 하면서 조동호와 양하석을 국외로 내보낼 생각이었다.
그러나 정태희가 국외로 출국하려다가 조선총독부 이동 경찰에 검거되어 신의주 감옥에 갇힌다. 여운형은 사원 박돈서(朴敦緖)와 함께 순회하다 전북 남원군 연회석상에서 이 소식을 접하였다. 박헌영도 체포, 압송되었으며 조동호·홍증식 등은 함께 연행되었다. 여운형의 체포장도 날아왔지만 총독부 경무국은 신의주 경찰서에 자진출두하라 하였다. 경찰관은 취조로 조동호 등과 상의한 내용을 진술하라고 압력을 가하였다.
여운형은 '조동호는 나의 친우다. 매일 상종하는데 그 많은 이야기들을 어찌 다 일일이 기억할 수 있느냐. 조동호의 진술이 옳다고 하고 나도 감방으로 가면 그만이 아니냐?'
취조하던 형사는 밤 8시에 다시 오라며 여운형을 풀어주었고, 여운형은 평안북도 도지사에게서 일이 없으니 다시 상경하라는 전갈을 받고 되돌아가게 되었다.

##### 1930년대 후반

도산 안창호 선생의 말년에 함께 찍은 사진.

1936년, 베를린에서 올림픽 개최가 정해지고 손기정이 일본측 대표 후보가 되자 손기정은 '굳이 이 대회를 나가야 되느냐.'고 여운형에게 물었다. 여운형은 "일장기를 달고가지만, 등에 한반도를 짊어지고 달린다는 것을 잊지 말라."며 출전을 권하였고, 손기정은 마라톤 대회에서 1등을 하여 금메달을 딴다. 이 일은 각계 언론사들에 의해 보도되었는데, 그 중 조선중앙일보는 누구보다 먼저 손기정 선수의 활약을 극찬하였고, 1936년 8월 13일자 조선중앙일보에 손기정의 일장기를 쓱싹 지운 사진을 실었다. 중앙일보는 인쇄기 품질이 좋은 편이 아니었기 때문에 일장기가 지워진건지 안 지워진건지 총독부가 알아차리지 못해서 검열을 통과할 수 있었다. 그런데 인쇄기의 품질이 좋았던 동아일보는 이걸 따라하여 8월 25일자 신문에 실었다가 총독부의 검열에 걸리게 되었고, 중앙일보가 이를 먼저 시도했음이 밝혀져 두 신문 모두 정간되었다. 이 일로 조선중앙일보는 자진휴간된 뒤 한동안 복간되지 않았다.
사장직에서 물러난 여운형은 인기 많은 공인으로 각종 행사의 연사를 맡으면서 학교 졸업식에서부터 결혼식 주례까지 없는 곳이 없어 '감초사장'이라고 불렸다 한다. 한동안 그는 결혼 주례와 스포츠행사 참석 등으로 세월을 보내게 되었다. 이어 안창호가 일제에 의해 국내에 압송된 뒤 수감되자, 조만식·이광수 등과 함께 수시로 면회를 다녀오기도 했다. 1935년 2월 10일, 대전형무소에서 안창호가 가석방되자 마중을 나가기도 했다. 또한, 도산 안창호의 말년에는 끝까지 조만식과 함께 곁에 있었다.
1937년에는 권투구락부 회장에 취임하였다.

##### 조선중앙일보 폐간 직후
조선중앙일보가 폐간되고 이렇다 할 직업이 없어진 여운형은 결혼식 주례사로, 각종 행사의 초빙 연사로 소일하다가 1937년 4월 초순에 갑자기 일본으로 떠났으며 수시로 도쿄를 오갔다. 이에 대해 자신의 아들이 일본 호세이 대학에 입학하는 관계로 일본행을 결정했다고 하였으나 사실은 만주사변과 중일전쟁이 터진 뒤 일본이 조선에서 독립운동 활동에 탄압을 강화하여 활동이 여의치 않아서였고, 중일전쟁과 관련해 일본 고위급 관료들의 동태를 살피기 위해서였다. 일본으로 건너간 여운형은 일본유학 중인 조선인 유학생들을 만나 '조국독립의 필연성'을 역설하여 그들에게 희망을 불어넣으면서 그들의 유학생활 자금을 대주기도 했다. 당시 조선인 유학생들 사이에서 여운형은 매우 인기있는 지도자로, 조선인 유학생이 많이 모여드는 때는 여운형씨가 올 때와 긴자 무대에서 한국인 가수가 공연할 때였다고 한다. 한편, 일본 고위급 관료들과도 만나 중국에서 일본군은 서둘러 철수할 것을 요구하였고, 일본의 우파 지식인이자 정치인인 오카와 슈메이와 시국을 논하기도 하였다. 하지만, 군부 인사들은 '이미 시작한 일이니 물러설 수 없다.'면서 듣지 않아 성과를 볼 수 없었다. 1939년 12월 18일 경성부 정동의 이화여전 강당에서 80여 명의 관계자들이 모인 가운데 후원회 창립총회가 개최되었다. 여기에서 12개조의 후원회 장정을 통과시키고 25명의 위원을 선출했다. 여운형도 이화여전 후원회 위원의 한사람으로 선출되었다.

#### 일제강점기 후반

##### 태평양 전쟁 직후

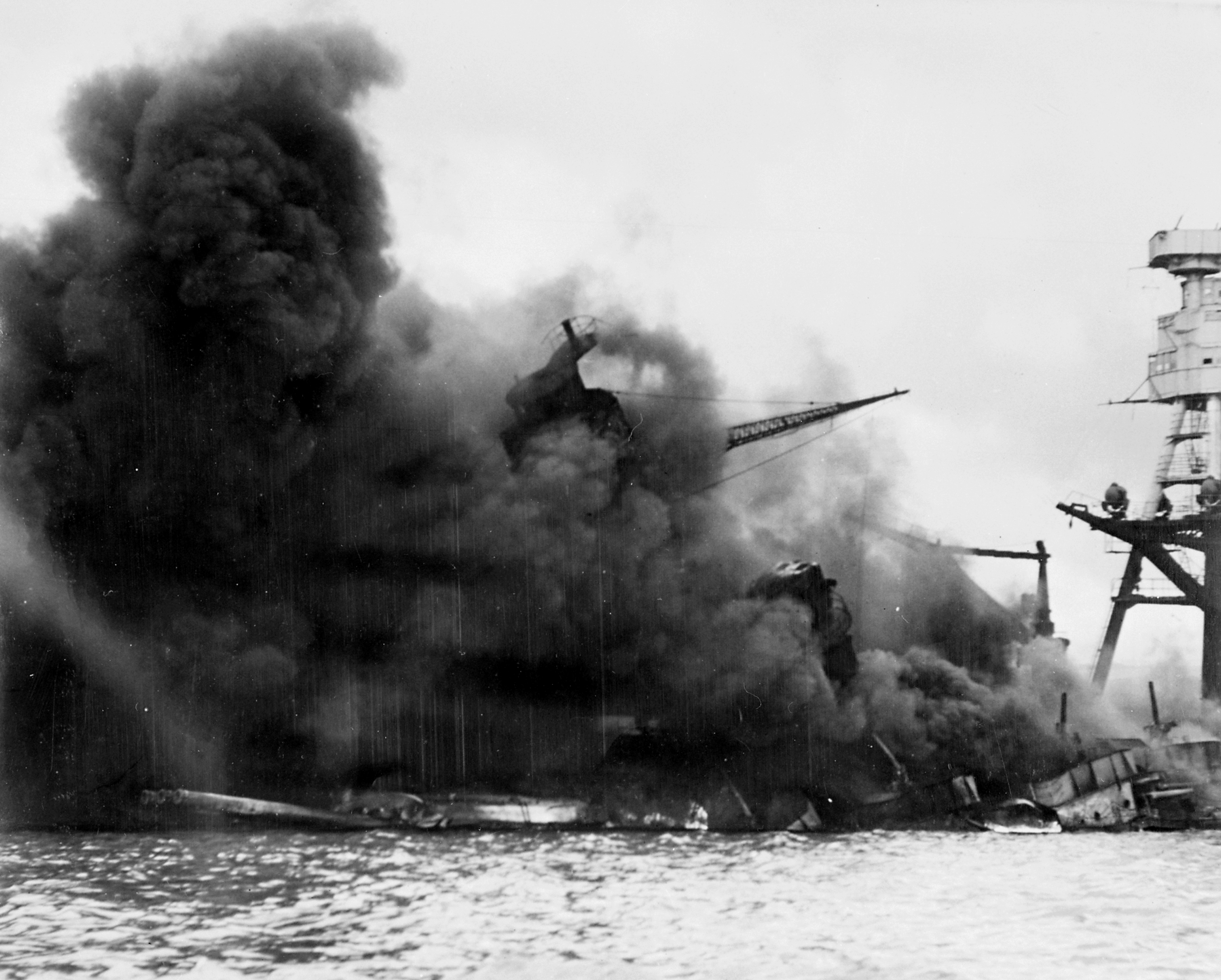
태평양 전쟁

1941년, 일본 정부는 다시 여운형을 초청했다. 당시 일제는 중일전쟁이 한창이었는데, 이번에는 그를 이용해 '왕징웨이와 함께 활동해서 중화민국과 화해를 위해 힘써 달라.'고 하려던 것이 본래 목적이었다. 일본 군부쪽 고위 관료들의 요청으로 회담을 하기도 하였는데, 특히 전직 수상을 지낸 고노에 후미마로는 중일전쟁 초기에 여운형의 제안을 거절한 바가 있었다. 그러나 국공합작이 전개되고 일본 전황이 패망으로 치닫게 되자, 여운형에게 '중국측 인사들을 설득하여 휴전협상을 도와달라.'고 요청하지만 여운형은 '이미 늦었다.'며 거절하였다.
일본정부는 1940년부터 1942년까지 다섯 차례에 걸쳐 여운형을 동경으로 불러들였다. 여운형은 화평공작에 임할듯 말듯한 위장전술을 취하면서 오히려 이들과의 만남을 통해 일본의 패망을 확신하게 되었다. 그래서 1942년에는 이화여자전문학교 교수 이정구에게 '장차 조선이 해방될 때를 대비하여 국민이 먹어야 할 식량조사와 그 대책을 세우라.'고 지시하고, 장권에게는 '해방시의 혼란을 막기 위해 치안대를 조직할 상세한 계획을 세우라'고 지시했다고 한다.
1942년에는 송진우, 김성수 등과 '미국의 소리 단파방송'을 청취하기도 했다. 이후 여운형은 공공연히 송진우, 안재홍, 장택상과 함께 일본의 패망을 주장하였다. 1942년 4월 18일, 일본제국의 수도 도쿄에 미군 폭격기의 공습(둘리틀 공습)을 목격한 그는 일본에 다녀온 뒤 귀국하면서 여름 무렵 경성부 계동 자택에 머물러 있을 때 평양신학교 동창생으로 왕십리 교회에 시무하던 오랜 친구격인 오건영, 이재형이라는 목사를 만나 이야기하던 중 '일본제국의 패배'를 공개적으로 발언했다가 주변인들에게 입에서 입으로 전해져 일본 헌병대에까지 들리게 되었다. 여운형이 일본에 체류 중이던 1942년 12월 21일, 고이소 쿠니아키 총독과의 회견을 마치고 일본 도쿄에서 귀국하던 중 시모노세키에서 일본 경찰에 체포되어 경성헌병대로 연행되고 수감되었다. 이 때의 죄목은 치안유지법 위반, 육해군형법 위반, 조선임시보안법 위반, 소련의 밀정혐의, 안녕질서에 대한 죄목 등이었다. 그는 옥중에서 수차례 고문에 시달렸고, 사상전향서를 쓸 것과 신사참배 등 학도병 강연회에 앞장서라는 일제의 위협에 굴하지 않았다고 한다. 당시 여운형의 회상에 의하면 '일본 헌병들이 자신을 때리고 매달지 못하는 대신, 여러 일본경찰들이 번갈아가며 달라붙어서 자신을 90여 시간 동안 의자에 묶어놓은 채 흔들고 잡아당기며 잠을 못자게 하는 건고문을 했다고 하였다. 이 뒤로 감옥에 이감된 뒤에도 신경쇠약에 걸려 잠을 못 이루었다고 한다. 1943년 7월 2일 석방되었다. 여운형이 출옥한 다음 날 자택으로 그를 방문했던 안재홍은 그날의 여운형의 모습을 너무나 처참하고 쓰라렸다고 묘사했다. 석방 직후에 그는 극히 신경쇠약에 시달려 경성요양원에 입원했는데, 7월 5일 일본인 검사 두 명이 전향서 쓸 것을 협박, 여운형은 재차 거절했지만 경성지방법원 판사 백윤화가 '전향하지 않으면 집행유예를 취소하고 다시 형을 집행한다.'고 협박한다. 그러자 극도로 몸이 쇠약해진 여운형은 자신의 건강을 염려하던 가족들이 자기 대신 전향문에 도장 찍는 것을 그대로 묵인하고 말았고, 결국 협박 분위기 속에서 가족들에 의해 전향문이 날인 당하게 된다. 이 강제 전향문으로 인해 여운형은 훗날 해방 후 수 많은 정적들로부터 비판의 명분을 받게 되어 명예적으로 치명적인 손상을 입게 된다. 전향문 날인 이후에도 일제 경찰들로부터 가택연금을 당하고 총독부로부터 지속적인 감시를 받았다. 게다가 일본 고위급 정치인들은 자기들과 협력하라는 공갈협박을 수차례 하였다. 그러자 여운형은 요양을 핑계로 경기도 양주군 봉안마을로 내려가 거처를 옮긴다. 석방된 이후에도 여전히 일제의 보호, 관찰대상 1호로 지목되어 일제의 감시를 받았지만, 수많은 청년들이 그를 찾아가 도와주곤 했다.

##### 건국동맹과 농민동맹

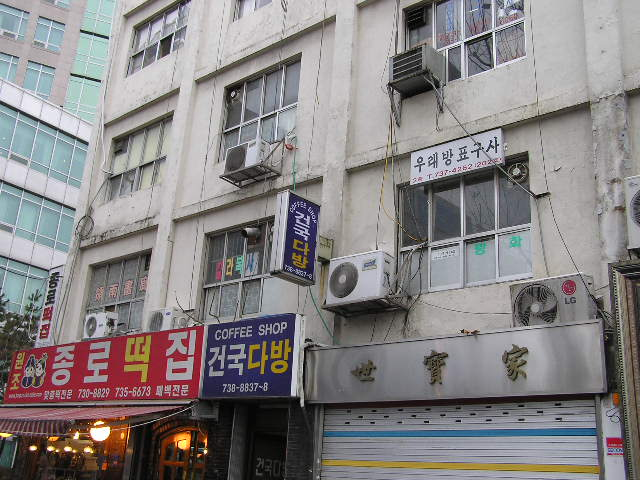
서울 종로구 낙원동의 건물. 이 건물은 1944년 8월 10일, 여운형을 중심으로 조직된 지하 비밀 결사 독립운동 단체인 건국동맹이 결성되었던 곳이었다.

1943년 7월 2일 석방된 이후 여운형은 한동안 경성요양원에 입원해 있었고, 거기 있으면서 독립운동의 길을 모색했다. 그래서 퇴원 후 요양을 핑계로 향리인 경기도 봉안촌으로 거주하면서 만주군에 소속된 박승환 대위를 만나 군사조직 문제를 논의했다. 이와 함께 염윤구, 이혁기 등 학병, 징병 거부자들을 집결시켜 군사 훈련과 무장 투쟁을 준비시켰다.
1944년 8월, 경성부 종로구 운니동에서는 여운형이 주도하여 '건국동맹'을 비밀리에 결성하였다. 건국동맹은 민족주의자에서 공산주의자들까지 좌우익세력들을 망라한 애국세력들이 뭉친 조직으로 여운형은 이 건국동맹으로 해외 각지에 흩어진 독립운동단체들과 연대를 추진했다. 대표적인 사례가 중국 옌안에 있는 '연안독립동맹'과 연대를 추진한 것이다. '연안독립동맹'의 수장이던 김무정의 기록에는, '조선의 한성에서 연락을 취하던 대규모 독립단체가 있다.'고 되어 있다. 여기서 '조선의 한성'은 '건국동맹'을 의미한다. 건국동맹은 뒷날 해방 직후 건국준비위원회로 발전한다.
1944년 10월, 인근 용문산에서 13명의 청년들이 여운형을 찾아 만난다. 경기북부지역을 대표하는 청년들이 모여 비밀결사단체인 '농민동맹'을 결성한다. 당시 농민동맹은 용문산을 거점으로 일제의 강제징병을 피해 도피한 청년들을 보호하였고, 일제(日帝)의 공출로 인한 농민들의 피해를 막으려 노력했다. 이후에는 보광당, 조선민족해방협동단, 산악대 등 여러 조직과 직간접 접촉을 통해 건국동맹의 기반을 다져나아가게 된다.
1945년 3월에는 건국동맹의 산하에 군사위원회를 조직하고 일본군의 후방교란과 노농군 편성을 계획하면서 경기도 주안 조병창의 채병덕 중좌와 접촉하고자 당시 은행원으로 지내던 손기정을 보내 채병덕 중좌에게 전갈을 보냈고, 채병덕 중좌와 두 차례 접촉해 유사시에 무기공급에 대한 약속을 받았다. 1945년 4월에는 미국의 샌프란시스코 회담과 관련해 연안 독립동맹과 구체적인 연계를 위해 이영선을 파견하고, 5월에는 대한민국 임시정부와 접촉하기 위해 최근우를 베이징에 파견하여 연락을 시도했다. 그리고 8월초에는 총독부 경찰에 그 존재가 드러나게 되어 건국동맹의 간부 이걸소, 황운, 이석구, 조동호등이 검거되었고, 이에 따라 최근우, 김세용, 이여성, 이상백, 김기용, 이만규 등을 중앙위원으로 선출했다.
건국동맹은 1만여명의 맹원을 확보해서 외곽 단체 농민동맹도 조직하고 해외 연락 사업을 벌였으며 심지어 국외에서 편성한 병력을 1945년 8월 29일 국치 35주년의 날에 국내로 진공시킬 계획까지 추진했다고 한다. 건국동맹의 인력과 자원이 건준 활동의 발판이 되었다고 한다.

### 해방 후 정치활동

#### 해방 직전
해방 직전, 소비에트 연방이 청진 상륙 작전을 개시하자 조선총독부는 경성까지 소비에트 연방이 점령하겠다는 우려에 좌파와 민중 세력을 대변할 수 있는 여운형과 접촉하였다. 1945년 8월 14일, 여운형은 당시 총독부 경무국장이었던 니시히로 다다오에게서 일본의 패전 소식과 함께 15일 아침 조선총독부 정무총감 엔도 류사쿠의 관저(서울 필동)로 와달라는 요청을 받았다. 이어서 총독부 정무총감은 여운형과 교섭하여 '자신들을 포함해 조선에 거류 중인 일본인들이 안전하게 빠져나오도록 해달라'고 하자, 여운형은 5개항 보장 조건을 전제로 수락하였다. 여운형이 제시한 5개항 조건 전제내용은 다음과 같다.

- 모든 정치범을 즉시 석방할 것.
- 당장에 경성 시민이 먹고 살 수 있을 만큼의 식량을 확보해줄 것.
- 우리 조선이 주체적으로 치안을 맡는다.
- 치안 유지와 건설 공사에 총독부는 방해하지 않는다.
- 학생들과 청년들 활동을 총독부가 방해하지 않는다.

서울 필동에 위치한 한국의 집. 이곳은 일제강점기 조선총독부 정무총감 관저로 1945년 8월 15일, 아침에 여운형이 이곳에서 총독부로부터 치안권과 행정권을 이양받았다.

행정권, 치안유지권을 인수하게 된 여운형은 8월 15일에 사람을 보내 송진우의 참여를 요청하였고, 직접 찾아가기도 했지만 송진우로부터 "경거망동을 삼가라. 중경 정부(=대한민국 임시정부)를 지지하여야 한다."는 말만 들었다. 송진우가 집요하게 내세운 임정봉대론에 대해 여운형은 "일제의 탄압 아래서 직접 싸워온 거대한 세력은 국외에 있는 것이 아니고 국내에 있는 3천만 민중"이라고 반박하였다. 여운형은 "임정이 해외에 30년간 머물러 있었기 때문에 이렇다 할 업적이 없고, 국내에 인민적 토대를 갖지 못했기 때문에 정부로 군림할 수 없으며, 임정은 많은 해외독립단체가 만든 정부 가운데 하나일 뿐."이라고 주장하였다.
그가 조선총독부와 교섭을 한 부분에 대해서는 상당한 논란의 여지가 있다. 일단 긍정적으로 보는 측은 패망한 일본군이 철수하기 전에 무고한 조선인들을 마구 학살하고 떠난다거나 해방 직후에 사상계 내에서 친일파를 처단한다는 이름으로 사적인 감정에 기인한 마구잡이식 보복성 살인으로 사회 분열과 혼란이 일어나 힘없는 사람들이 억울한 피해를 입을 것을 걱정해서라고 주장한다.
반면, 비판하는 이들은 일본군 및 행정관료들이 동남아, 중국 등지에서 항복하여 포로 대우를 받았던 점을 지적하며, 부적절한 처신이었다고 지적한다.
훗날 한민당과 그들의 대표지 동아일보, 친일파 방응모의 조선일보는 여운형이 총독부와 교섭했다는 것을 구실로 '여운형은 일본으로부터 돈 받아 먹은 친일파'라고 맹렬히 비난했지만, 정작 여운형 본인은 일제에 의해 인생 전반에 걸쳐 생사를 넘나든 최대 피해자였다. 해방 직전 총독부로부터 돈을 한 푼도 받지 않았으며, 해방 이후에도 역시 가난하게 살았다. 총독부 측에서도 여운형이 반일인사라는 것을 알아 교섭을 주저하기도 했다.
반면, 총독부는 소비에트 연방의 남진에 쏠려있는 상태라서 아무런 대응을 하지 못했다. 당시 8월 16일에 경성에 소비에트 연방이 올 거라는 소문이 퍼졌기 때문이다.

#### 건국준비위원회 조직과 치안 유지 활동

1945년 8월 16일, 휘문고보의 군중 속 여운형. 여운형은 이곳에서 연설을 하였다.

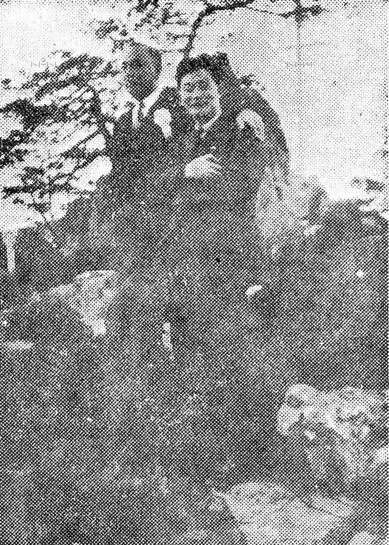
몽양 여운형과 훗날 국민방위군 사령관으로 총살형이 된 김윤근.

1945년 8월 15일, 여운형은 서대문 형무소에서 정치범으로 수감 중이던 독립운동가 조봉암의 출소 소식을 듣고, 직접 마중나가기도 했다.
8월 15일, 밤 자신이 이미 1년 전인 1944년 8월에 결성한 건국동맹을 모체로 건국준비위원회를 발족하고 위원장을 맡았다. 1945년 8월 16일, 시민들은 전날 8월 15일 라디오 방송이 일본제국 천황의 항복 방송인 줄 알게 되자 환호하였다.
그대로 시민들은 서울 계동에 있는 여운형의 집에 몰려가 연설을 해달라 하였고, 여운형은 집 바로 뒤에 있는 서울 휘문중학 운동장에서 연설을 하였다. 연설 주요내용은 다음과 같다.

위키문헌에 이 글과
관련된 원문이 있습니다.
여운형 1945년 휘문중학교 연설

조선민족의 해방의 날이 왔습니다. (..중략..) 나는 다섯 가지 조건을 요구하였습니다. 그리하여 총독부로부터 치안권과 행정권을 이양받았습니다.
이제 우리민족은 새역사의 일보를 내딛게 되었습니다. 우리는 지난날의 아프고 쓰라린 것을 다 잊어버리고, 이땅에 합리적이고, 이상적인 낙원을 건설하여야 합니다. 개인의 영웅주의는 단연 없애고, 끝까지 일사분란한 단결로 나아갑시다. (..중략..)

이제 곧 여러 곳으로부터 훌륭한 지도자가 들어오게 될 터이니 그들이 올 때까지 우리들의 힘은 적으나마 서로 협력하지 않으면 안 될 것입니다.

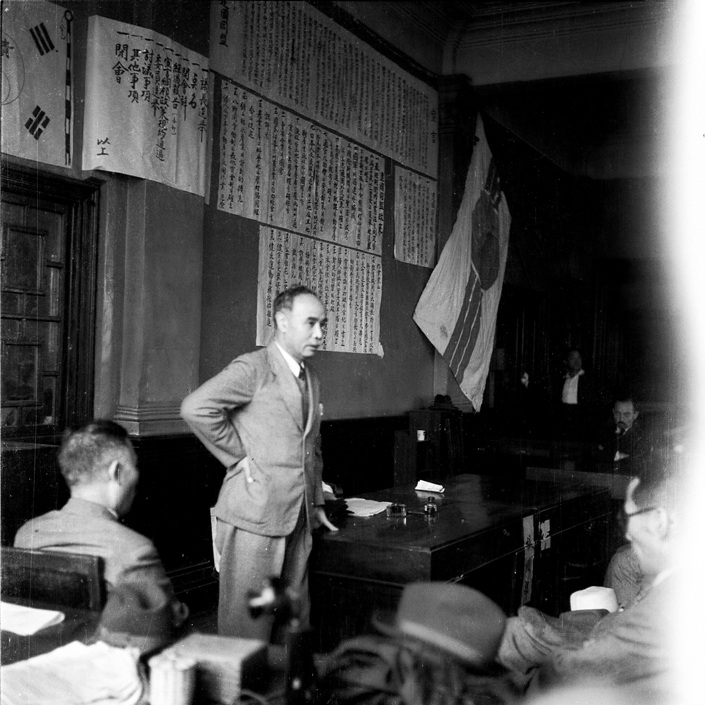
YMCA 건물에서 건국준비위원회 발족식 때 강연하는 여운형

이어 곧 여운형은 일제말기에 자신이 운영했던 기존 비밀결사 조직인 건국동맹을 모체로 건국준비위원회를 조직하였고 YMCA 건물에서 건준 강령을 발표하였다. 건준은 치안권과 행정권을 담당했다. 그 당시만 해도 건준은 민중들로부터 많은 지지를 받아 각 지역마다 100여개의 지부가 확대, 개편되었다. 이어 건준은 전환하여 각 지역 지부인 '인민위원회'를 만드는 데 앞장섰다. 해방의 기쁨은 잠시, 곧 이어 한반도의 분단이 공식적으로 알려진 때는 8월 하순이었다. 북위 38도선 이북을 소련군이, 이남은 미국군이 각각 점령한다는 연합국의 방침이 경성에도 알려지게 되었다. 1945년 8·15광복을 맞아 안재홍 등과 건국준비위원회를 조직, 그는 곧 건준을 공식적인 정부로 선포해 하나의 기정사실화하고 곧 경성에 진주할 소련군으로부터 추인받는 길을 밟으려 했다.
건준의 결성 초기부터 사회주의자들이 참여하게 된 것은 여운형•건국동맹과 사회주의자들의 이념적 친화성, 그리고 일제시기 이래 사회주의자들의 친분관계도 바탕이 되었지만, 무엇보다 소련의 서울 진주 소식이 크게 작용했다. 여운홍에 따르면 여운형은 8월 15일 아침에 엔도를 만난 뒤 정백과 함께 돌아와 단독으로 담소를 나누었으여 "소련군이 서울에 진주할 것이기 때문에 사태가 달라졌다"는 입장을 나타냈다. (중략) 이에 여운형과 건준 참여세력들은 사회주의 계열을 적극 참여시켜 소련군의 남한 진주에 대응하는 국가건설을 준비하고자 했던 것이다.— 김무용, 해방 후 조선공산당의 노선과 국가건설 운동, p61

여운형은 소련군이 서울에 진주할 것이라고 여겼기 때문에 건준에 사회주의 계열을 더 적극적으로 참여시켰다. 여운형은 박헌영을 건준에 영입하기 위해 노력했다.
여운형의 딸 여연구의 주장에 따르면 건준에 가담한 박헌영이 '건국준비위원회 내에 민족주의자들이 많다.'며 개조를 요구하였다. 여운형은 부위원장 안재홍을 찾아가 협의하였는데, 안재홍은 박헌영을 멀리하라며 그에게 충고하였다고 한다. 우익계열 인사인 안재홍은 이에 반발하여 건준에서 탈퇴했다.
| “ | 일본으로부터 해방된 오늘날 민주주의 조선을 건설함에 있어 구태여 빛깔을 문제삼을 필요가 어디 있느냐. 모두가 합력하여 민주주의 국가를 건설하면 그만이 아니겠느냐 … 조선인민공화국이라면 적색으로 아는 사람은 소학교 1학년과 같은 사람이라 할 것이다. | ” |
|   | — 여운형 |   |

여운형은 송진우를 찾아 건국준비위원회에 동참해 줄 것을 요청하였으나, 송진우는 임정 봉대론을 주장하며 제안을 거절했다. 일부 청년측에서는 여운형이 송진우를 너무 과대 평가한다고 불만을 표출하였다.
그런데, 소비에트 연방이 더 이상 남진하지 않자 조선총독부의 반격으로 인해 다시 경성일보, 경성방송국, 동아일보 등이 모두 조선총독부 손아귀로 다시 넘어갔다.

#### 조선인민공화국 활동

건국준비위원회와 조선인민공화국의 깃발

그리하여 9월 6일에 '전국인민대표자회의'를 열고 박헌영이 건준을 「조선인민공화국」(약칭 인공)으로 변모시켰다.
여운형은 인공 수립에 합의한 뒤 건준 내부의 반발에 부딪치자 조각발표를 보류하려고 하였지만 적극적으로 반대하지 않았다. 이에 따라 여운형은 인공 대표대회에서 인사도 했고 인공 부주석의 지위를 거부하지도 않았다.— 김무용, 해방 후 조선공산당의 노선과 국가건설 운동, p67

인공 수립 당시 여운형은 다음과 같이 말하였다. "38도선 이북은 소련군이 진주하여 각도 관공서와 일본인 공사 재산을 압수하고 일군을 무장해제시켜, 모든 것을 조선인민에게 맡길 뿐 그 목적이 없는 듯하였다. 우리는 이러한 소군의 조치를 당연히 연합군의 공동한 최고방침에 의한 것이라고 해석하였으며 미군도 38도 이남에 진주하여 오면 역시 조선인민에게 모든 것을 맡으라 할 줄 예상하였기 때문에 그것을 맡을 준비를 하였던 것이다. 그래서 급히 인민대표회의를 열어 국호를 결정하고 정부조직법을 결정하며 인민위원을 선거하였다."— 김무용, 해방 후 조선공산당의 노선과 국가건설 운동, p69

1945년 8월 하순, 여운형 등은 밀사 손치웅을 평양에 파견하여 조만식에게 남으로 내려올 것을 권고하였다. 그러나 조만식은 '여운형에게 뜻은 함께 하겠으나 몸은 여기 남겠다.'며 사양하였다. 1945년 9월 7일 여운형은 미군정이 시작되기 전까지 지속되었던 조선인민공화국의 주석에 선출된 이승만과 함께 부주석에 선출되었다. 9월 8일 미 24군단이 한반도 입성하고 군정을 선포하였을 때, 미군정장관 아널드는 오긍선을 만나는데, 오긍선은 한민당의 송진우를 소개해 주었다. 그리고 다음날 9월 11일 한민당을 대표한 조병옥, 윤보선 등은 미 군정장관 등을 만나 인공은 "일본과 협력한 한인집단"에 의해 조직되었으며, 여운형은 "한인들에게 잘 알려진 부일협력 정치인"이라고 왜곡하여 주장하였다. 이묘묵도 명월관에서 미군정 관리들에게 '여운형이 잘 알려진 친일파이며 인공은 공산주의적 경향이 있다.'고 왜곡하여 주장하였다.

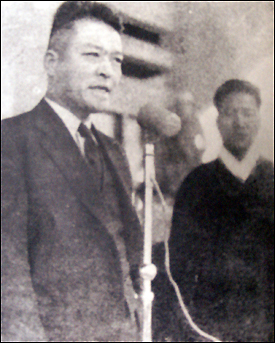
상하이 임시정부의 군무부장이었던 김원봉, 그는 여운형의 수려한 외모와 달변에 매료되어 좌파 진영에 본격 가담한다.

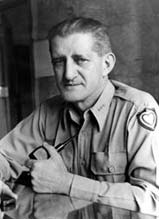
미군정청 사령장관 존 하지

1945년 10월초, 여운형은 미 군정 사령관 존 하지와 첫 대면이 이루어졌는데, 첫 대화내용은 다음과 같다.
After shaking hands, the first question General Hodge put to me was, 'What connections have you with the Jap?'

Answer : 'None.'

Then he asked : 'How much money did you receive from the Jap?'

Answer: 'None.'

I was completely taken aback by his question and his unfriendly attitude.

악수를 마친 후, 그(존 하지)가 던진 첫 질문은 "왜놈과 무슨 관련이 있지?"였고, 내 대답은 "없소!"였소. 그러자, 그는 "왜놈으로부터 얼마나 돈을 받았지?"라고 묻더이다. 나는 그의 질문과 비우호적인 태도에 당황했소.— 김용중에게 보낸 여운형의 유고편지 中

이러한, 존 하지의 왜곡된 선입견과 그 배경은 미군정 고문으로 위촉된 9명의 한국민주당들의 모함으로 밝혀지게 된다.

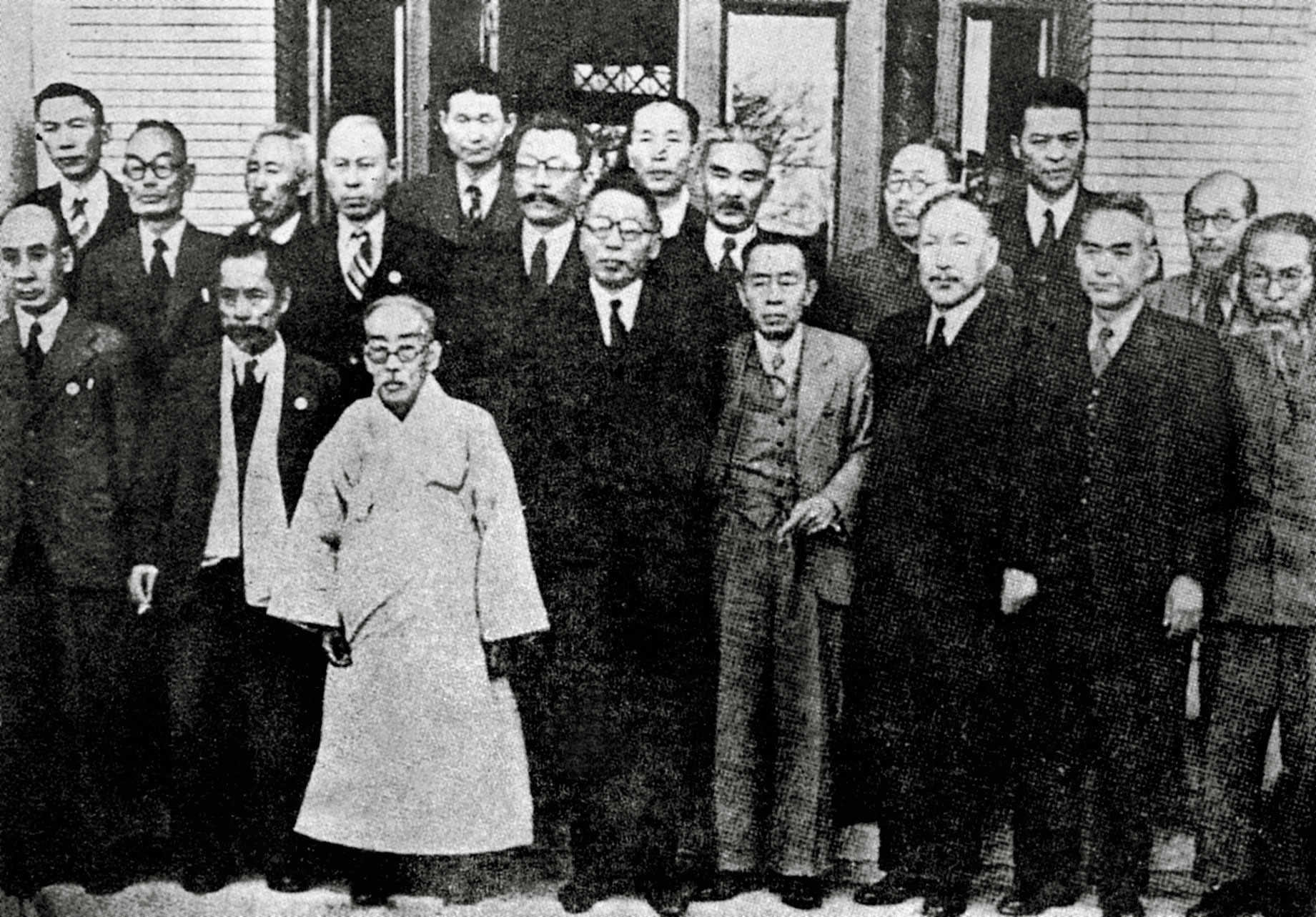
1945년 12월 3일의 임시정부 요인 환국기념 사진

1945년 10월 20일, 미군정의 주관하에 대대적인 환영행사 속에 이승만이 귀국하게 된다. 여운형은 이승만에게 찾아가 인공이 설립된 경로를 설명하고 인공 주석에 취임할 것을 요청하러 만났으나, 이승만은 침묵으로 답하고 이후 한국민주당과 함께 손을 잡고 독자적인 행보를 걷게 된다.
이어 1945년 11월 3일, 대한민국 임시정부의 환국 때 그는 중경 임시정부 요인들을 맞아주었으나, 충칭 임시정부만을 추대하자는 내용인 '임정 정통론' 추대에는 반대하였다.
귀국한 대한민국 임시정부 요인 중 김원봉과 장건상, 김성숙 등이 그를 찾아온다. 이들과의 면담에서 여운형은 호쾌한 성격과 달변으로 이들을 매료시켜, 김원봉 등을 좌파 진영으로 영입하게 된다.

#### 조선인민당 창당
인공의 좌경화와 미군의 건준 불인정 등으로 민족통일전선운동의 진전을 기대하기 어렵게 되자, 그 매개체 역할을 자임하는 정당을 결성하게 된다. 그는 11월 12일 건국동맹이 모체가 되고 몇 개의 군소단체가 합류하여 조선인민당을 서울 종로구 경운동의 천도교 중앙 대교당에서 창당했다. 인민위원회와 조선인민공화국으로 전환한 이후 건국준비위원회가 또다른 분열의 축이 되었음을 인정하고 새로운 출발을 선언한 것이다. 조선인민당은 평화적 방법으로 광범위한 대중과 정치세력 속에 독립을 완성하자는 것이 목표였다. 여운형은 창당대회에서 다음과 같이 연설했다.
| “ | 해방된 오늘, 지주와 자본가만으로 나라를 세우겠다고 생각하는 사람이 있다면 어디 손을 들어보시오. 지식인, 사무원, 소시민만으로 나라를 세우고자 하는 사람이 있다면 역시 손을 들어 보시오. 농민, 노동자들만으로 나라를 세우겠다고 우기는 사람 있으면 어디 한번 손을 들어보시오. 손을 드는 사람이 없군요. 그렇습니다. 일제 통치기간 우리 민족에게 씻을 수 없는 반역적 죄악을 저지른 소수 친일파들을 제외하고 우리는 다같이 손을 잡고 건국사업에 매진해야 됩니다. (..중략..) 독립을 완성하려면 땅의 남북과 사상의 좌우를 가릴 필요가 어디 있는가? 과거 지하운동시대 어두컴컴한 감방을 걷다 만나 껴안고 감격하던 혁명투사 간에 민족주의자도 공산주의자도 없었던 것 아닌가? | ” |
|   | — 조선인민당 창당 연설, 1945년 11월 |   |

조선인민당 창당엔 미군정이 어느 정도 작용을 하였고, 조선인민당은 지주, 보수층에 호감을 보이기 위해 당기에 태극을 넣었다. 그러나 인민당에는 공산주의자, 사회주의자들이 많이 참여하였고, 박헌영계의 프락치들이 많아 훗날 분란을 일으키게 되었다. 이어 1945년 11월, 조선인민당의 당수가 되었다.
1945년 11월 23일 조선일보의 복간을 축하하는 축사를 발표했다. 인민당 당수 자격으로 보낸 축사에서 그는 '과거의 빛나던 그 민족문화 사상(史上)에 남긴 공적과 역할을 다시 살려서 바야흐로 닥쳐오는 신국가 건설 도정(途程)의 훌륭한 반석이 되어주기를 바라 마지않는다'라 하였다.
1945년 12월 23일 그는 오후 2시 김구가 주관하는 순국선열추념대회에 참여하였다. 순국선열추념대회 위원으로 선출되었다.
1945년 12월 27일, 모스크바 3상 회의에서 '조선의 신탁통치가 결정되었다.'라는 기사가 동아일보에 게재되었다. 신탁통치 결정되었다는 기사가 실리자, 반탁 시위가 격렬히 벌어졌다. 시간이 흐를수록 국내 상황은 혼란을 더욱 크게 흘러갔다. 우익 정치인 김구와 이승만은 신탁통치 결정 보도를 접하고 격노하여 신탁통치 결사 반대를 외치며 반탁운동을 하기 시작했고, 소련에서 돌아온 극좌 정치인 박헌영은 '모스크바 3상 회의의 결정을 지지한다.'는 선언을 하여 각자 독선적인 노선을 주장하기 시작했다. 이 때부터 미군정기 조선은 '우익반탁 좌익찬탁'으로 나뉘어 극심하게 대립하게 되었으며, 이는 남한의 좌우갈등의 근본이 되었다. 시위는 '반소-반공' 성향으로 변질되어가게 된다.
이러한 상황 속에 여운형은 즉시 입장을 밝히지 않았다. 어느 때보다 정확한 상황파악이 필요했기 때문이었다.
그 뒤 1946년 1월 8일, 여운형은 조선인민당을 중심으로 4당(한국민주당, 국민당, 조선공산당, 조선인민당) 지도자와 임정세력들을 만난다. 여기서 '모스크바 3상회의'의 결정이 조선의 자주독립을 보장하는데 전적으로 지지하며, 신탁은 장래 수립될 우리 정부로 하여금 해결하게 하자는 합의가 이루어지게 된다. 이는 해방 정국 각 정치세력이 이루어낸 단 한 번의 합의안이었다. 그러나, 약속은 하루를 넘기지 못하고 사태는 원점으로 되돌아가고 말았다.
그 모습을 지켜보면서 여운형은 다음과 같이 통탄하였다.
| “ | 참담한 심정이다. 나를 비롯해 지도층을 자칭하는 이들이 총퇴각을 할 때라 생각한다. 우리같은 지도층이 없었던들 통일은 벌써 성공하였을 것이다. 조선 지도자들은 제1차 시험에서 전부 낙제다. | ” |
|   | — 1946년 4당 코뮤니케 무산 뒤, 1월 14일 기자회견 |   |

#### 임시정부와 김구와의 관계
1919년 여운형은 신한청년당 당수로 활약하여 동생 여운홍과 함께 임시정부 창설에 참여하였고, 임시정부 의정원 의원, 외무부차장 등으로 활동하며 일본에 왕래하기도 했다. 그러나 1923년 국민대표회의로 인해 임시정부가 창조파, 개조파 세력으로 나뉠 때 여운형은 개조파 세력(안창호 중심)으로 따랐으나 임시정부의 파벌다툼에 실망하여 임시정부를 떠났다.
상하이에서 신한청년당으로 지냈을 때와 임시정부 의정원으로 지내던 시절에 여운형은 김구와 처음에 인연이 있었다. 여운형이 일제에 체포되어 국내로 압송된 뒤 1935년, 여운형이 황해도에 살던 김구의 가족들을 상하이로 피신시켜 김구와 상봉하게 해주는 데에 지대한 공헌을 해서 한때 일본경찰의 요주의 인물로 낙인찍혀 심문을 받은 적 있었을 만큼 인연이 두터웠다. 또한, 1945년 8월 일제가 패망하기 직전, 김구의 충칭 임시정부는 국내 진공작전을 위해 국내에 있던 지하 비밀 독립단체였던 건국동맹과 비밀연락망을 두고 연락을 시도했었다.
임시정부 설립 초기에는 참여하였으나, 후에 탈퇴하여 임시정부와도 인연이 있었다. 그러나, 여운형은 임시정부의 법통성 주장에 동의하지 않았다.
해방 직후에 김구는 여운형을 매우 싫어했고, 이와 마찬가지로 충칭 임시정부 역시 여운형과 협력하지 않았다. 그 이유는 '충칭 임시정부만이 정통성'이라는 '임정법통론' 노선에 여운형이 반대했기 때문이었다. 즉, 여운형의 노선 생각은 '임시정부라는 조직이 중국 충칭에 있는 것뿐만이 아닌 해외 여러 곳(여운형은 미주, 연해주, 시베리아, 만주 등지에 독립운동 단체가 있었다고 주장한다.)에 독립운동세력들이 있었고, 그러한 해외 독립운동가 세력들이 국내에 들어와서 함께 새로운 임시정부를 건설해야 한다.'는 것이었다. 그러나, 이는 김구를 비롯한 충칭 대한민국 임시정부의 눈으로는 '여운형은 임시정부의 권위를 부정하고 중대한 월권, 도전 행위다.'라 여겨 여운형과 협력하지 않게 되었다.
1945년 11월, 대한민국 임시정부 1진이 망명길에서 돌아오자 여운형은 김구를 상대로 '임정뿐만이 아니라 국내외 다른 독립운동 세력, 사회주의 세력과 함께 협력하여 통일된 조국을 건설하자.'고 설득하러 서대문 경교장을 방문했다. 여운형은 경교장에 들어가 옛 동지들과 인사를 나누던 중에 김구는 그와의 대화를 거절했고, 수위에게 몸수색을 지시하여 여운형은 끌려나가 몸수색을 당하기도 했다. 그는 그 이후로 다시는 김구를 찾아갈 생각을 하지 않았다고 한다.

##### 임시정부 법통성 논란
1945년 12월 환국 직후 대한민국 임시정부는 법통성을 주장하였다. 여운형은 허헌과 함께 임시정부의 법통성 주장은 옳지 않다는 시각을 피력하였다. 임시정부의 공헌은 어느 정도 인정하는 조선공산당과 달리 여운형은 좀 다른 각도에서 중경 임정 추대에 반대하였다. 장덕수와의 대화에서 그는 임정에 대해 다음과 같이 주장하였다.

- 임시정부는 30년간 해외에서 지리멸렬하게 유야무야 중에 있던 조직이니 국내에 기초가 없어 군림이 불가하다는 점
- 연합국한테 승인되지도, 될 수도 없다는 점
- 미주(美洲), 연안, 시베리아, 만주 등지의 혁명단체 중에는 임시정부보다 몇 배가 크고 실력 있고 맹활동한 혁명단체가 있으며 그네들 안중에는 임시정부가 없다는 점
- 국내에서 투옥되었던 혁명지사가 다수인데 , 안전지대에 있었고 객지고생만 한 해외 혁명가 정권만을 환영하는 것은 잘못된 점이라는 점
- 중경 임정을 환영하는 자들은 아무런 혁명 공적이 없는 자들로 호가호위(狐假虎威)하려는 것이고 건준의 정권수립권(權)을 방해하는 수단이 된다는 점
- 중경 임정만을 환영하는 것은 해내해외의 혁명단체의 합동을 방해하고 혁명세력을 분열시키는 과오라는 점

그는 임시정부가 해외에서 존재한 하나의 독립운동 단체에 불과하다는 점을 들어 임시정부의 법통 주장을 반박하였다. 임정 법통을 부정한 점 역시 극우단체로부터 공격대상으로 찍히는 하나의 원인이 되었다.

#### 민주의원 참가 거부, 민전 참여
1946년 2월 13일 비상국민회의(독립촉성중앙협의회와 비상정치회의 주비회 통합체)에서 최고정무위원직(총 28명)에 선출되었다. 이후 비상국민회의는 민주의원으로 바뀌었는데, 2월 14일 민주의원결성대회가 열렸으나 여운형은 김창숙, 함태영, 정인보, 조소앙 등과 함께 민주의원 의원직을 거부하였다.
1946년 2월 15일, 서울 종로 YMCA에서 열린 민족주의민족전선(민전) 결성식에 참여하였다. 15일, 임시정부의 성주식, 김성숙, 장건상, 김원봉 등이 민전에 참가하였는데, 여운형은 허헌, 박헌영, 백남운, 김원봉과 함께 민족주의민족전선의 5인 공동의장에 추대되었다.
이를 두고 미군정청 사령관 존 하지 중장은 여운형과 조선인민당이 민전에 참여한 것을 "인민당이 소련 지령하의 조선공산당에 완전히 팔려간 증거로 해석하며, 이것은 여운형이 완전한 공산주의자라는 최초의 확증을 제공했다."고 주장했다. 그러나 존 하지의 주장과는 달리, 여운형은 '극소수의 반동을 제외하곤 손을 잡아야 한다'는 좌우합작 입장을 견지했으며, 조선공산당을 극소수 반동으로 보지 않은 것일 뿐이었다. 군정청은 처음에 여운형의 정치노선 행보에 많은 의심을 품었지만, 점차 한반도의 정치 상황 등을 알게 되면서 여운형을 비롯한 김규식 등 중도파 노선에 호감을 가지게 된다. 한편, 민전은 여운형의 '좌우합작' 노선 뜻대로 돌아가지 못했다.
3월 7일 소련 군정청 사령관 스티코프가 짠 초안에서 그는 향후 수립될 정부의 수상 후보감으로 지목되기도 했다.

#### 좌우합작운동 전개

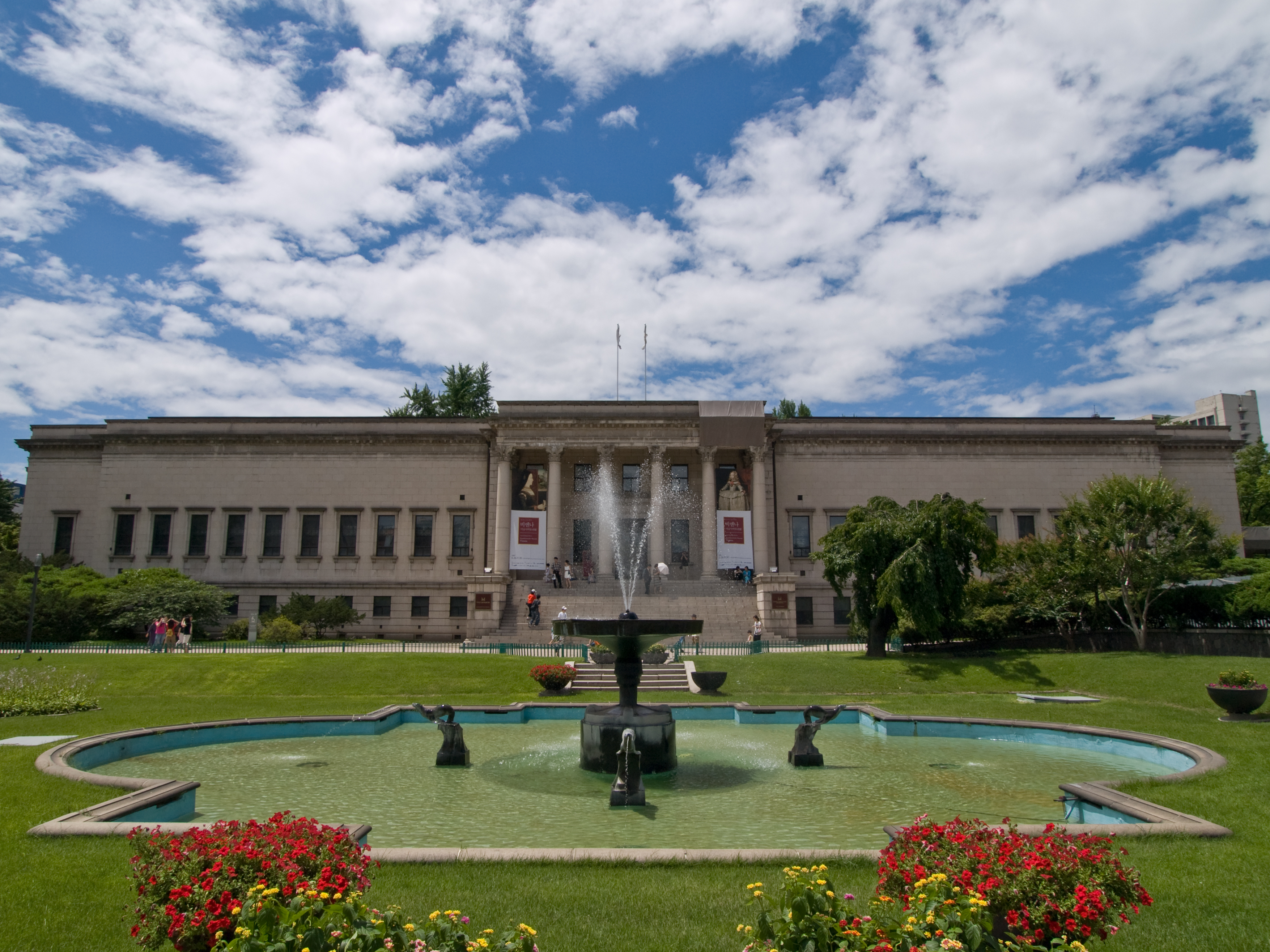
덕수궁 석조전. 이곳에서 미소공위가 개최되어 좌우합작위원회 회담이 열리곤 했었다.

1945년 9월, 박헌영 계열의 공산주의자 세력들이 건준 내에서 득세함으로써 건준의 본질적인 중도적 성향은 변질되어 박헌영을 주축으로 조선인민공화국을 선포하게 되었다. 송진우, 김성수 등은 '충칭 임시정부를 지지한다.'고 주장하여 국내의 우익세력들은 불참하였고, 9월 16일 박헌영 축출을 요구했으나 들어지지 않자 반발한 안재홍계 세력의 중도우파들의 비판과 탈당, 11월 인공의 지도자로 지명되었던 이승만, 김구의 취임 거부, '대한민국임시정부의 법통론'을 주장하는 한민당과 우익 진영의 반대, 미군정의 불인정으로 인공은 실패하였다.
그러던 중 1945년 12월 말에 모스크바 3상 회의에서 신탁통치안 문제로, '찬탁 반탁' 시위로 좌우 대립 갈등이 더욱 심화되었다. 1946년 1월 초, 4당 코뮤니케를 열어 합의안을 만들었으나, 이내 곧바로 결렬되어 사태는 원점으로 돌아갔다.
1946년 2월 9일에 여운형은 비밀리에 농부로 변장하고 3.8선을 넘어 이북으로 건너갔다. 1946년 2월 9일부터 2월 11일까지 북한의 인사들은 북한을 방문한 여운형은 '조만식의 석방 안건'에 관해 협의했다. 북한의 저명 인사들도 조만식에게 월남할 것을 권하였지만 조만식은 '이북 동포들이 고통 받고 있는데 나 혼자만 월남할 수 없다'며 듣지 않았다.
1946년 2월 13일 비상국민회의가 28명의 최고정무위원직을 선출할 때 이승만, 김구, 김규식, 조소앙, 안재홍 등과 함께 비상국민회의 최고정무위원의 한 사람으로 선출되었다.
2월 14일 비상국민회의 최고정무위원 전원이 민주의원에 임명되었다. 그러나 비상국민회의에 최고정무위원직에는 거의 대부분이 한민당을 비롯한 우익인사들이 대부분이었고, 이승만의 독단적 행보에 여운형은 반대하여 민주의원에 불참을 선언하였다.

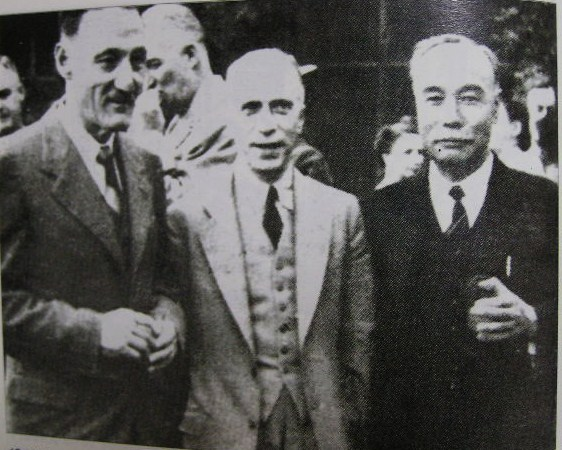
1946년 5월, 제1차 미소공위때. 미국대표들과 함께.

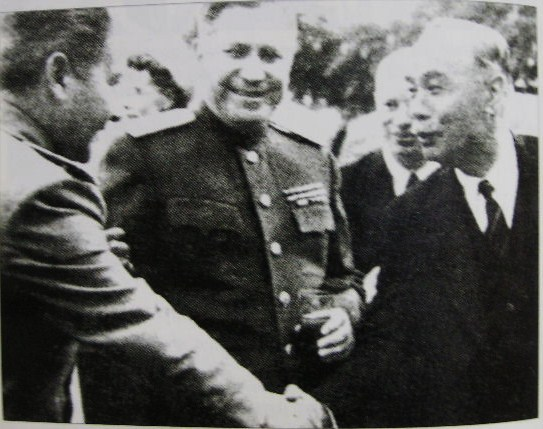
1946년 5월, 제1차 미소공위때. 소련대표들과 함께.

그러던 중 1946년 3월 20일, 제1차 미국-소련 공동위원회가 개최되었다. 소련은 '모스크바 3상회의 협정지지 세력만 통일 임시정부에 참여할 자격을 주자.'고 주장하였고, 미국은 '모든 정치세력을 통일 임시정부에 참여할 자격을 주자'고 하였다. 결국 양측의 입장이 크게 엇갈려 주장을 좁히지 못하고 제1차 미소공위는 실패로 결렬되었다.
여운형은 제1차 미소공위 당시 다음과 같이 입장을 밝혔다.
| “ | 지정학상으로도 남방세력이자, 해양세력인 민주주의의 맹주인 미국, 북방세력이자, 대륙세력인 사령탑 소련이 접합하고 있다. 때문에 자주국가건설과 유지 발전은 조선의 역사가 증명하는 바와 같이 좌우협력에서만 가능하다. | ” |

여운형, 엄항섭, 장면
1947년 미소공동위원회 회의장에서
(앞줄 왼쪽 선글라스를 낀 남자가 엄항섭, 바로 옆은 여운형, 엄항섭의 뒷쪽 왼편에 흰 양복에 흰 중절모를 쓴 이는 장면

제1차 미소공위가 실패로 결렬된 직후 1946년 6월 3일, 이승만이 삼남지방 유세하러 가던 중 '남한만의 단독정부 수립'을 주장하는 정읍발언이 나온다. 이때, 여운형과 김규식은 단독정부 수립운동에 결연히 반대했다. 여운형은 단독정부에 대해 다음과 같이 반발했다.
| “ | 결코 반대다. 그 결과는 민족분열로 오고, 10년이 지나도 고칠 수 없는 분열의 원인이 된다. 현재, 통일의 암은 신탁이 아니라 결국 각 진영의 이해관계다. | ” |

이에 여운형을 비롯한 김규식, 안재홍 등 중도파 인사들이 7월, 좌우합작운동을 전개하였다. 여운형은 좌우합작운동 좌측 대표에 선출되었다.
좌우합작운동은 미국 국무성의 요구로 실시되어 군정청에서 추진하도록 지원했지만, 본질적인 목표는 사상, 이념을 뛰어넘어 좌우익이 단결하고 남북연합으로 이어져서 미국, 소련 등 열강세력을 설득하여 무기한 휴회된 미소공위를 다시 재개, 중도적 사상의 '통일임시정부'를 수립하려는 것이었다.
여운형은 당시 한반도에 조성된 국제정세 속에서 미소공위 협상과 좌우합작의 길만이 평화적으로 통일임시정부를 수립할 수 있는 유일한 길이라고 생각했다. 미 국무부 또한 분단정부 수립으로 소련이나 중국을 자극하는 극단적인 상황을 원하지 않아, 여운형과 김규식으로 하여금 좌우대립 해소를 위한 좌우합작운동을 추진하도록 도와주었다.

##### 박헌영과의 갈등

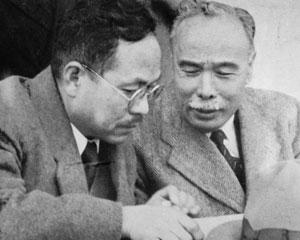
1946년 2월, 박헌영과 여운형. 일생의 동지였다가 좌우합작 문제와 3당합당 문제 등으로 서로 앙숙관계가 되어버렸다.

1946년 4월 12일 국내 좌파세력들이 주도한 루스벨트 미국 대통령 1주기 추모식에 참가하였다. 여기서 조선공산당 당수 박헌영도 참가하였다. 이는 공산당이 남한에서 엄연한 현실 권력인 미군정을 인정하고 협조하겠다는 자세이자, 여운형이 노력한 결과물이기도 했다. 본격적으로 추진될 좌우합작과정에서 한 사람이라도 더 많은 이들이 참여해야 한다는 것이 여운형의 생각이었다. 박헌영은 여운형 환갑잔치에도 참석해 '당신은 조선민족해방운동의 과정에서 위대한 지도자였습니다. 당신은 일본제국주의의 압력에도 불구하고 조선독립을 위해 싸워왔고 조선 노동계급을 위해 용감히 투쟁해 왔습니다.'라고 극찬하기도 했다.
문제는 미군정의 태도였다. 좌우합작세력을 밀어 대중들의 지지를 확보하되, 공산당이 대열에 이탈하면 곧바로 파괴한다는 것이 미군정의 목표였고, 그 열쇠를 쥔 것이 여운형이었다. 미군정 비밀보고서에는 노골적으로 여운형을 회유와 압박을 했다고 기록되어 있다. 미군정이 원하던 것은 여운형과 공산당의 단절이었다. 조선공산당 또한 여운형의 좌우합작노선을 어렵게 만들었다. 박헌영이 1946년 6월 23일에 합작 5원칙을 발표했는데, 토지의 무상몰수, 무상분배와 정부기능을 미군정에서 인민위원회로 즉각 이양할 것 등을 주장했다. 사실상 좌우합작 원칙을 전면 거부한 내용들이었다.
좌우합작은 비록 공산당의 고립화 전략에 바탕을 두고 있지만, 동시에 이승만•김구로 대표되는 이른바 극우세력을 정치의 중심에서 배제하는 효과도 있었다. (중략) 중간파가 주도한 합작운동은 좌우대립을 극복하고 통일국가를 수립한다는 점에서 극좌극우를 대체하는 대안적 가능성을 지니고 있었지만, 현실주의 입장에서는 실현가능성이 낮았다. 무엇보다 좌우합작운동을 대리하고 있는 김규식•여운형의 힘이 독자적으로 존재하는 것이 아니라 현실적으로 극우극좌세력에 지반을 두고 있다는 점을 크게 고려하지 않았다. (중략) 임시정부 수립을 협의하는 과정에서 남한의 사회주의세력이 배제된 중간파 집단의 대표성을 소련이 수용한다는 것은 현실적으로 어렵기 때문이다.
— 김무용, 해방 후 조선공산당의 노선과 국가건설 운동, p185~186

이는 여운형도 받아들일 수 없는 원칙이었다. 여운형은 명백한 반대의사를 밝히고, 박헌영을 설득하였다. 그러나, 그가 공산당과 손을 놓는 순간이 공산당과 미군정의 전면전을 의미했다. 여운형과 미군정은 서로 다른 속셈이었다. 여운형에게 미군정은 좌우합작을 위해 피할 수 없는 현실이었고, 미군정에 여운형은 상황에 따라 이용할 수 있는 수단이었다.
1946년 7월 17일 버취 중위 집에서 좌우합작 요인들과 회담을 하였는데, 그 날 밤에 김두한이 대한민청에 야산으로 납치되어 협박을 당하던 중 벼랑에서 낙하했다.
1946년 8월 27일, 여운형은 조선인민당 당수직에서 사임하기에 이른다. 인민당 내부에는 조선공산당 프락치들로 박헌영의 지시로 공산당으로의 흡수통합을 결의해 버린 것이다. 이에 여운형은 미군정청에 '박헌영을 제거해 달라.'는 요청을 하기도 하였다.. 한편, 박헌영도 김일성에게 서신을 보내 여운형을 비판하였는데 '김일성 동지는 여운형을 잘 모른다. 여운형은 대중선동을 좋아하는 야심가이고 철저한 친미주의자며 부르주아 민주주의자다. 여운형이 좌우합작운동을 끄집어내면서 3대 원칙을 제시했는데 첫 번째로 부르주아 민주주의 공화국을 세운다고 하지 않았느냐. 또 그는 출신 자체가 양반지주 출신이다.'라며 비판하였다. 한편, 여운형은 '북의 김일성·김두봉이 민족주의자로서 박헌영의 반미적 노선에는 반대할 것.'이라고 판단하고 있었다. 그러나, 1946년 5월에 김일성이 남한을 '미제국주의와 총독정치'라고 평가하며, 8월에는 '남한을 완전히 해방시켜야 한다.'는 연설을 했던 것을 여운형은 모르고 있었다.
1946년 8월초, 조선인민당 당수 여운형은 조선공산당과 조선신민당 앞으로 3당합당을 제안하는 서한을 보내왔다. 발송하기 이틀 전에 평양의 김일성과 김두봉에게 편지 형식의 보고서를 먼저 올렸다. 박헌영은 조선공산당 책임비서로서 3당합당 요청을 수락하였다. 9월 4일 3당합당 결과 남조선노동당 창당 중앙위원회가 결성되었다. 이 시기 미군정은 조선공산당 간부들에 대한 체포령을 내리고 조선공산당은 더욱 과격 성향을 보이며 9월 총파업으로 맞서며 미군정과 전면 충돌하게 되었다.
“우리는 남조선에서 귀하와 박헌영, 백남운 및 기타 저명한 정치인들의 지도하에 좌익 정당들의 합당이 성공적으로 진행되기를 희망했다. 그러나 미국인들에게 유리한 결과가 되고 말았다. 만일 이 사업이 우리에게 힘겨운 것이라면 일시적으로 중지해야 한다.”
김일성의 이 발언은 여운형의 아픈 곳을 건드렸습니다. 여운형은 의자에서 일어나 방 안을 돌며 한참 만에 다음과 같이 말했습니다.
“합당이 우리에게 힘겨운 것이 아니다. 우리는 공산당, 인민당, 신민당을 로동당으로 합당할 것이다. 남조선으로 돌아가면 나는 무슨 일이 있어도 이것을 완수해 낼 것이다. 나는 로동당의 지도자가 될 것이고 우리 당은 남조선에서 가장 강력한 당이 될 것이다. 나는 미국인들이 나를 체포할 수 있다는 것을 두려워하지 않는다. 그들은 나를 체포할 수 없을 것이다. 그들은 지금 9월 총파업의 지도자를 체포하려 한 결과를 보고 있다.”
— 로마넨꼬가 스티코프에게 보낸 편지 중

조선공산당, 남조선신민당, 조선인민당 3당이 통합하여 남조선노동당이 결성되자, 초대 위원장에 선출되었다. 그러나 부위원장으로 선출된 박헌영과 당내 주도권을 놓고 갈등하다가 암투를 벌이게 되었다. 여운형은 좌익정당 합당보다는 우익세력과 연대해서 통일정부를 수립하는 좌우합작운동을 추진했고, 박헌영은 이를 반대했다.

##### 좌우합작 7원칙 제정
1946년 10월 7일에는 좌우합작위원회에서 좌익세력이 제시한 5원칙과 우익세력이 제시한 8원칙을 절충하여 '좌우합작 7원칙'이 합의되고 10일 양측대표가 참석하여 결정짓기로 하였다. 그러나, 10일 아침 여운형은 김규식의 자택인 삼청장을 갈려는 찰나, 극좌세력에 의해 정치테러를 당해 납치되어 이날 회의에 참석을 못했다.
그러나, 이 날 양측대표가 합의하고 결정하여 '좌우합작 7원칙'이 발표되었다.

1. 조선의 민주독립을 보장한 모스크바 3국 외상회의 결정에 의하여 남북을 통한 좌우합작으로 민주주의 임시정부를 수립할 것.
2. 미국-소련 공동위원회 속개를 요청하는 공동성명을 발표할 것.
3. 토지개혁에 있어 몰수 유조건 몰수 체감 매상 등으로 토지를 농민에게 무상으로 분여하여 시가지의 기지와 대건물을 적정 처리하며 주요산업을 국유화하여 사회 노동법령과 정치적 자유를 기본으로 지방자치제의 확립을 속히 실시하며, 통화 및 민생문제 등을 급속히 처리하여 민주주의 건국 과업 완수에 매진할 것.
4. 친일파 및 민족반역자를 처리할 조례를 본 합작위원회의 입법기구에 제안하여 입법기구로 하여금 심리 결정하여 실시케 할 것.
5. 남북을 통하여 현 정권하에서 검거된 정치 운동자의 석방에 노력하고, 아울러 남북 좌우익 테러적 행동을 일체 즉시로 제지토록 노력할 것.
6. 입법기구에 있어서는 일체 그 권능과 구성방법, 운영 등에 관한 대안을 본 합작위원회에서 작성하여 적극적으로 실행을 기도할 것.
7. 전국적으로 언론, 집회, 출판, 교통, 투표 등의 자유가 보장되도록 노력할 것.

#### 남로당과의 갈등과 근로인민당 창당
1946년 10월 16일 3당 합당 교섭위원들의 토의를 거쳐 합동의정서와 강령 초안을 발표함으로써 여운형은 사회노동당을 결성했으나 사회노동당은 3당 합당문제를 둘러싸고 여전히 내부갈등을 노출한 채 별다른 활동을 하지 못하였다. 1946년 12월에 여운형은 남조선과도입법의원 불참 선언과 정계은퇴를 선언하면서 남로당을 곧바로 탈당했다. 1946년 12월 28일부터 1947년 1월 8일 사이에 북한을 방문해 김일성을 만났다. 여기서 좌익진영의 단결과 자신의 정계복귀 문제, 좌우합작운동과 미소공위 재개운동 등에 관해 논의하면서 김일성에게 '북조선 방식 토지개혁'을 만류했다고 한다. 38선 이북만의 토지개혁이 분단의 길임을 잘 알고 있었기 때문이었다. 북한을 방문하고 돌아온 뒤 1947년 1월 27일에는 반탁운동과 민주주의민족전선의 편협성을 비판하는 담화를 발표하였다. 1947년 5월 미소공위가 재개될 조짐을 보이자, 1947년 5월에 근로인민당을 조직하였다.
김일성은 백남운에게 사로당에서 탈당한 뒤 남로당으로부터 배척당한 사람들이 여운형을 중심으로 재집결할 수 있도록 여건을 조성하는 게 좋겠다는 얘기를 이미 했었다. 김일성은 여운형에게 백남운과 공산당 대회파 출신의 이영, 나아가 장건상같은 중도세력까지를 결집시키는 구심점이 되어야 한다고 강조했다. 북로당 지도부는 여운형에게 사회노동당을 완전히 해체한 바탕 위에서 몽양이 나서서 보다 대중적인 정당을 결성해야 한다고 설득했던 것이다. 북로당은 여운형에게 공산당 대회파 출신들 가운데 종파분자들을 새 당의 중앙간부로 뽑아서는 안 된다고 주문하기도 했다. 당 강령에 대해서는 이전의 인민당•신민당 강령의 수준이면 될 것 같다는 의견교환도 있었다. 북로당 지도부는 특히 몽양에게 사로당의 공식 해체과정을 밟는데 힘써달라는 주문도 잊지 않았다. 몽양도 이 점에 대해서는 분명히 약속을 하였다.

여운형은 사로당 출신들 가운데 남로당에 입당하지 않은 사람들을 결집시켜 2월 26일에 근로인민당 준비위원회를 발족시켰다. 인민당 출신들이 주류를 이루는 가운데 공산당 대회파 출신들을 당에 끌어들이는 게 쉽지만은 않았기 때문에 이들에 대해서는 북로당이 개입하게 됐던 것이다.— 박병엽 구술 <김일성과 박헌영 그리고 여운형> p226~236

소련군정 문서와 박병협의 구술, 여운형 사망 시 그의 소지품이었던 인민당의 전술계획이라는 사료를 분석하면 근로인민당은 김일성과 논의하여 좌익을 통합하기 위해 만든 정당이다.
| “ | 인민당의 전술 계획(1946년 7월) 1. 우리는 남조선에서 합작추진 우익을 반대하는 반동적 요소를 좌우익 합작과정에서 평화적 전투를 통해 저지해야 한다. 우리는 소극적인 반탁진영이 반동적 지도자와 미국의 영향으로부터 분리되어 나오게 되어야 한다. 이렇게 함으로써 우리는 공산당에 대한 반동적 공격을 약화시켜야만 한다. | ” |

1947년 4월 26일 근로인민당 준비위원회를 열었고 5월 24일과 5월 25일에 열린 근로인민당 창당대회에서 위원장에 여운형, 부위원장에 백남운, 장건상을 각각 선출하였다. 그런데 한 증언에 의하면 여운형은 근로인민당과 남로당과의 차이점을 주장하는 연설을 하였는데, 이것이 소련측에 들어가 소련군정의 5월 4일자 보고서에 올라가게 됐다. 문제의 발언은 "남로당은 미군정청과 투쟁하는 정당이다. 나는 미군정청과 협력하는 당을 만들었다"라고 했다는 것이다.
다른 연설에서 여운형은 "남로당은 극단적으로 좌익이며, 오직 우리 당만이 올바른 노선을 견지하고 있습니다."고 발표했다고 하는데, 이 발언을 보고한 남로당의 한 간부는 "그러한 식으로 여운형은 반동과 싸우는 것이 아니라 남로당과 투쟁하고 있다. 그는 남로당에 가입해 있는 구 인민당 구성원들과 사회노동당 구성원들을 자기편으로 끌어들이려 노력하고 있다. 그는 문화학생 조직들 속으로도 침투하려고 시도한다"고 보고하였다.
그러나 이후 공개된 소련군정 문서에서 나타난 여운형의 사상과 행보는 공개 이전 수행된 보수적 연구와는 다르다. 소련군정 문서에 따르면 여운형은 미군정으로부터의 해방이 필요하며 미국에는 화전양면전술을 사용해야 한다고 주장했다.
| “ | 여운형: 조선은 해방되었음에도 불구하고 남조선은 아직 해방되지 않아 여기에 비합법적으로 올 수밖에 없었습니다. 로마넨꼬: 어떻게 해방이 안 됐습니까? 여운형: 해방이라고 되기는 했지만 미국인들로부터 다시 해방되지 않으면 안 되게 되었습니다. 로마넨꼬: 왜 그렇습니까? 여운형: 최근 남조선의 반동세력이 강화되었습니다. 왜냐하면 미국인들이 그들을 도와주고 있기 때문입니다. (중략) 여운형: 1945년 8월 15일 오전 7시에 전 정무총감인 엔도가 조선인민의 대표들을 불러 “4～5일 후면 서울에 붉은 군대 선발대가 도착할 것이며, 일본이 항복했기 때문에 우리가 무장해제당할 것”이라고 말했습니다. 8월 15일 오후 서울에는 붉은 군대가 서울로 오고 있다는 소문이 퍼졌고 시민들은 붉은 군대를 조용히 맞이하러 나갔습니다. 그러나 그들은 이 만남이 이루어지지 않아 매우 실망했으며, 38선이 획정되었다는 사실을 알고는 더 더욱 불만스러워 했습니다. 로마넨꼬: 당신은 우리의 활동이 군사적인 것이며, 우리는 명령받은 바로 그 지역까지만 간다는 사실을 알고 계실 겁니다. 여운형: 나는 38선 이남에서 질서를 유지하고, 감옥에 있는 정치범들을 석방시키는 책임을 맡게 되었습니다. 이후 정치범들이 주축이 된 건국준비위원회가 조직되었습니다. 당신은 북조선에서 인민위원회가 발전해 가는 것과 같이 미군이 진주한 남조선에서도 그러리라고 믿습니까? 그러나 실제 사실은 다른 것을 보여주었습니다. | ” |
|   | — 로마넨코 소장과 여운형의 미소공위 재개문제 논의 |   |

김일성이 입법기관 참여에 대해 반대하자 여운형은 한 발짝 물러섰다. 그(여운형)는 "미국에 미소를 지으면서 다른 한편 그들을 치는 화전양면 전술을 당의 노선으로 채택해야 한다"며 북로당이 반대하면 입법기관에 참가하지 않겠다는 뜻을 표명했다. "당신이 좌익들로 하여금 입법의원에 참가하지 않도록 충고한다면 나는 거기에 들어가지 않겠다. 서울로 돌아가서 남로당 창당을 위해 일하겠다. 만일 미국인들이 합법적으로 남로당을 창립할 가능성을 부여하지 않는다면 우리는 과거의 당명 아래서 그것을 만들 것이다. 나는 그것을 근로인민당이라고 부를 것을 제안한다. 그리고 남과 북의 통일이 이루어졌을 때 전당대회에서 당의 이름을 정하면 될 것이다." 이후 두 사람(여운형과 김일성)은 소련의 세계정책과 조선문제 해결과정에서의 역할 등에 논의했다. 두 사람은 "조선은 소련의 원조 하에서만이 독립을 얻을 수 있다"고 합의했다.— <로마넨코의 보고서>

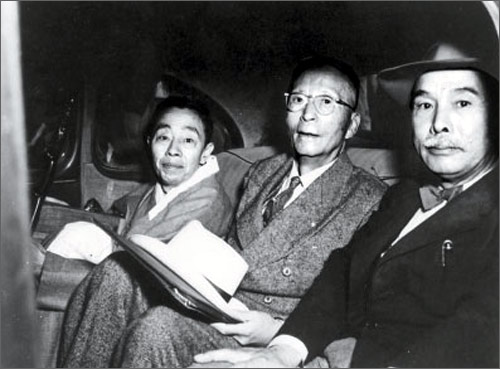
1947년 7월, 서재필 박사를 모시는 김규식과 여운형.

1947년 3월 17일 새벽 1시에 여운형의 계동 집이 폭파하면서 가옥이 파괴되었다. 군정경찰은 조사 대신 여운형에게 '서울을 떠나라'라고 충고하였다. 계동 집이 반파된 직후 여운형은 여원구와 여연구를 북으로 보낸다. 이로 인해 극우, 극좌 세력으로부터 계속 정치테러 표적이 되고 말지만, 여운형 자신은 끝내 서울을 떠나지 않았다.
여운형의 동생 여운홍은 "폭탄테러가 좌파에 의해 일어났다"고 증언하여 남로당의 개입을 시사하였으며, 이정구, 이상백 등은 이 음모가 남로당의 지시에 따라 일어났다고 지적하였다. 여운형과 남로당의 관계가 폭력을 사용할 정도로 관계가 악화되자, 여운형의 측근들은 1947년 당시까지도 삼가하던 '공산당에 대한 비판'을 표현하기 시작하였다. 그러나 폭파를 한 인물은 백민태로 백민태는 김두한과 친분관계로 훗날 1949년 노덕술 등의 친일파들이 계획한 반민특위 및 정부 요인 암살 사건을 폭로하면서 자수했던 인물이었다.
1947년 4월 3일 혜화동로터리에서 괴한 청년들로부터 권총 저격을 받았다. 그러나 위기는 모면하였다.
1947년 7월 1일, 서재필이 귀국하자 그는 김규식과 함께 친히 공항에 나가 서재필을 환영했다.

#### 좌우합작운동의 결속

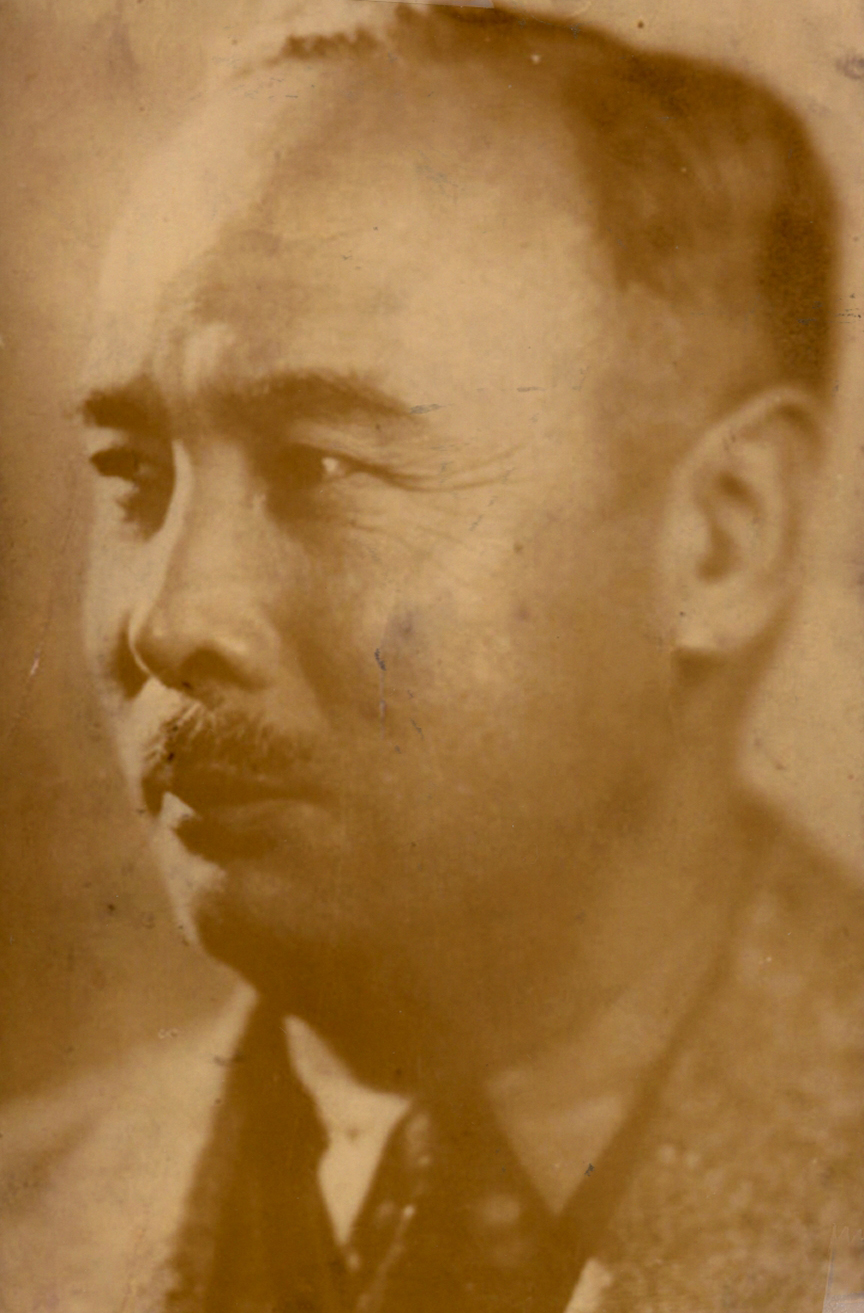
1947년 초의 여운형

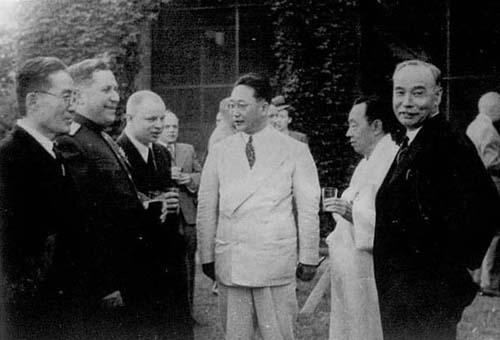
1947년 5월, 제2차 미소공위당시 사진. 오른쪽부터 여운형, 김규식, 이묘묵, 말리크, 테렌티 스티코프(소련군정 사령관), 허헌

1947년 이 무렵에는 미국 정가에서는 소련과의 협력무드가 깨졌고, 뒤이어 매카시즘 열풍이 불면서 미 국무성 안에 있던 진보적 관리들이 '빨갱이'로 몰려 투옥되는 사태를 빚으면서 미국의 대한정책도 반공노선으로 급선회하게 되고, 여기서 미군정기 조선의 상황도 영향을 미치게 되면서 중도파 정치세력은 수차례 테러를 당하게 된다.
이러한 상황 속에서 1947년 5월 21일에 제2차 미소공위가 재개되었다. 미소공위 개최 이전 신탁통치를 반대하였던 우익진영 정당, 단체들은 미소공위에 협력할 것을 거부하였다. 그러나, 우익진영 내부에서 한민당 일부세력은 미소공위에 무조건 참가할 것을 주장하여 다수의 당 중진들이 탈당하는 사태를 빚게 되었다.
한편, 중간 진영인 좌우합작위원회는 5월 23일 김규식 명의로 '합작 7원칙'에 명시된 바와 같이 우리의 최대 목표인 공위가 재개되었으므로 "최속 기간 내에 통일된 민주주의 임시정부 수립을 성취하자"는 성명서를 발표한다.
이렇게 됨으로써 좌익과 중간진영은 물론 대부분의 우익진영도 통일임시정부 수립을 위해서 미소공위 참가는 불가피하게 되었으며, '신탁통치안 문제는 새로운 임시정부 수립 후에 민족총의로 반대해야 한다.'는 조건부 입장하에 미소공위 참가를 결정하게 된다. 좌우합작위원회는 미소공위의 성공적 추진에 의하여 통일임시정부 수립을 위해 중간파 세력이 보다 광범위하게 결집하게 된다.

### 테러 일지
여운형은 1945년 광복 이후부터 정치 테러를 수 차례 겪었다. 1929년 중국에 있을 때 정치테러 2차례, 1945년 8월 광복 이후부터 1947년 7월 암살되기까지 2년간 총 10차례 테러를 당했는데 이는 정치테러사에서 전무후무할 정도로 최다 기록 수준이다. 직접적인 테러뿐만 아니라 협박전화와 편지, 비방 벽보, 심지어 살인을 교사하는 신문 기사(대표적인 예가 이종형의 대동신문)까지 존재했다.
'신탁통치는 식민통치의 한 방식이며, 이를 찬성하는 자는 반역자이기 때문에 제거해야 한다.'고 믿은 광신자들은 찬탁으로 전환한 박헌영을 비롯해 김규식, 안재홍, 여운형을 암살 표적으로 삼았다.
여운형의 비서로 지낸 여운각은 '일상적으로 위협을 느끼는 것이었다. 게다가 집(계동)도 폭파되고, 여운형이 여러 번 테러를 당했었고.. 그리고, 자녀들도 미행이 붙는 등 수상한 것도 여러 번 있었고, 하루도 정말 안심할 그런 게 아니었다.'고 회상했다.
여운형은 5번째 테러를 당했을 적에 "나는 죽어도 이 길을 가겠다."라고 말하였고, 아버지를 걱정하는 자식들에게 "혁명가는 침상에서 죽는 법이 없다. 나는 거리에서 죽을 것이다."라고 앞날을 예견하는 듯한 말을 했다고 한다.
1947년 5월 무렵, 극우파는 미군정하의 한국인 경찰세력과 연계하여 여운형을 암살하기로 계획했는데, 이러한 극우파의 움직임을 파악한 존 하지는 그해 6월 28일 이 무렵 미 군정에서는 잦은 테러를 당해온 여운형을 보호하기 위해 미군 헌병을 경호원으로 붙여주겠다고 했으나, 여운형은 “대중과 함께 살아온 내가 어찌 대중으로부터 스스로 격리되겠는가?”하고 이 제안을 일언지하에 거절했다고 한다.
여운형이 1945년 8월 광복 이후부터 정치테러 당한 일지를 정리하면 다음과 같다.
1. 1945년 8월 18일 오전 1시경, 서울 계동 자택 앞에서 괴한들에 의해 곤봉으로 피습.[주 26]
2. 1945년 9월 7일 저녁 무렵, 서울 원서동에서 계동으로 넘어오다가 괴한들에게 밧줄로 묶임. 행인이 구제.
3. 1945년 12월 초순, 휴양차 들른 백천온천 여관에서 괴한에게 피습. 습격 받기 이전에 여관을 옮겨 무사.
4. 1946년 1월, 서울 창신동 친구 집으로 피신 중에 괴한 5명이 습격, 다른 곳에 있었으므로 중으로 위기 모면.
5. 1946년 4월 18일 오후 9시, 서울 관수교에서 괴한들에 포위. 행인이 구출
6. 1946년 5월 하순, 밤 10시경 서울 종로에서 괴한들에 포위. 격투 끝에 행인이 구출.
7. 1946년 7월 17일 서울 신당동 야산에서 괴한들이 납치·협박, 벼랑에서 낙하하여 탈출.[116] 미군정 경무부 암살 미수범 3명 체포했으나 처리 결과는 미상.
8. 1946년 10월 7일 저녁 무렵, 자택 문전에서 4명에게 납치돼 2일간 감금. 나무에서 결박을 풀고 도피.
9. 1947년 3월 17일 밤, 서울 계동 자택에 침실 폭파. 외출 중이었으므로 무사.
10. 1947년 4월 3일, 서울 혜화동 로터리에서 승용차 피습.[6]
11. 1947년 5월 12일 저녁 7시경, 서울 혜화동 로터리에서 승용차에 권총 피습. 범인은 체포되었으나 처리 결과는 미상.

### 암살
미군정은 정치적인 필요성 때문에 여운형을 중시하고 가까이 하였지만, 그를 신뢰하지는 않았다. 1947년 7월 19일 아침, 여운형은 김용중에게 영문편지를 보냈는데, 거기엔 죽음을 예견하는 내용이 있었다. 그 내용은 다음과 같다.

위키문헌에 이 글과
관련된 원문이 있습니다.
1947년 7월 19일 여운형이 김용중에게 보내는 편지
북조선에서 소련이 극좌파분자만을 선호한다고 하면 여기 남조선에서 미국은 반대로 가려하고 있소.

(..중략..)

극우파가 아닌 모든 사람들은 '공산주의자'로 낙인찍히고, 그 활동을 방해받고 있소.

(..중략..)

친애하는 김선생.
나는 공포로부터의 자유가 없소. 나는 아직도 미군정 하에서 국립경찰로 채용된 친일파의 손아귀에 고통 받고 있소이다.

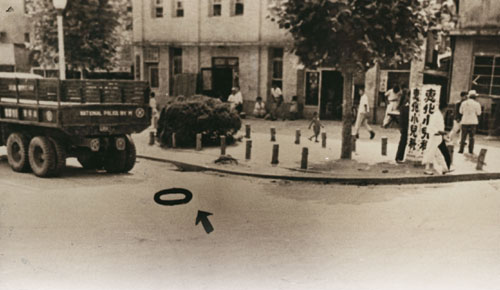
1947년 7월 19일, 서울 혜화동 로터리에서 피격절명한 곳.

곧 이어 IOC가입 축하기념으로 서울 운동장에서 한국과 영국의 친선축구경기가 열린 날, 당시 체육부장관이던 여운형은 경기 참관 다음 남조선과도입법의원 민정장관 수락을 논의하는 약속예정을 잡았다. 그 전에 여운형은 '옷을 갈아입겠다.'고 차를 타고 집으로 갔다. 오후 1시, 서울 혜화동 로터리 근방에서 트럭 1대가 갑자기 들이닥쳐 여운형이 탄 자동차를 가로막았다. 이어 한지근(韓智根) 이 나타나 여운형이 탄 자동차로 달려가 2발의 총탄을 쏘았다. 2발은 여운형의 복부와 심장을 정확히 관통했고, 병원으로 호송 중에 그는 절명하였다. 당시 여운형의 옆에 있던 고경흠은 '그가 죽기 전에 마지막으로 내뱉은 말은 "조국..." 그리고 "조선..."이었으며, 미소를 띤 얼굴로 죽었다.'라고 한다.
한편 여운형이 죽은 후 미국군은 그의 소지품 중에서 북한으로 보내는 편지들을 수거하였다고 한다. 이 편지들에 대한 해설은 'G-2 보고서 4, 1947. 08. 05'의 450페이지에 수록되었다. 그밖에 여운형은 언론사로 중외일보를 운영하고 있었다. 1947년 당시의 한 편지에서 그는 '내가 하고 있는 중외일보'라고 언급하였다. 당시 그의 나이 향년 62세였다.

### 사후

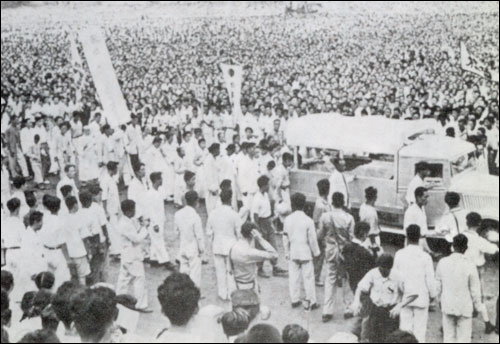
1947년 8월 3일, 여운형 장례식. 추모인파는 60여만명이 몰려와서 애도의 물결을 이루었다.

그의 죽음으로 좌우합작위원회는 구심점을 잃게 된다. 제2차 미소공위는 추진하던 중 이후 중재자가 없어지자 극좌,극우 양극단 세력의 갈등이 표출하였고, 끝내 미국-소련의 입장만 확인한 채 1947년 10월에 제2차 미소공위는 완전히 결렬되어 미국이 한반도 문제를 UN으로 이관함으로써 좌우합작위원회는 1947년 12월에 공식 해체된다. 결국, '통일임시정부' 수립을 위한 좌우합작운동은 좌절되어 실패로 끝났고 한반도는 '남한 내 단독정부 수립'안이 확정되기에 이르렀다.
1947년 7월 19일 여운형이 피습,절명하여 암살되었을 당시 갑작스런 그의 죽음은 많은 사람들에게 커다란 충격을 주었다. 1947년 8월 3일 광화문 인민당사 앞에서 발인식이 거행되었다. 그의 영결식은 인민장으로 치러졌다.
영결식에 약 60여만명의 수많은 추모인파가 몰렸다고 한다. 이는 광복 이후 최다 인파가 모인 것인데, 민중들이 슬픔에 동참하기 위해 자발적으로 흰 옷을 입어서 서울시내가 하얗게 뒤덮였다고 한다. 영구는 결식장인 서울운동장(동대문운동장)으로 향해 서서히 갔고, 장례 행렬은 11시 40분에 서울운동장에 도착하여 영결식이 치러졌다. 서울 운동장에서 베를린 올림픽 마라톤 금메달리스트 손기정과 역도선수 김성집 등 체육인들이 그의 관을 운구하였다.
그의 시신은 포르말린으로 방부처리되어 쇠로 만들어진 관에 안치되었다. 통일이 되는 날에 다시 장사를 지내기 위함이었다. 그가 죽자 미 군정장관 하지가 육각수은관을 미국에서 특별 주문해 가져왔다고 한다.

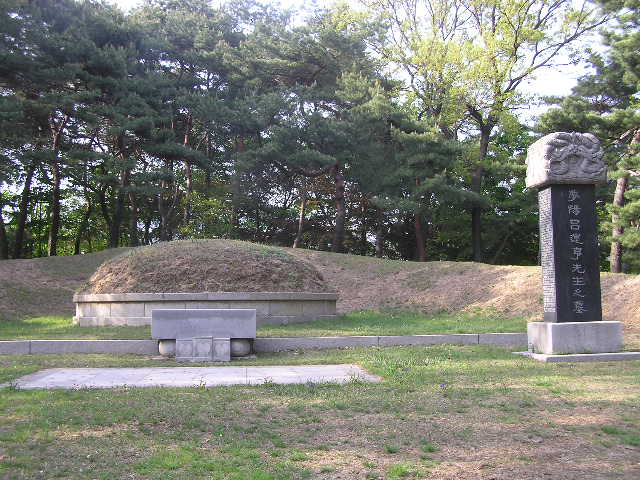
여운형 묘소. 서울 우이동에 위치해 있다.

여운형의 묘소는 서울시 강북구 우이동에 안치되었으며 강북구 수유동에서 멀지 않은 솔밭공원 근처에 있다. 한 때 1961년 5.16 군사정변 직후 우이동 묘소 땅이 채윤혁 개인에게 불하받게 되어 여운형 시신이 오갈 데 없는 딱한 처지에 놓인 적이 있었다. 당시 국회의원이던 여운형의 동생 여운홍이 법적으로 어떻게 해볼 길이 없으니 대통령 박정희한테 직접 문제를 해결해달라고 부탁했다. 이에 대해 박정희는 "그 분 사상이 어떤지는 모르겠지만 독립운동을 했다는 것 자체만으로도 높이 평가할 만 하다."면서 좋게 해결해주었다고 한다. 그리고, 1965년 7월 19일에 공식적인 추모식이 열렸다.
1990년 조선민주주의인민공화국으로부터 조국통일상이 추서되었다.
2007년 항일독립운동가단체 협의회로부터 신간회창립80주년을 기념하는 민족공동체 상이 추서되었다. 양평군에서는 생가 복원사업을 진행하고 있다.
2005년 서울특별시 종로구 계동에 여운형집 터 표석이 설치되었다.

### 암살 배후 논란

여운형 암살 저격조 조직표.

암살 사건 당시 경찰은 범행 발생 나흘 후인 1947년 7월 23일 평북 출신의 19세 소년 한지근(이필형)이 범인이라고 발표했고, 체포 후 한지근은 재판 과정에서 자신이 '애국투사'임을 강조했다. 하지만, 배후는 밝히지 않았다. 1974년 2월 공소시효가 지나자 유순필, 김흥성, 김훈, 김영성이라는 사람들이 서울지검에 출두해 "자신들이 몽양 암살에 가담했다."고 자백한다. 이들은 "민족분열의 책임자는 여운형"이라는 결론을 내리고 극우 테러단체인 혁신탐정사와 비밀결사 백의사로부터 입수한 권총 2정으로 범행을 저질렀다고 주장했다. 한지근은 송진우 암살범인 한현우와 친분이 있는 사이이고, 사건 발생후 권총과 실탄 10발을 한현우 집에 숨겨두었다고 한다.
그러나 이들 역시 배후는 끝내 밝히지 않았다. 여운형의 암살 배경과 그 배후는 지금도 정확하게 알 수 없다.

#### 우익계열에 의한 암살설
《여운형 평전》을 저술한 이기형 시인과 재일 한국인출신 강덕상 명예교수는 '이승만의 하수인 장택상과 노덕술 등 친일경찰세력들이 배후가 있다.'고 주장한다. 이기형은 "여운형 위시한 지도자를 훼방하고 때리고 가두는 작업에 친일잔재세력들과 보수 수구세력들이 결정적 역할을 했다"면서 "이들은 해방 이후 우익이라는 우산을 쓰고 애국자로 둔갑했고 건준을 망가뜨렸다"고 주장했다.

여운형 암살공범들과 김영철(앉아 있는 인물이 김영철). 김영철은 임시정부 행동대원 겸 백의사 집행부장이라고 한다.

이 사건에는 군정경찰과 백의사 가 깊숙하게 개입 되어 있는데 1947년 7월 19일, 암살 그날 경찰은 암살범을 쫓아가던 경호원을 '범인'이라고 지목하고 경호원을 체포하는 황당한 상황 연출을 보인 점과 수사 결과를 보도할 적에 '한지근 개인의 우발적인 범죄'라는 발표를 내었을 뿐 암살 배후 조사도 제대로 하지 않은 채로 수사를 종결지었다. 평소 여운형이 수차례 테러를 당했을 때도 경찰은 이를 방조하여 사실상 테러 행위를 조장하였던 것들을 미루어 볼때, 이는 경찰의 후원없이는 결코 이루어질 수 없는 암살이었다.
여운형 암살공범 중 김흥성과 신동운에 의하면 권총을 건내준 인물은 김영철이라고 한다. 김영철은 '임시정부 행동대원'으로 서북청년회 또는 그와 유사한 단체의 행동대장으로 있었던 사람으로 당시 반공을 모토로 한 테러리스트 단체 주요 간부들과 서로 통하는 처지였다. 그래서 김영철은 백의사와 서로 연이 닿는 사이로 여러 사건에 직간접으로 연관이 되었던 인물이었다. 여운형 암살 공범들은 '임시정부 행동대원' 김영철하고 거래가 많이 있었다고 하며 김영철이 백의사 계통하고 얼마나 가까운지 그것까지는 잘 모른다고 말했다. 1985년 8월 31일 백의사 부사령관 박경구의 녹취록을 보면 백의사와 김영철의 관계를 알 수 있다.
김영철 씨는 원래 만주에 있을 때 우리 중대장이야. 그런데 여기 나와서는 내가 (백의사) 부사령관이고 그 양반(김영철)이 집행부장했단 말이야. 본래 김영철 씨 권총 잘 쏩니다. 그래서 그 집행부장(김영철)이 하수자를 선정했을 것 아닙니까.(하략)

백의사가 여운형 암살 계획한 이유에 대해서 부사령관 박경구는 여운형이 암살되기 전 여운형의 노선에 대해 탐문하기 위해 여운형을 찾아갔다고 한다.
(여운형에게) 물었더니 이 양반 말이 뭐라고 하느냐하면 과거 임시정부 시절은 이미 쓰레기이다. 지나갔다. 이제부터 우리나라는 사회주의 정부를 세워야 한다." 이런 말을 했어. "큰일 났구나" 그런데 청년들은 전부 이 사람을(따르고) 내 그래 그 이야기하던 것을 그냥 그대로 염 선생(염동진)에게 보고했어. 그러니까 염 선생이 탁 치면서 "그렇다니까 그 틀림없다" "그렇다면 저 놈 없애 되지 않겠느냐" "그럽시다, 없앱시다."

당시에 여운형은 제2차 미소공위 성사를 위해 좌우합작운동을 진행하고 있었는데, 국사편찬위원회 정병준 박사는 '여운형이란 사람은 당시로서 기회주의자이고 정치적 회색분자로도 볼 수 있지만 다른 한편으로 이야기한다면 좌우가 협력해서 나라를 건설하자는 이념을 가진 인물로 여운형 암살 이후 남한에서 더 이상 중도는 불가능한 문명적으로 볼 수 있다.'고 말했다. 당시 여운형 암살모의를 계획한 극우파의 행동대원들은 이승만-김구-한민당을 왔다갔다 했었으며, 백의사뿐만 아닌 극우테러 단체들은 여운형 암살의 거세를 원하고 있었고 실제로 사건이 벌어졌을 때 자신의 일처럼 범인들을 감싸고 돌았다.
그리고, 암살 시점이 그가 소련과 결별하고 미군정과 협력한 시점이었으며, 여운형에게 새로운 통일 임시정부 총리직을 제의하기 위해 '여운형과 교섭해야겠다.'는 미군정 문서까지 발견된 것 등 감안한다면 암살배후가 수도경찰청장 장택상, 노덕술 등 군정경찰세력들이 극우 정치테러 단체들과 타협해서 사건을 축소, 무마하는데 일조한 암살배후로 보고있다. 재일 한국인 원로 사학과 명예교수인 강덕상 역시 '이승만 일파에 의해 암살당했다.'고 주장한다.
그밖에 여운형의 외조카인 철학자 박찬기는 김구를 지목했다.

#### 박헌영 계열에 의한 암살설

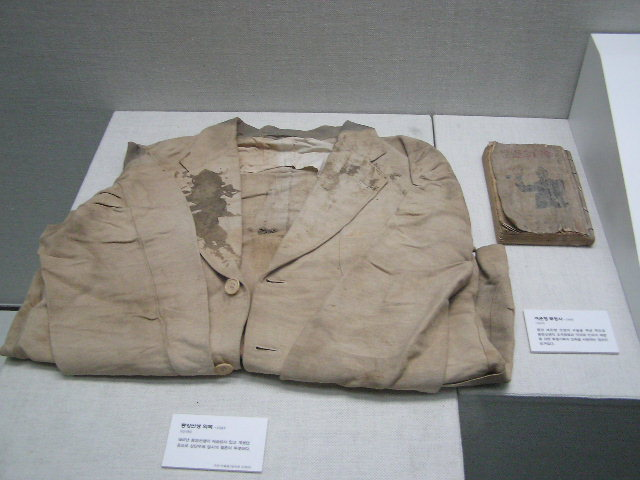
암살당시 입었던 옷. 혈흔이 뚜렷히 남아있다.

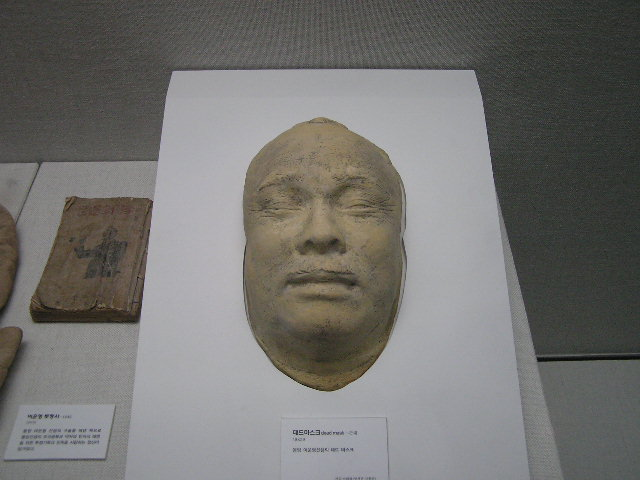
여운형의 데드마스크.

이와 반대로 최근 2007년에 이정식교수는 '당의 주도권을 놓고 여운형과 다투던 남로당의 박헌영계열이 암살했다.'는 주장을 제기했다.
여운형이 암살당한 뒤 2개월 뒤, 존 하지 사령관은 서울을 방문한 미국 육군차관 드레이퍼에게 보고하기를 6월 말까지 북한 공산당은 여운형을 '미군정과 연탁한 배반자'라고 맹공격하였는데, 그가 죽은 후에는 그를 추도하겠다는 등 야단을 부렸다고 한다.
여운형의 동생 여운홍은 좌파에 의한 테러를 지적하기도 했고, 여운형의 둘째딸 여연구는 부친을 암살한 것이 종파분자들이라고 증언하였다. 여기서 종파분자는 박헌영 계열을 가리킨다. 이정식 교수는 이를 근거로 남로당 계열 등 박헌영계열이 암살했을 것이라는 추정을 하고 있다.

#### 김일성 계열에 의한 암살설
반면에 김일성에 의해 암살당했다는 주장도 있다. 남로당의 '마지막 지하총책'이었다고 주장하는 박갑동의 증언에 의하면 여운형과 김일성은 공산당의 주도권 확보를 위해 공동의 적인 박헌영을 타도할 목적으로 손을 잡았는데, 기대와는 달리 여운형의 역량이 박헌영의 절반에도 미치지 못하자 이에 실망한 김일성이 여운형에게 자금지원을 중단했다 한다. 이에 여운형이 김일성을 비난하자 모의내용이 탄로날 것을 우려한 김일성이 여운형을 제거했다 한다.
박갑동에 의하면 신문 보도와는 달리, 미국의 자료에 의하면 여운형의 암살자는 김일성이라는 것을 암시하는 대목 이 있다고 한다. 또한 여운형이 좌익에서 몰락해 가자 김일성에게는 이용 가치가 없어졌다. 여운형은 이에 대해 불만을 품고 '김일성이 싫다'는 발언을 했는데, 박갑동에 의하면 '이 말이 김일성의 귀에 들어 간 것'이 원인이라는 것이다.
박갑동에 의하면, '이러한 근거자료들은 미국측의 자료에 있으며, 미국측 자료에 여운형의 진짜 암살자는 김일성이라는 것을 암시하는 부분이 있다.'고 주장하고 있다 그러나 그는 자신이 말한 "미국 자료"를 구체적으로 밝히지 않았으며, 어떤 연구자도 이 자료를 찾아내지 못했다. 국사편찬위원회로 활동하고 있는 정병준 교수는 "어떤 자료에도 미군정이 여운형 암살에 조직적으로 개입했었다는 정후는 보이지 않는다."라고 반박했다. 동아일보 사장인 김학준 역시 '여운형과 김일성의 관계에 미뤄, 김일성이 여운형을 암살했다는 박갑동의 주장은 설득력이 떨어지고 받아들이기 어렵다."고 반박했다.
박갑동에 의하면 김일성은 월남한 반공청년으로 위장한 한지근을 남파시켜 자연스럽게 우익청년조직인 백의사에 접근토록 하여 여운형을 암살하였다는 것이다. 체포된 한지근은 개성형무소에서 복역하던 중 한국전쟁 때 남하한 인민군에 의해 사살되었다고 한다.
실제로, 한지근(이필형)은 개성형무소에서 복역 중 행방불명되었다. 소문으로 '한지근이 일본에 살아있다.'는 증언이 있어 예전에 한겨레신문 기자가 취재한 적이 있는데, 알고보니 고하 송진우를 암살한 한현우였다고 한다.

#### 암살 배후
이러한 암살 배후가 불분명한 가운데, 좌익세력에 암살되었다는 설이 우익진영에서 꾸준히 제기되었지만, 암살 사건 현장에서 경찰이 암살범의 도피를 방조한 점이나 범행 직후 우파 소행으로 보이는 암살 성공을 알리는 벽보가 서울 곳곳에 나붙은 정황 증거 등을 감안하면 우익진영에 암살되었다는 설이 더 유력하다. 암살 당시 여연구는 모스크바 유학 중이라 국내 사정을 잘 알지 못했으며, 당시 수사당국은 '좌파 한지근의 개인적인 범인'이라고 밝혔으나 당시 이를 믿는 사람은 아무도 없었다.'고 한다. 광복 이후 미군정기 시기 여운형은 대중의 인기가 가장 높은 인물로 우익세력의 최대 정적이었다.

## 평가와 비판
1947년 6월 미군정 사령관 존 하지는 이승만에게 이승만과 김구가 계획 중이라는 테러행위를 즉각 중지하도록 요구하는 서한을 은밀히 보내지 않고 공개적으로 보냈다. 이후 미군정의 태도를 보면 여운형의 암살을 짐작하고 있었으면서도 공개적으로 경고만 하고는 방관하였다는 인상을 준다는 견해가 있다.
우사 김규식은 여운형의 암살 소식을 듣고 충격이 컸다고 한다. 김규식은 여운형을 다음과 같이 평가했다.
| “ | 우리는 한 위대한 혁명투사를 잃었을 뿐만 아니라, 유일목표인 신국가 건설을 위하여 전 민족이 합작으로부터 완전 통일에 나아감으로 최후 목적을 달하기를 제창하여 이에 최종까지 노력하던 지도자를 상실하였다. 그러므로, 나는 몽양 동지의 영별에 대하여 정실상의 감촉보다도 우리 민족의 자유를 획득하려는 공동진영의 한 용장을 상실하였다고 본다. 곧 민족 전체의 손실이다. | ” |
|   | — 여운형 서거 담화, 1947년 7월 22일, 우사 김규식 |   |

군정청은 처음에 한민당세력들로부터 '여운형은 친일파이며, 공산주의자.'라는 소리를 듣고 여운형을 의심했으나, 나중에 가면서 그러한 오해가 풀리게 되어 여운형의 중도파 정치노선에 호감가게 되었다고 한다.
| “ | 미 국무성은 여운형을 당시 해방이후 조선에서 인기있고 유능한 지도자로 봤다. 그는 권력을 추구하지 않고, 국민을 최우선으로 생각했다. (중략) 그가 공산주의자라는 생각은 틀린 생각이다. 그는 최대한 공산주의를 이용했을 뿐이며, 그는 민중정치기구 결성을 도왔지만, 그는 결코 공산주의자가 아니라고 나는 확신한다. 그는 공산주의 이론을 신봉하지 않았고, 소련편이 아니었다. 그는 언제나 한국편이었다. | ” |
|   | — 리처드 로빈슨 |   |

| “ | 몽양은 개인적으로 소련보다 미국에 더 가까웠지만, 이들 양국에 대해 절대 중립이었으며, 그가 갖고 있던 유일한 목적은 미국, 소련 양국으로 하여금 가급적 빨리 한국으로부터 물러나게 하는 일이었다. | ” |
|   | — 윌리엄 랭던 |   |

이승만이나 김구는 너무 늙고 경륜도 영도력도 없는 망명객이므로 그들보다는 자유적이고 민중의 인기가 높은 여운형이 적합한 지도자이다.— 김용중

남동생 여운홍에 의하면 남들에게 후한 사람이라 하였고, 윤보선은 그가 세련된 인물이고 활기찬 사람이며 웅변에 능하고 겸손하며 사교적이었다고 평가하였다.
김종필은 그가 명연설가이고, 잘생기고 똑똑한 사람이었다고 하였다. 유병묵은 그가 천재적이었다고 보았고 강원용은 마음이 열렸으며 폭넓은 사고를 하였다고 평가하였다. 언론인 송건호는 '그가 사망했을 때 기회주의자라서 그의 죽음이 조롱당했다. 처음에는 그들의 의견에 따랐으나, 지금와서 나중에 다시 생각하니 여운형의 정치노선이 옳았다. 그를 재평가 해야한다.'고 평가하였다. 김두한은 여운형은 중도이고 청년들에게 인기가 많았다고 하며 그도 존경했다고 말했다. 강원룡 목사는 '여운형을 첫째로 자유주의자, 둘째로 민족주의자, 셋째로 민주사회주의자'로 평가한 적이 있는데, 강원룡 목사 스스로 '이것이 가장 정확한 평가.'라고 한 적이 있다.

### 당대의 여론
1945년 10월 10일부터 11월 9일까지 선구회(先毆會)라는 단체에서 가장 뛰어난 지도자를 지목하는 설문조사 결과에 33%가 여운형을 지목하였다. 그 뒤 11월 선구회에서 다시 대통령에 적합한 인물을 설문조사했을 때는 1957명 중 78명이 여운형을 지목하였다. 한편 최고의 혁명가를 꼽는 설문에서는 978명 중 195표를 얻어 1위였다. 1946년 7월 조선 여론협회가 서울에서 누가 초대 대통령에 적합한가를 조사한 설문결과에는 689표로 전체의 10.3%를 확보했다 한다. 1947년 1월, 이승만 지지단체인 '한국애국부인회'가 서울 주요 시내거리에서 이승만과 여운형 두 사람에 대한 지지 모의투표를 실시했는데, 결과는 1000표(이승만) 대 900표(여운형)로 근소한 차이를 나타냈다.

#### 1990년대 이후의 평가

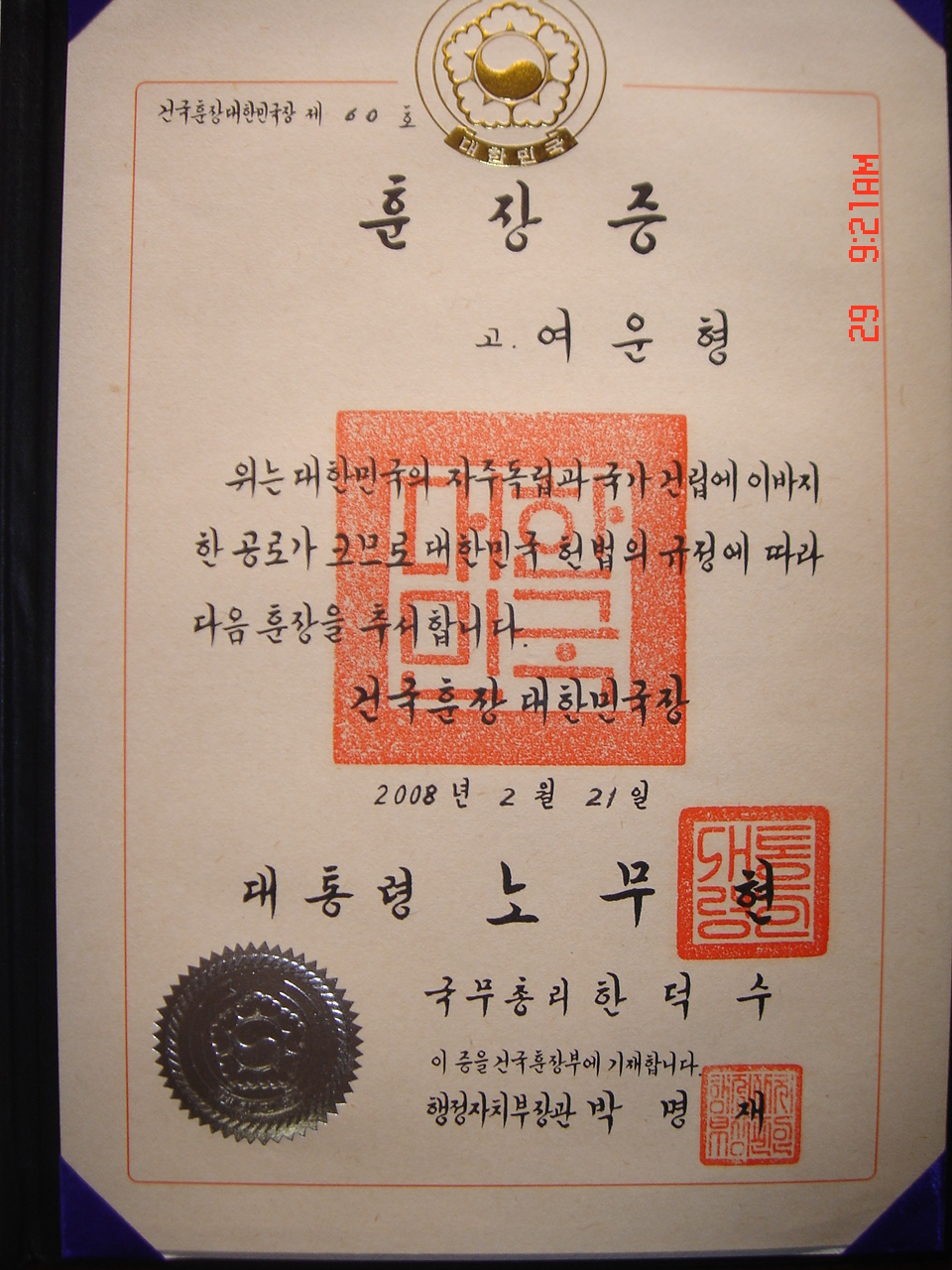
2008년 건국훈장 수여증.

사회주의 운동 이력으로 독립운동의 업적을 인정받지 못하다가, 2002년 7월 몽양 여운형 선생 추모 사업회가 조직되어, 여운형에 대한 재평가와 독립유공자 서훈을 추서하기 위한 운동을 하였다. 2005년 3월 1일 건국훈장 대통령장을 추서받았다. 하지만 그가 받은 건국훈장은 2급훈장이어서, 조선의 독립과 청년들을 위해서 헌신한 여운형의 업적에 비해 너무 인색하다는 비평도 있다. 그동안 여운형에 대한 건국헌장 추서는 '오랜시간 동안 제대로 사상문제로 대접받지 못하던 사회주의계 독립운동가들에 대한 재조명의 시작'이라는 평가도 있다. 또한, 오늘날 남북한 모두 존경받는 지도자로 평가받기도 한다. 재일교포 출신으로 와세다 대학교 사학과 명예교수로 지내는 강덕상 교수는 '독립운동의 중심은 김구도 아니고 이승만도 아니다. 해방 후 외세의 간여가 없었다면 여운형이 민족의 지도자가 됐을 것이다.'라고 평가하였다.
미국의 대학교수 이정식은 "힘든 과정을 통해서 몽양은 많은 사람에게 감명을 주었고, 그들을 격려했고, 이끌었습니다. 몽양 자신은 때를 잘못 만났기에 꽃을 피우지 못했으나 그는 겨레의 스승의 한 사람으로 길이 남을 것"이라고 평가했으며, 이어서 이정식 교수는 "여운형은 마르크스주의자같은 공산주의자가 될 수도 없는 사람이었어요. 국내에서 5년간 기독교 전도사를 했고, 중국 상하이 한인교회에서도 3년간 전도사를 했던 것을 보면 유물론을 받아들이지 않았어요. 그저 제국주의에 반대했던 겁니다. 필리핀 마닐라에서 연설한 것을 보면 미국의 제국주의에도 반대했고, 소련도 '스탈린 집권 후 제국주의로 변질했다.'는 점을 간파했죠."라고 평가하였다.
외조카이며 여동생 여윤숙의 차남 고려대학교 명예교수 박찬기에 의하면 "해방정국에서 영국과 소련은 한국의 대통령으로 여운형을 꼽았고 미국은 이승만을 꼽았지요. 김구는 없었어요. 김구는 여운형을 제거했고, 이승만은 김구를 쳤지요. 이것이 우리의 비극입니다. 단합과 화해보다 분열과 대립의 추한 모습을 보여준 것이고, 이것이 우리 정치에 그대로 오염돼버렸다"며 아쉬워했다.
국가 보훈처에서는 2005년 2급인 건국훈장 대통령장을 받았으나, 2008년 2월 21일 퇴임 직전 노무현 대통령 정부로부터 최고 등급(1급)인 건국훈장 대한민국장을 다시 추서받았다.

### 비판
박헌영이나 한국민주당 세력 등으로부터는 회색주의자, 기회주의 정치가의 전형이라는 혹평을 받았다. 여운홍은 건국준비위원회의 조선인민공화국으로의 개편 과정을 '이것은 순전히 소아병적인 극렬 공산당원들이 꾸며낸 하나의 연극이었으며, 형님(여운형)에게는 박헌영 등 극렬 공산주의자와 손을 끊지 못하고 연계하였던것이 정치생활 중 가장 큰 실책이었다.'고 평하였다. 한편 나용균은 그가 자기의 선전을 너무 많이 한다고 보았고, 남로당원 출신 박갑동은 '우유부단하고 생각이 모호하다, 남의 영향을 쉽게 받았다.'면서 '좌우합작운동 추진과정에 김일성과 손잡은 것은 실수'라고 비판적으로 평가했다.
독립운동가 출신 정치인 박진목은 그를 '이름 팔기를 좋아한 매명주의자'라고 평하였다.
그밖에 실패한 정치인이라는 평가와 이편 저편도 아닌 우왕좌왕하다 좌익과 우익 양측에 의해 정략적으로 이용당해 희생양이 되었다는 비판도 있다.

## 의혹과 반론

### 친일 의혹설

1944년에 발행한 반도학보출진보 단행본 p95. 여운형이 '반도 2천 5백만 동포에게 호소한다'는 제목으로 단행본에 게재했다는 의혹이 제기되었다.

2005년 건국훈장 추서 당시 친일 의혹이 처음으로 제기되었는데, 태평양 전쟁 이후로 부일협력의 길을 걸었다는 견해였다. 근거로 든 것은 다음과 같다. 1941년 일제가 태평양전쟁을 도발했을 무렵, 여운형은 '일본이 머지 않아 패망할 것'이라고 말했다. 일제는 이를 '소련의 밀정','치안유지법 위반',유언비어 등 혐의로 그를 체포했다. 여운형은 옥중에 심한 고문으로 1943년 7월에 집행유예를 받고 석방, 경성요양원에 입원 중 전향서를 썼다고 한다. 그 후 그의 이름으로 된 총독부기관지 경성일보에 1943년 11월 9일부터 11일까지 '학도병권유문'이 3차례 실리고, 1944년에 경성일보사가 발행한 '반도학도출진보(半島學徒出陣譜)'에 같은 내용의 글을 수기로 썼다고 발표한 내용이 발견되었다. 1930년대 조선중앙일보 사장시절 친일 단체인 조선대아세아협회 상담 역임, 조선교화단체연합회 찬조연사에 그의 이름이 실렸고, 1945년에 결성된 조선언론보국회 명예회원에 그의 이름이 올랐다. 조선총독부 기관지 경성일보에 그의 이름으로 된 학도병 출정 권유문이 세 차례 실리기도 했다는 것이 그의 '친일 행위' 의혹설들이다.
광복 후 친일 문학 소설가 김동인과 만주에서 일제 밀정으로 지낸 친일파 이종형, 변호사이자 한민당 간부로 지낸 이인은 여운형의 친일의혹을 제기하였다. 김동인은 '그가 일제 말 방공훈련 때 경찰 지휘를 받으며 완장을 두르고 고함지르며 싸대고 있었다. 저럴 때면 좀 피해서 숨어버리는 편이 좋지 않겠느냐. 난 지나가면서 그를 한심하게 쳐다보고 갔다.'며 1949년 잡지 '신천지'에 발표하였다. 이종형은 1946년 자신의 신문사 대동신문에다가 '여운형은 일본 검사에게 제출한 진술서에서 일본을 위해 대중국 공작을 할 수 있으니 기회를 달라며 한시까지 지어 충성을 맹세했다.'고 기사를 실어 놓았다. 이인은 1945년 8.15 해방이 되자 여운형이 서울지검에 나타나 자신의 '전향서'와 '시문' 및 이에 관한 형사기록을 찾아달라 했으나 서기가 주지 않고 있다가 이인이 검찰총장에 발령되자 이 서류를 건네 받았다는 것이며, 자료를 훑어본 뒤 금고에 보관해두라고 지시했다고 한다. 한국정토학회 고문이자 서울 정토사 주지였던 박설산(법명- 설산)은 자신의 저서 <뚜껑없는 조선 역사 책>에서 1943년 학도병에 끌려가게 돼 여운형을 찾아가자 자신에게 "학도병으로 나가라. 그리고 총 쏘고 칼 쓰는 법을 배우라."라고 말해 박설산은 '왜제를 위해서 총 쏘고 칼 쓰는 법을 배우라는 말씀인가? 선생의 깊은 뜻을 모르는 우리는 심장이 터질 것 같았다."며 아연실색했다고 기록하고 있다.
2009년 12월, 정진석 한국외국어대학교 언론학부 명예교수는 신동아 2010년 1월호에 '여운형의 친일과 조선중앙일보 폐간 속사정-좌우 가리지 말고 똑같은 잣대 들이대야'라는 글에서 친일파 이종형이 세운 신문사 대동신문의 1946년 2월 17일, 18일자 신문에 나온 '여운형이 1943년 2월, 옥중에서 한시(漢詩)까지 써서 친일을 맹세했다.'는 자료를 들어 친일의혹을 제기하였다. '한국인들 사이에 친일파로 널리 알려진 정치가'라는 내용으로 1945년 9월 12일에 기록된 광복 직후 미국사령부 정보 보고서와 1950년 11월, 한국전쟁 중, 유엔군이 노획한 조선공산당 문서에 '여운형을 변명할 이유가 없는 친일분자'라 기록된 것을 근거로 제기하고 있다.
2009년 11월 8일에 민족문제연구소에서 친일인명사전 발간대회를 열었을 때, '뉴데일리'와 '조선일보'를 비롯한 보수세력들은 '여운형과 안재홍, 허헌, 이극로는 친일경력이 구체적으로 드러난 인물인데, 왜 이들은 친일인명사전에 수록하지 않느냐?'고 비판한 바 있다.

### 친일의혹설에 대한 반론

#### 학병 권유문이 실린 배경과 이에 대한 반론

1946년 2월 13일자 민주중보에 실린 전직 경성일보 기자 출신 조반상의 증언. '여운형의 학병권유문 게재의혹설은 조작되었다.'고 증언한 내용이다.

1943년 일제강점기 총독부 기관지 경성일보에 실렸던 '일제학도병 권유문'을 근거로 여운형의 친일의혹에 제기되었으나, 이는 처음부터 기사 자체가 조작되었다.
먼저, 여운형이 옥중 전향서를 쓰고 집행유예를 선고받고 석방 이후 각종 친일 단체에 협력했다는 것에 여러 가지 반론이 있다. 그는 일제의 패망을 주장하다가 1942년 12월 21일 '유언비어 죄'로 치안유지법에 적용되었다. 그리고 옥중에서 가혹한 고문을 받아 1943년 7월 2일에 출옥하게 된다. 출옥 후 여운형은 극도로 쇠약해진 데다 신병을 앓아 경성요양원에 입원한다. 7월 5일 일제 담당검사 도자와가 여운형을 찾아가 전향문과 신사참배를 요구했다. 도자와 담당검사에게 세 차례나 사상전향서를 쓸 것을 강제 협박당했지만, 여운형은 이러한 사상전향서뿐만 아닌 신사참배도 끝까지 거부했다. 그 다음으로 사상검사 스기모토가 자신이 직접 전향문을 기초하고 여운형에게 '도장을 찍으라'고 요구하였으나, 2차례 모두 거절당한다. 그러자, 경성지방법원 백윤화 판사가 직접 찾아와 '이것은 여 선생 신념과는 아무 관계없는 단순한 형식에 불과하니 날인해달라.'면서 '만일 응하지 않으면, 다시 구속하여 형을 집행할 방침'이라며 여운형을 협박한다. 사태가 이렇게 되면서 숱한 고문으로 몸과 마음이 지친 여운형의 건강을 이루 말할 수 없이 근심하는 가족과 친척들은 그를 간절히 권유하기도 했지만, 그는 묵묵히 병상에만 누워 있었다고 한다. 결국, 근심하는 가족과 친척들의 손에 의해 전향문 서명이 날인되었다.
이어서 1943년 10월 경, 경성일보 기자가 와서 5분간 여운형과 면담하였다. 당시 경성일보 사회부 기자로 근무한 부산출신 조반상은 여운형과 일본인 기자가 만나는 자리에 자신도 있었으며, 여운형의 뜻과 상관없이 기사가 조작됐다고 1946년 2월 13일자 민주중보(부산 지역신문) 신문에 직접 증언을 하였는데 내용은 다음과 같다.
| “ | 총독부는 여운형에게 학병 권장 유세를 할 것을 권했다. 그러나 여운형은 건강문제를 핑계로 거절한 뒤, 총독과 면담 6∼7분만에 밖으로 나왔다. 경성일보 사회부 차장이던 일본인 기자가 이 모습을 보고 여운형 집에 쫓아가 여운형의 총독회견 기사를 냈다. 그 다음날 다시 여운형을 찾아가 학병에 대한 견해를 물었다. 이때 나는 통역으로 동석했다. 여운형은 '학도병은 지원제도이므로 나가고 안 나가고는 본인들의 의사에 달려있고, 나로서는 의견을 말할 바가 못 된다.'며 회의적인 태도를 취했다. 일본인 차장이 '여운형의 서명을 받고 싶다'고 하자, 여운형이 서명해 주었다. 그리고 그 다음날 사실무근의 기사가 나갔다. | ” |

이 명의가 날인 된 이후, '여운형은 성전완수에 적극 협력하고 나섰다. 특히, 청년학생들은 전쟁터로 나아가 목숨을 바쳐 황은에 보답하라고 소리높이 권고한다.'는 주 내용의 장문 기사를 연 3일간에 걸쳐서 경성일보 신문에 연재되었고, 그 내용이 이듬해 1944년 경성일보 발행 단행본 '반도학보출진보'에 '여운형 수기'로 써있게 된 것이다.
1943년 7월 요양원에서 퇴원한 이후, 여운형은 일제 경찰에 의해 요주의 인물로 가택연금되고 감시당했다. 이를 피하려 1943년 11월 말, 경기도 양주군의 봉안 이상촌으로 내려가 훗날 건국준비위원회 모태가 되는 건국동맹(1944년 8월)과 농민동맹(1944년 10월)을 조직해 독립을 준비했다. 당시 비밀결사던 건국동맹과 농민동맹은 일제 말기 국내에서 거의 유일하게 활동한 지하 독립운동 조직이자 군사조직이다. '건국동맹' 등 비밀결사 독립운동 단체를 조직하면서 일제 학병유세를 권했다는 것은 논리상 앞뒤가 맞지가 않다. 이런 행보는 친일활동으로 돌아섰거나 '침묵'으로 일관한 다른 유력 인사와 명백히 구분된다. 이를 생각하면 일찍이 일제의 패전을 예측하고 구체적으로 독립 준비를 펼치던 여운형이 뜬금없이 '학도병 지원을 권유하는 글'을 신문에 게재했다는 것은 앞뒤가 맞지 않다.
여운형을 가까운 곳에서 지켜본 이기형 시인이 저술한 <여운형 평전>에 따르면 '여운형 본인도 경성일보 기사가 사실이 아니라고 밝힌 것'으로 자세히 나와 있다. 1943년 겨울, 여운형이 머물던 경기 양평군 봉안에 "여운형을 평상시 숭배했다."는 낯선 중년신사가 경성일보를 들고 찾아와 "대체 어떻게 된 일이냐"고 따졌다. 이에 여운형은 "내 사람됨에 대한 것을 참으로 알고자 한다면 나를 평하는 그 사람의 사람 됨됨이를 먼저 살펴보도록 하라는 말이 있다"고 말한 뒤 "나 자신의 정당성 여부가 문제이지 참새들의 입방아는 그리 신경 쓸 필요가 없다는 뜻"이라고 답했다는 것. 이기형은 "경성일보를 만드는 사람들은 사람이 아니니 그들의 여운형에 대한 기사를 믿어서는 안 된다는 답변이었다"고 전했다. 측근인 이기형 시인, 독립운동가 이란에 따르면 학도병 징집 거부를 위해 여운형에게 찾아가 상의하러 갔더니, 여운형은 '학도병에는 나아가지 않는 것이 원칙인데, (강요받을 경우에는) 부득이해서 나아갈 경우라면, 나아가서 전쟁 연습을 잘배워서 우리 독립운동에 잘 써먹어라.'고 말했다 한다.
여운형은 일제말기 일제로부터 철저한 감시를 받아가면서 생활이 어려워지자, 그의 측근인 이임수와 배석환이 그의 생활비를 지원했다고 한다.
1943년 12월 2일자 일본 극우 지식인 오가와 슈메이의 일기에 따르면 '여운형이 경성일보에서 자신의 이름을 도용한 학병권유문을 제멋대로 실은 데 대해 몹시 분개했다'고 적혀 있다.

#### 친일단체 관여설에 대한 반론
여운형이 조선중앙일보 사장직으로 재임했을 때인 1934년 3월에 발회한 '조선대아세아협회'에 상담역으로 관계한 점과 1935년 조선교화단체연합회의 발회식에 내빈으로 참여한것등에 대한 의혹이 제기되었다. 이러한 제기에 대해서는 역사문제연구소에서 활동하고 있는 성균관대학교 교수인 윤해동이 1991년 논문에 해명한 바가 있었다. 윤해동에 따르면 '조선대아세아협회는 "아세아의 대세와 시국의 진상을 규명하여 황국대일본과 아세아제국과의 친선을 도모하고 전아세아제국의 평화를 확보하고 공존공영의 실을 거(擧)하여 그 복지를 증진"하는 것을 목적으로 한 단체로 12명의 친일파 거두(한상룡 등 필두)와 방응모, 송진우, 여운형 등 15명의 조선인이 상담역으로 추천되어 있었다. 그러나 이후의 활동이 없고 3인의 신문사 사장이 관여된 것으로 보아 자의가 아닌, 피할 수 없었던 일로 추측해도 좋을 것이다.'라고 해명했다. 이어 윤해동 교수는 1935년 '조선교화단체연합회'의 발회식에 내빈으로 참여한 부일협력 제기에 대해 "여운형의 이 시기 부일혐의에 대한 이러한 비판은 친일파연구가 전문인 임종국에 의해 1985년에 제기되었으나 너무나 과도한 지적이 아닌가 한다.'라면서 '1936년에 여운형은 조선의 농촌문제에 대하여 월간잡지 '중앙'지에 논문을 기고하였다. 거기에서 그는 반봉건적인 유제가 잔존하고 있는 비참한 농촌현실을 지적하고 일제의 농촌진흥운동과 친일파의 개량화 노선을 신랄하게 비판하고 있다. 또한 이시기의 '조선중앙일보'의 논조도 이러한 기조를 유지하고 있었다. 이와 같은 사실만으로도 이 시기 여운형의 활동 배면을 파악할 수 있으며 위와 같은 과도한 추리는 무리한 것임을 짐작하기에 어렵지 않다."라고 해명했다.
일제강점기 말기의 여운형은 대중국 화평공작, 학도병 지원을 권장하는 유세, 신사참배 요구 등에 참여하라는 총독부 요구를 수 차례 거절하였으며, 일제강점기 말기 어용단체인 조선언론보국회, 대화숙 등을 비롯한 친일 전향단체 관여설은 이름이 도용된 데 지나지 않는다는 사실로 알려진 바 있다. 그리고, 이 시기 여운형은 일제의 패망에 대비하여 조동호등과 함께 지하독립운동 단체인 1944년 8월에 조선건국동맹을 결성하고 활동했기 때문에 이러한 의혹설은 무의미하다.

#### 미군정 G-2 정보참모부 보고서와 & 금전수수설 의혹에 대한 반론
광복 이후, 미24군단은 1945년 9월 8일에 인천항에 들어와, 9월 9일 서울에 입성한 뒤 군정을 선포한다. 미군정은 친일파 오긍선의 소개로 9월 11일 한민당 세력과 접촉하게 된다. 그리고 한민당 세력은 미군정에게 '여운형은 친일파이며, 건준은 총독부와 연탁한 단체'라고 주장하여 미군정은 9월 12일자로 다음과 같은 보고서를 작성했다.
일제 패망 후 서울에 진주한 미군사령부 정보참모부는 1945년 9월 12일자로 작성한 비밀문서 〈G-2 Periodic Report〉(미군 제24군단의 보고서)에서 여운형은 "한국인들 사이에 친일파로 널리 알려진 정치가"이며 "조선총독으로부터 거금 (아마 2000만엔)을 받았다"고 지적했다.

G-2란, 미 24군단 정보참모부를 말한다. 미군정이 한반도 입성한 지 3일만에 보고서에 '여운형이 친일파'였다는 결론을 낼 수 있던 것은 미군정이 고문으로 위촉한 9명의 한국민주당원들이 '여운형은 친일파이며, 건준은 조선총독부에게 2천만엔을 받았다'는 소리만 듣고 미군정의 독자적인 조사없이 결정지은 것이었다. 또한, 당시 2천만엔은 조선총독부 정무총감이라도 내놓기 쉽지 않을 만큼 매우 큰 돈이었다. 1945년, 해방 이후 당시 조선은행의 통화량은 48억 7천만엔에 지나지 않았다. 미군정에 보고한 한국민주당 측이 주장하는 당시 2천만엔의 가치를 지금의 화폐발행고 30조원에 투영·환산해보면 대략 1천 2백억원에 달하는 거금이다. 이런 엄청난 자금이 여운형에게 진짜로 있었다면 어째서 건국준비위원회는 본부 사무실이 없어 서울 계동 입구의 임용상 집을 빌려 쓰다가 다시 안국동의 풍문고녀 교사로 옮기는 등 구차한 행동을 계속했는지, 어째서 여운형이 전용 자가용 차도 마련하지 못하였는지 의문이 든다. 실제 여운형이 1947년 7월 암살되어 죽을 때까지 재산이라곤 그의 집인 서울 계동의 38평짜리 한옥 한 채 밖에 없었을 뿐더러 해방무렵까지 돈이 없어 자기 차도 없었다. 그가 총독부와 연탁해서 '2천만엔을 먹었다.'는 주장은 위에 언급한 바 있듯이 '사실이 아님'이 드러났다.
뒤에 미군정은 여운형의 활동에 의심을 품고 그의 친일활동을 조사하였다. 1946년 8월, 미 국무부가 파견한 미군 중위 레나드 버치(Leonard Bertsch)가 사령관 존 하지에게 '여운형의 일본인 접촉과 관련한 조사를 하게 해달라.'고 요청했다. 이에 하지는 '일리있는 말이군. 나는 그(여운형)의 약점을 잡고싶다.' 면서 군정청 외무부 소속의 소령 찰스 오리오단(Charles O'Riordan)을 일본으로 보내 조선총독부에서 일한 사람들을 찾아가 조사하곤 했다. 미 군정은 일본에까지 사람을 보내 역대 조선 총독부와 일본 패전 당시 총독부 정무총감을 역임한 엔도 류사쿠를 비롯해, 우가키 조선총독부 총독 등 과거 조선총독부에서 일한 고위 관계자들의 증언들을 들었다.
그러나 미군정은 여운형이 친일 인물임을 입증할 증거를 찾아내지 못했으며, 그와 반대로 '여운형은 반일 인사였다.'는 증언들을 수차례 들었다. 그 근거로 1947년 3월 7일자 미군정에서 작성된 '여운형의 친일 관여설'에 대한 조사 보고서가 발표되었는데, 미군정 문서 기록에는 다음과 같이 기록되어 있다.
여운형의 일본 관련설(친일의혹설)에 대해 찰스 오라이오단이 일본에서 조사한 결과는 부정적이었다. 뒷받침할 만한 증거가 하나도 없었다. 오라이오단이 인터뷰한 대부분의 사람들은 '어떻게 그런 의문이 생겨났느냐.'면서 놀란 모습들이었다. 그들은 '여운형을 조선의 훌륭한 애국자의 한 사람'으로 간주했다.

(The result of the investigation of Lyuh's Japanese connections in Japan by Charles 0'Riordan was negative. Not a scrap of supporting evidence. Most of the people 0'Riordan interviewed seemed amazed that any question had come up. They considered him one of the outstanding Korean patriots. Robinson.)— 존 N. 로빈슨. 1947년 미 제24군단 G-2(정보참모부) 책임자)

미군정 기록에 의하면 "여운형은 '강한 민족주의자', '순수한 민족주의자'이며 일본 관리 중에서 송진우나 김성수를 좋아하던 이들은 여운형에 대해 깊은 반감을 가지고 있었다"고 증언했다.
미군정이 여운형을 의심하게 된 것은 1940년과 1941년 두 차례에 걸친 일본행과 관련돼 있다. 여운형은 당시 일본에서 우익정객인 오카와 슈메이, 고노에 후미마로, 이 두 사람과 다나카 육군성 소장, 우가키 전 조선총독 등을 만났다. "여운형은 전쟁기간을 통해 일본의 최고급 관헌들과 극비 관계를 맺고 있었다"는 미 군정의 인식은 여기에 뿌리를 두고 있다. 이와 관련 송재헌씨는 1985년 연세대학교 석사논문('몽양 여운형에 대한 사회사상적 연구')에서 "여운형이 친일에의 유혹이나 압력 및 협박을 피하는 방법은 독특한 데가 있었다"며 "그것은 일본의 고관들을 사귀어둠으로써 일제의 경찰이 감히 손을 못대도록 만드는 방법이었다"고 분석했다.
실제로 해방 이후, 송진우, 김성수를 비롯한 한민당 극우계열과 친일파 세력들은 오히려 '여운형을 친일파'라고 비판하였는데, 그 중 여운형에게 친일파라고 올가미를 씌운 것은 친일파 이종형이었다. 이종형은 일제강점기 당시, 만주에서 관동군으로 활동한 바 있으며 일제 앞잡이로 부역행위와 밀정행위를 해온 자였다. 해방 이후에 이종형은 극우 반공주의자로 변신해 자신의 신문사 대동신문에다가 '여운형은 친일파'라고 맹렬히 몰아붙인다. 게다가 1946년 5월, 여운형 암살 음모 기도를 그 누구보다도 가장 찬양할 정도로 극우적인 활동을 한 인물이기도 하다.

#### 진술서와 친일 한시(漢詩)에 대한 반론

1946년 2월 17일자 대동신문에 보도된 기사. '반성한 여운형의 고백, 결국은 대지공작의 전쟁범?'이라는 제목하에 붙여진 기사인데, 이 기사는 대동신문 사주 이종형이 전향서와 친일한시를 직접 지어서 여운형이 썼다고 소개한 기사글로 2틀 연달아서 기사를 실었다.

1946년 2월 17일,18일자 게재된 대동신문의 기록에 따르면 다음과 같다.
〈대동신문〉의 여운형 진술서는 1943년 2월 6일 일본인 검사 스기모토(杉本寬一)에게 제출된 것으로 "나는 조선민족의 관념을 완전히 청산하고 적신(赤身)으로 되여서 총독의 명령에 복종하야 당국에 협력하야서 국가를 위하야 활동하랴고 생각함으로써 좌(左)에 맹세합니다"라고 썼다.

진술서 말미에 적힌 한시:대지(對支)공작(대중국 공작)은 소지이며, 준비도 자신도 유하야 실행기회를 득코저 소회를 술하오니 용서하십시오. (이하중략.)

대동신문은 친일파 이종형의 사주로 1945년 11월 창간되어 여운형을 '친일파'라고 맹렬히 몰아 붙였으며, 여운형 암살 음모를 찬양할 정도로 반인권적인 보도를 하다가 미군정에 의해 정간 처분을 받은 신문이다. 거기다 대동신문이 1946년 2월 17일, 2월 18일자에 기사에 게재한 것은 실제와는 달리 왜곡해서 게재한 것으로 밝혀졌다. 이종형은 해방후 자신이 운영하던 '대동신문'에 여운형의 전향문을 그대로 실었을 뿐 아니라 이종형 자신이 친일시 한편을 짓고, 그것이 여운형이 직접 지은 것이라고 소개까지 했다. 그 한시의 내용이 '砲煙彈雨又經筆'(포연탄우 속에 문필도 보답하고..)라고 시작되는 내용이다. 실제 여운형은 한문은 배웠지만 한시를 많이 썼다는 기록은 없으며 그가 남긴 것으로 알려진 한시는 평생에 서너 편밖에 전해지지 않는다. 더구나 1943년 감옥에서 '건국동맹'등 지하단체를 결성하려고 마음먹은 그가 친일행각의 흔적이 남는 한시를 지었다는 것은 논리 자체가 맞지 않는다. 즉, <대동신문>의 사주인 이종형이 여운형을 폄훼하기 위해 그런 시를 지어 발표해버린 것이다. 이종형은 그런 식의 공작을 눈도 깜짝하지 않고 해치울 수 있는 일제의 밀정 출신이었기 때문이다.

#### 변호사 이인의 회고록에 대한 반론
1967년자 신동아 8월호에 이인의 '해방전후 회고록'에는 검사국 서기로부터 8.15 해방이 되자 여운형이 서울지검에 나타나 자신의 '전향서'와 '시문'과 이에 관한 형사기록을 찾아달라고 했으나 서기가 주지 않고 있다가, 이인이 검찰총장에 발령되자 이 서류를 건네 받고 자료를 훑어본 뒤 금고에 보관해두라고 지시했다고 한다.
그러나 해방 당일 엔도 류사쿠 정무총감에게 치안권을 넘겨받은 여운형은 몹시 바빴다. 그 날 그는 계동 자택에서 찾아온 수 많은 사람들에 의해 간접적으로 감시당했으며, 많은 사람들 만나는 와중에도 여운형은 감옥에 갇혀 있던 정치범들을 석방하기 위해 측근들과 함께 오전에 서울 필동에 있는 조선헌병사령부, 오후에 서대문 형무소를 각각 방문했다. 그런 여운형이 언제 서울지검에 혼자 찾아갔는지 알 수 없다. 혼자 갔다 하더라도 당시에 사실상 대권을 잡은 것 같은 위치에 선 여운형이 일개 서기에게 자신의 서류를 몰래 꺼내달라고 할 처지가 아니었다. 다만 이인이 서기에게 '그렇게 들었다.'는 얘기를 적은 것일 뿐이며 해방 당일 이인이 직접 목격했다는 일도 아니다.
변호사 이인이 이런 글을 쓴것에는 그만한 이유가 있었다. 해방 당시 여운형이 건국준비위원회를 결성하면서 송진우와 김성수 그룹의 참여를 유도하기 위해 여러 사람보내고 본인이 직접 송진우를 찾아가 만나기도 했으나 송진우의 반대로 협상은 무산되었다. 이에 이인은 송진우의 건준 참여 비토를 비난하면서 백관수, 김병로 등과 함께 건준 부위원장이던 안재홍과 협상을 적극적으로 벌이면서 중재역할을 하였다. 이들은 당시 여운형이 8월 18일 테러를 당해 몸져누운 사이에 건준 중앙위원회를 우파 중심으로 바꾸려 했다. 그러나 좌우형평을 중시했던 여운형이 안재홍과 이인의 협상결과를 허락하지 않았다. 여기서 이인은 여운형에 대한 불만을 갖게 된 것이다.
이인의 회고록 글에는 <전향서> 등을 금고에 넣어두었다고 하지만, 정작 이 <전향서>는 단 한번도 세간에 공개되지 않았다. 만일 존재했었다면, 여운형의 최대 정적이던 한민당이 공개하지 않았을리가 없다는 반론이 있다. 그러나 매번 제기되는 자료는 이종형이 창간한 대동신문의 자료일 뿐이다.

#### 친일 소설가김동인의 수필에 대한 반론
1949년 <신천지> 1949년 7월호 자에 소설가 김동인은 문단회고록을 썼다. 그 회고록의 내용은 다음과 같다.
어떤 날 거리에 나가보니 거리는 방공 연습을 하노라고 야단이고, 소위 민간유지들이 경찰의 지휘로 팔에 누런 완장을 두르고 고함지르며 싸매고 있었다. 몽양 려운형은 그런 일에 나서서 삥삥 돌기를 좋아하는 사람으로서 그날도 누런 완장을 두르고 거리를 활보하고 있었다. 대체 몽양이란 사람에 대해서는 쓰고 싶은 말도 많지만 다 싹여버리고 말고 방공훈련 같은 때는 좀 피해서 숨어버리는 편이 좋지 않을까, 나는 한심스러이 그의 활보하는 뒷모양을 바라보았다.

여기서 '방공연습을 하던 어떤 날'이라는 표현은 이 시기 일본이 미국과 전쟁을 일으킨 뒤인 1941년 12월 이후의 일이라고 추측할 수 있다. 그런데, 1942년 여름부터 여운형은 경성헌병대의 추적을 받고 있을 때였고 1942년 12월에 구속되었다가 1943년 7월 2일에 석방되었다. 석방 이후 여운형은 한동안 경성요양원에 입원했고 거기서 독립운동의 길을 모색했다. 퇴원 후에는 향리인 경기도 봉안에 거주하면서 만주군 장교 박승환을 비롯해 염윤구, 이혁기 등 학병, 징병 거부자들을 모아 군사훈련과 무장투쟁을 준비하였고, 1944년 8월에는 국내에서 유일의 독립운동 단체였던 건국동맹을 결성했다. 이런 여운형이 언제 완장을 차고 총독부 경찰에 협력했다는 것인지 정확히 알 수 없다. 소설가 김동인의 말대로 그랬다 하더라도 여운형의 친일행각은 그저 방공훈련을 하는 곳에서 완장 차고 왔다 갔다 했다는 것이 전부다. 이 글을 쓴 김동인은 중일전쟁 이후 친일파로 변절하여 조선문인보국회등 각종 어용단체에 들어가 중국 전선에 일본군 위문을 다녀오는 등 각종 친일행각을 일삼았고 수많은 친일 작품을 남겼다. 이런 그가 여운형의 친일을 매도했다. 여기에 광복 이후 김동인은 1948년 3월부터 1949년 8월까지 '신천지'에 산문 '문단 30년의 자취' 등을 발표하면서 김동인 자신의 일제강점기 수많은 친일활동을 변명하는 논조를 썼는데, 그 주요 내용은 "일제말기의 친일행위는 민족 해방을 위한 결단이자 고육책, '조선어와 조선소설'을 지키기 위한 체제 내적 저항 행위"라고 미화했다. 1949년은 좌파와 중도파가 모두 세를 잃고 극우세력이 득세한 시기다. 당시 '좌익'으로 몰린 여운형을 매도한다고 해서 누구 하나 문제 삼을 수 없던 때였다. 즉, 앞의 인용문은 김동인의 주관적인 글이다.

#### 조선공산당 노획문서에 대한 반론
1950년 한국전쟁때 11월에 유엔군이 북진했을 때 평양근교에서 노획한 조선공산당 문서 자료이다. 이 문서는 언제 작성되었는지 불명이며, 원문은 다음과 같다.
여운형이 1937년 7월(중일전쟁) 이후로 일제와의 투쟁의식이 연약했고, 그의 태도가 명확하지 못했다고 평하고, 여섯 조목의 예를 들었다. 그 가운데는 “소·독 전쟁이 개시되고 태평양전쟁이 개시된 후, 여씨는 공개적으로 일본 동경 대화숙(大和塾·1938년 7월에 결성된 조선사상범 보호관찰소의 외곽단체)에 가 있었고, 학도병 지원 권고문을 발표했다”.

이 '노획문서'기사를 통해서 보수성향의 학자인 정진석 한국외대 언론학부 명예교수는 "공산당이 여운형을 친일로 보았으니 틀림없는 친일파"라고 주장하지만, 위에 인용문은 '노획문서'다. '노획문서'란, 한국전쟁 때 북진하면서 유엔군(미군)이 압수한 문서를 말한다. 미국 제8군이 1950년 10월 16일, 한국전쟁때 북진하면서 북한지역 문서수집 임무를 수행하게 될 '인디언헤드(Indian Head) 특별임무부대(부대장 포스터 중령)'를 편성했다. 동 부대의 임무는 평양의 정보기관과 평양주재 외국기관을 점령해 군사, 정치적으로 중요한 자료를 수집하는 것이었다. 이윽고 평양에 들어간 '인디언헤드부대'는 평양의 공공건물을 샅샅이 뒤져 각종 문서를 노획해서 일본의 극동군사령부로 후송했고, 이 문서가 다시 워싱턴으로 공수되었는데, 당시 인디언헤드부대가 평양에서 노획한 문서는 총 160만 쪽에 달한다.
1977년에 정보공개법에 따라 일반에게 공개된 이 '노획문서'는 일반적인 책 약 5천 4백권 정도에 해당하는 방대한 분량이다. 이렇게 도서관 같이 방대한 문서에 언제 작성되었는지 시기도 불분명한 조선공산당의 비판문을 건져내어 마치 '조선공산당 문서가 여운형을 친일파'라고 보았다는 식으로 호도하는 기사로 게재했다.
박헌영은 초기 여운형을 지지하고 따랐었으나, 1946년 여름부터 좌우합작문제와 3당합당 문제를 둘러싸고 여운형과 조선공산당의 박헌영 사이는 적대관계로 바뀌었기 때문에 조선공산당의 문서 가운데는 여운형을 비판하는 문서가 얼마든지 있을 것이라는 반론이 있다.

#### 진상규명에서 해명
2009년 11월, 조선일보와 동아일보, 뉴라이트 등 보수 언론 세력에서 대한민국 친일진상규명위에 여운형이 친일파 명단에 실리지 않았음을 '정치 사상의 형평성' 문제를 근거로 이의제기하였다.
보수 언론들은 "민간단체(민족문제연구소)에서 발행한 친일인명사전은 그렇다 치더라도 국가 기관(친일진상규명위)의 '친일파' 평가에 대해서 후손들은 불명예를 안고 살아야 한다. 또 공정하게 평가했다고 하더라도 여운형 등 좌익 사회주의계열은 어디에도 없다. 형평성에 문제가 있다는 지적도 있다"고 친일진상규명위에 항의했다. 이에 친일진상규명위에서 여운형의 친일행위를 조사하였다. 원로 사학자인 성대경 친일진상규명위위원장은 "여운형의 친일 자료는 단 1건 있었지만, 1943년부터 1945년까지 독립동맹을 만들어 활동을 했고, 이를 11명의 위원들이 논의해 (보고서에 명단을 넣지 않는다는) 결론을 내렸다."고 밝혀 '여운형은 친일행위자가 아니다'라고 해명하였다.

## 신념
- 혈농어수(血濃於水): 피는 물보다 진하다.[208]
- 분즉도합필립(分卽倒合必立): 나뉘면 곧 쓰러지고 합하면 반드시 일어난다.[209]

## 상훈
- 1990년 조선민주주의인민공화국 조국통일상
- 2005년 대한민국 건국공로훈장 대통령장
- 2008년 대한민국 건국공로훈장 대한민국장

## 가족 관계

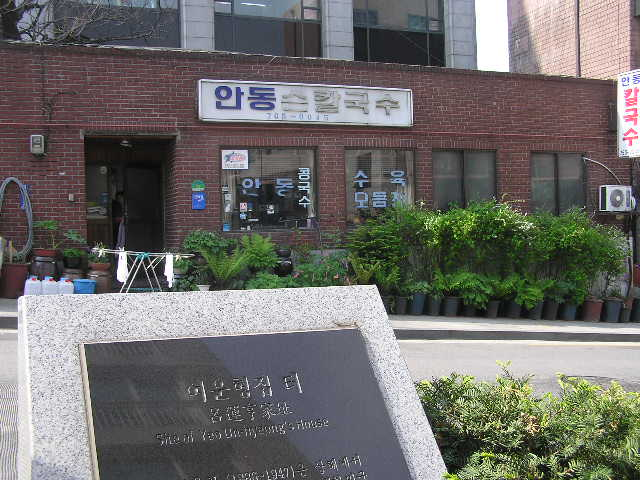
서울 계동에 위치한 여운형의 자택 터. 오늘날은 음식점으로 변했다.

여운형 슬하에 둘째딸 여연구, 셋째딸 여원구, 막내 아들 여붕구(1991년 11월 사망)가 월북했다. 둘째딸 여연구와 셋째딸 여원구 또한 조선민주주의인민공화국의 영향력 있는 정치가로 활동하였다. 이중 둘째 딸인 여원구는 2002년 8월 14일 대한민국을 8·15공동행사 민족통일대회에 북한측 대표단 단원으로 참여, 방문한 바 있다. 북한에는 약 30여명의 유족들이 있다고 한다. 여운형의 자녀 이름은 모두 구(九)자 돌림에 새 조(鳥)가 들어간다는 특색이 있다.
사촌동생 여운일은 3.1운동이나 배일사상에 관련되어 1919년 총독부에 의해 인천 덕적도에 1년간 감금되었다.
동생 여운홍은 독립운동가이자 대한민국의 국회의원을 지냈다.
처 진주류씨의 친족 손자 류기원은 미국 거주하며 미주내 독립운동 연구가, 외조카 박찬웅은 법철학자, 박찬기는 철학자이다.
- 할아버지: 여규신(呂圭信, 1825년 ~ 1903년 10월)
- 할머니: 창녕조씨(昌寧曺氏)
- 숙부: 여승현(呂升鉉, 1855년 ~ ?)
- 아버지: 여정현(呂鼎鉉, 1853년 ~ 1906년)
- 어머니: 경주이씨(慶州李氏, 이항복의 11대손녀, ? ~ 1905년 9월)
- 형 여운일(呂運日, 1880년 전 ~ 1883년 이후, 요절)[211]
- 형(1881년 전 ~ 1883년 이후, 요절)
- 형(1883년 전 ~ 1883년 이후, 요절)
- 처: 진주 류씨(柳氏, 류세영(柳世永)의 장녀, 1882년 ~ 1903년 8월)
  - 처 진주류씨의 친족손자: 류기원(柳基元), 미국 거주, 윌로우즈 대한민국 임시정부 한인 비행학교/비행대 기념재단 (약칭 윌로우즈 항공 기념재단, Willows Air Memorial 회장, www.WillowsAirMemorial-Korea-America.org), 단국대학교 전 초빙교수/국제처 자문위원
- 처: 진상하(陳相夏, 1885년 ~ ?)
  - 장녀: 여난구(呂鸞九, 1923년 ~ ? 이화여전 재학 중 심장병으로 중퇴)
  - 차녀: 여연구(呂鷰九, 1927년 8월 ~ 1996년 9월 28일)
  - 삼녀: 여원구(呂鴛九, 1928년 11월 5일 ~ 2009년 7월 30일)
  - 사위: ? (1982년 사망)
  - 장남: 여봉구(呂鳳九, 1914년 ~ 1932년 11월 14일 중국 상하이에서 장티푸스로 사망[212][213])
  - 차남: 여홍구(呂鴻九, 1918년 ~ 1939년 말에 일본 도쿄에서 호세이 대학 예과 2년 재학 중 파상풍으로 사망)
  - 삼남: 여영구(呂鸋九, 1930년 ~ ?)[5]
- 일본 여인[162]
  - 사남: 여붕구(呂鵬九, 1936년 ~ 1991년 11월), 1991년 11월 심근경색으로 사망[5]
- 진옥출(陳玉出)[133]
- 사촌동생: 여운일(呂運一, 1890년 ~ ?)
- 제수: 이릉년(李凌年)
  - 조카: 장남 여준언(呂俊彦)
  - 조카: 차녀 여효영(呂孝榮)
  - 조카: 차남 여동구(呂駧九)
- 동생: 여운홍(呂運弘, 1891년 9월 1일 ~ 1973년 2월 3일), 호는 근농, 독립운동가이며 정치가
- 제수: 변씨(邊氏)[214]
- 제수: 김창희(1898년 ~ ?)
  - 조카: 장남 여성구(呂聲九, 1921년 ~ 사망), 호는 송원, 대우중공업 사장 역임
  - 조카: 차남 여명구(呂明九, 1925년 ~ 2008년 3월 31일), 한의학 박사
- 여동생: 여윤숙(呂允淑)
- 매제: 박정서(朴定緖, 1903년 ~ 1969년)
  - 외조카: 박찬웅(朴贊雄, 1926년 ~ ), 법철학자, 전 연세대교수
  - 외조카: 박찬기(朴贊機[215], 철학자, 본관은 반남, 1928년 10월 18일 ~ 2017년 2월 7일)
- 사돈어르신: 박승빈(朴勝彬, 호는 학범(學凡), 매제 박정서의 아버지, 사돈 1884년 ~ 1941년)
- 5촌 조카: 여경구(呂慶九, 3남 2녀, 1913년 2월 ~ 1977년), 조선민주주의인민공화국의 과학자
- 6촌 동생: 여운혁(呂運赫, 1920년 ~ 2012년 10월 11일), 여운형과 함께 건준 활동, 목사
- 6촌 동생: 여운각, 여운형의 비서
- 7촌 숙부: 여병현(呂炳鉉), 유학자이자 양명학 신봉자
- 족숙: 여준(呂準, 1862년 ~ 1932년)

## 여운형이 등장하는 대중문화 작품

### 드라마
- 김길호 《제1공화국》(1981년) MBC 드라마
- 문오장 《그 여름의 이틀》(1982년) KBS1 드라마
- 박병호 《새벽》(1985년) KBS1 드라마
- 박병호 《여명의 그날》(1990년) KBS1 드라마
- 박병호 《다큐멘터리 극장》(1994년) KBS1 특별기획 다큐멘터리
- 김윤형 《야인시대》(2003년) SBS 드라마
- 신구 《서울 1945》(2006년) KBS 드라마

### 영화
- 남궁원 《광복 20년과 백범 김구》(1973년) 영화

## 기타
윤보선은 상하이에서 돌아온 여운형을 만난 걸 계기로 여운형을 따라 상하이로 가서 독립운동에 투신하였다. 한편 이범석(李範奭)도 그의 주선으로 상하이로 건너가기도 했다.
외간여자와의 바람난 적이 있는데, 일단 공식적으로 여운형이 데려온 자녀들만 따져서 두 번이라고 말한다. 첫 번째는 해방될 때까지 주변 사람들끼리 공공연한 비밀이었지만 유부남의 몸으로 일본여자를 만나 1936년에 막내아들(붕구)을 낳은 것이다. 그 때문에 해방 이후 좌우 갈등으로 여운형이 좌우익 양쪽에서 비난받았을 때 '저명한 독립운동가가 처자식을 놔두고 일본여자 사이에서 자식을 낳았다.'는 얘기가 커다란 화제가 되어 반대편 언론에 두고두고 비난받게 되었다. 두 번째는 1940년대 초 일본 도쿄를 들락날락 했을 적에 일본에서 조선미인이라고 소문난 재일여대생 진옥출과 연애를 한 사건인데, 너무 열애를 한 나머지 임신시켜버려서 옥출이 딸(효기)을 낳자 자신이 책임지고 맡아 키우겠다며 조선에 데리고 가서 애를 아내한테 맡겨버렸다. 진옥출은 아이를 여운형에게 맡기고 뒤에 무정의 연안 독립동맹으로 갔으며 거기서 결혼했는데, 그 남편 허갑이 일본 밀정이라 총으로 남편을 살해했다고 한다.
박헌영 등 공산주의 사상을 가진 것이 아닌 온건한 민주사회주의 사상을 지닌 융화주의자라는 평가를 받고 있다. 조선인민공화국 내각의 출범을 놓고도 이견이 존재한다. 인공의 출범은 여운형이 완전히 소외된 가운데 박헌영과 허헌이 저지른 일이라는 주장이 그것이다. 여운형 가족과 측근은 여운형은 인공 내각 명단에 자신이 부주석으로 오른 것에 대해서도 기뻐하기는커녕 박헌영과 허헌의 돌이킬 수 없는 경거망동을 한탄했다고 주장한다.
그러나 이후 연구로 여운형이 조선인민공화국 내각 명단에 합의하고 발표만을 미뤘음이 밝혀졌다. 여운형은 조선인민공화국에 대해 다음과 같이 평가했다.
| “ | 일본으로부터 해방된 오늘날 민주주의 조선을 건설함에 있어 구태여 빛깔을 문제삼을 필요가 어디 있느냐. 모두가 합력하여 민주주의 국가를 건설하면 그만이 아니겠느냐 … 조선인민공화국이라면 적색으로 아는 사람은 소학교 1학년과 같은 사람이라 할 것이다. | ” |
|   | — 여운형 |   |

여운형과 여운홍은 국어학자 박승빈을 사표로 받들었는데, 후일 박승빈의 아들 박정서(朴定緖)는 그의 여동생 여윤숙(呂允淑)과 결혼했다.

## 일화

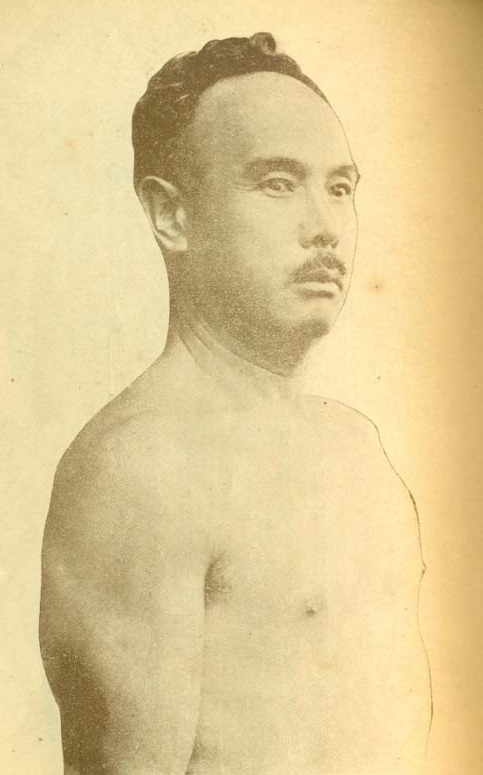
여운형 상반신 사진. 서상천, 《심신단련 현대철봉운동법》, 한성도서주식회사, 1934, p. 11. 여운형은 이 책의 서문을 통해 철봉운동의 효과를 소개했다.

여운형은 20대부터 수염을 길렀고, 금릉대학 재학 중에 카이젤 수염을 기른 것이 독특해보였는지 교수와 학생이 그를 머스타쉬(moustache:콧수염)라고 불렀다고 한다. 운동선수 활동으로 다른 대학에서 그에게 시합 관련해서 통지서를 보냈는데, 이름을 몰라 "미스터 머시타쉬"라고 학교로 편지가 오기도 했다고 한다.
옷을 잘 차려입는 멋쟁이었다고 한다.
여운형은 강원룡에게 이승만, 김구 등 지도자들과 관련된 얘기를 해주었다. 해방 직후 조선체육회를 이끌던 여운형은 이승만이 귀국한 후 서울운동장에서 전국체육대회를 개최했다. 그때 몽양은 비록 노선은 다르지만 이승만이 해외에서 독립을 위해 수십년을 일하다 돌아왔으므로 일장기 가 아닌 태극기를 가슴에 단 우리 청년들이 대회장에 위풍당당하게 걸어들어오는 것을 보면 얼마나 감격할까 하는 생각에서 이승만을 개회식에 초대했다고 한다.
여운형에 의하면 이승만은 윤치영과 함께 와서 내빈석에 자리를 잡았는데 식이 시작되어도 각도 청년들이 줄을 지어 씩씩하게 입장하자 몽양은 이박사가 얼마나 흐뭇해할까 하고 감격을 나누기 위해 그의 손을 잡으려고 했다. 그런데 이승만은 청년들을 보지도 않고 수행한 윤치영과 귓속말로 정치 이야기만 하더니 "일이 있어 그만 가봐야겠다"며 곧 퇴장해버리고 말더라는 것이다. 정치적 노선은 다르지만 인간적인 입장에서 그를 초청했는데, 그 모습을 보고 여운형은 인간적으로 섭섭했다면서 자기가 이박사에게 가장 실망을 느낀 때가 바로 그때였다고 했다. 윤치영은 해방 이전까지는 사적인 일로 여운형과 자주 만나는 사이였으나 해방 이후에 그는 여운형을 적대적으로 대하였다. 이 밖에도 송진우, 장덕수, 김성수 등과도 개인적인 친분관계가 있었으나 이들은 모두 해방직후 건준 참여를 거절하고 한민당에 가담하면서 그와 적대적 관계로 변하였다.

## 건강과 운동

1925년 체육교사 시절, 코치로 활약했던 야구팀과 (상하이 공설운동장)

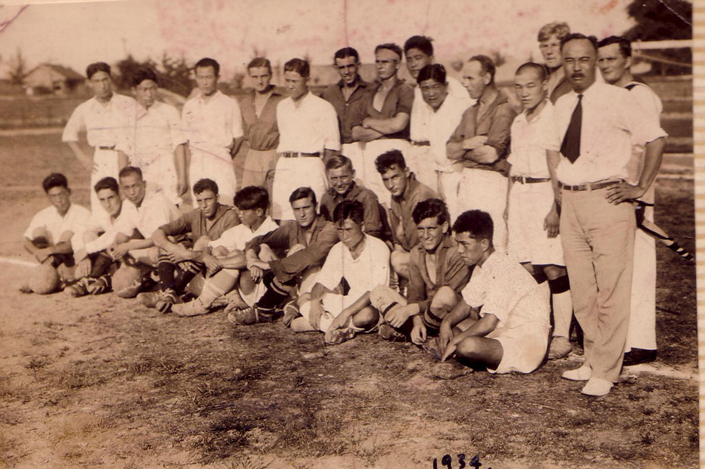
1934년 서울 방문한 영국축구팀과 친선경기.(조선중앙일보 사장 시절.)

일찍부터 술과 담배를 배워서 주량이 근동에 소문이 날 정도였으나 국채보상운동에 참가하면서 조선이 독립하기 전에는 술, 담배를 않겠다며 끊었다고 한다.
독립이후 친지들이 이젠 마시라며 권했지만 나라가 통일된 다음에 마시고 피우겠다며 사양하였다고 한다. 연설하면서 자신은 술, 담배는 냄새만 맡아도 골치아프다고 한 적 있다.

그는 반찬을 가리지 않았으며 밥을 많이 먹었다. 며칠간 이만규의 집에서 묵은 일이 있었는데, 이만규 집에서는 그에게 '밥 많이 먹는 손님'이라는 별명을 붙였다.
당시에 개방적이었고 청년들과 어울리기를 좋아했다. 이러한 면을 보여주는 것이 그의 체육활동이다. YMCA 야구단 활동에서부터 시작하여 복단대학교에서 체육교사로 취직하는 등 나이를 먹어서도 스포츠를 매우 좋아했고, 다방면의 운동경기에 능하였다.
본국에 압송되어 옥중생활을 하면서 소화불량과 치질에 시달리게 되었지만,
출옥 후에도 각종 체육 활동에 참여하여 건강을 유지했다. 이때 체육활동으로 다져진 체력과 민첩함으로 해방후 수차례 테러로 인한 위기에서 비껴갈 수 있었다고 한다.
서상천을 비롯한 체육계 인사들과 가깝게 지냈고, 서상천과 이규현이 1934년에 출간한 《현대철봉운동법》이라는 책에서 상반신을 벗고 모델로 등장하기도 했다.
스포츠를 적극 장려하는 연설을 하였고 기고문을 내기도 했다. 각종 체육 협회 회장을 역임하기도 하여 조선 체육의 아버지라고 불릴 정도였다고 한다. 덴마크식 체조를 국내에 처음으로 보급했고, 청년들과 투포환 던지는 경기를 했는데 1등을 했는가 하면, 수영을 잘해서 물놀이하다 물에 빠진 세 사람을 모두 구출한 적도 있었다.
1936년 베를린 올림픽 경기를 나갈까 망설인 손기정 선수의 출전을 적극 장려하였고, 각종 스포츠 경기의 심판을 맡기도 했다.

## 같이 보기
| - 김규식 - 신한청년당 - 대한민국 임시정부 - 한국노병회 - 조선중앙일보 - 안창호 - 여운홍 - 이승만 - 김구 - 안재홍 - 송진우 - 조만식 - 김성수 - 이기형 - 이범석 - 김원봉 - 이만규 | - 근로인민당 - 조선인민당 - 사회노동당 - 남조선로동당 - 이유필 - 쑨원 - 왕정위 - 레닌 - 스탈린 - 트로츠키 - 장제스 - 마오쩌둥 - 미하일 보로딘 - 박헌영 - 윤치영 - 리승엽 | - 장덕수 - 장택상 - 조동호 - 조봉암 - 김일성 - 건국동맹 - 농민동맹 - 건국준비위원회 - 국민대회준비위원회 - 민주주의민족전선 - 좌우합작운동 - 손기정 |

## 참고 자료
- 강만길, 《항일독립투쟁과 좌우합작》 (한울, 2000)
- 강준만, 《한국현대사산책》〈1940년대편 1권〉(인물과사상사, 2004)
- 강준만, 《한국현대사산책》〈1940년대편 2권〉(인물과사상사, 2004) 47쪽.
- 강준식, 《적과 동지》(한길사, 1993)
- 강준식, 《혈농어수 : 몽양 여운형 일대기》(아름다운 책, 2006년)
- 강준식, 《조선독립의 당위성 (외) : 여운형 편》(종합출판 범우, 2008)
- 김삼웅, 《몽양 여운형 평전》(채륜, 2015)
- 몽양 여운형 선생 추모사업회·몽양 연구소 편,《여운형 노트》(학민사, 1994)
- 박태균, 《한국전쟁》(책과함께, 2005년) 47쪽.
- 여연구 지음/신준영 편집, 《나의 아버지 여운형》(김영사, 2001)
- 여운홍,《몽양 여운형》(청하각, 1967)
- 이기형,《몽양 여운형》 (실천문학사, 1984)
- 이기형,《여운형 평전》(실천문학, 2000)
- 이만규, 《여운형투쟁사》 (민주문화사, 1946)
- 이정식,《여운형: 시대와 사상을 초월한 융화주의자》(서울대학교출판부, 2008)
- 이정식, 최상용 등저 《여운형을 말한다》(아름다운책, 2007)
- 이철승·박갑동,《건국50년 대한민국 이렇게 세웠다》(계명사, 1998)
- 정병준, 《몽양 여운형 평전》(한울, 1995)
- 정희준, 《스포츠 코리아 판타지: 스포츠로 읽는 한국 사회문화사》- 조선 스포츠의 아버지, 여운형 (개마고원, 2009)
- 《여성동아》(2002.9.18.) "여원구 북한 최고인민회의 부의장"
- 《정계야화》 (전2권) (홍우출판사, 1966)
- 정용욱, 《존 하지와 미군 점령통치 3년》 (중심, 2003)
- 한윤형, 《뉴라이트 사용후기: 상식인을 위한 역사전쟁 관전기》 (개마고원, 2009)
- 대한민국 50년사 1권 (임영태 지음, 들녘, 1998)
- 해방전후사의 인식 1 (송건호 등저, 한길사, 2004년 개정판)
- 미국의 배반 (리처드 로빈슨 지음, 1988년)

### 내용
1. ↑  승동교회 보도자료에 따르면 승동교회는 1893년 미국인 선교사 새뮤얼 무어 목사가 설립했으며, 설립당시 백정 등 천민들이 주요 신자였다고 한다. 또한 사회에서 차별받던 백정이 장로가 될 만큼 당시로서는 매우 진보적인 교회였다.
2. ↑  미국 펜실베니아 대학교 교수 이정식은 '여운형이 공산주의자가 아님에도 공산주의자라는 부당한 평가를 받았다.'고 하였다. 《기독신문》2004년 5월 4일자 기사
3. ↑  여운형은 조선왕실에 대해 부정적인 입장이었다. 나라가 망한 이유도 조선왕실의 무능함으로 인해 일어났다고 생각했기 때문에 '황실우대론'을 반대했던 것이다.
4. ↑  당시 일본은 3.1운동을 혹독하게 진압한 것이 드러나면서 일본에 대한 국제사회의 여론이 극히 안 좋아지던 시기였다. 이에 일본 척식국(拓殖局) 고가 렌조 장관은 여운형을 도쿄에 초대한 것이다.
5. ↑  조선일보 측에 따르면, 1932년 2월에 조선일보 사장 안재홍이 일제 경찰에 의해 구속당했고 조선일보는 당시 재정악화로 고리대금업자 임경래가 조선일보 발행권을 인수했다 한다. 그리고 임경래는 6월부터 부사장을 맡아 발행인과 편집인을 겸했는데, 여기서 조선일보 사원들의 반발이 극심해졌고 조선일보 사원들은 협의를 통해 당시 막 출소한 여운형을 조선일보 사장직으로 임명하려 했었다고 한다. 그런데, 중외일보(당시 중앙일보) 기자로 활동했던 홍증식이 먼저 여운형을 찾아가 중앙일보 사장으로 추대했다고 한다. <조선일보 사람들 일제시대 편> 참고.
6. ↑  이상의 문학작품은 당시 특이하기로 유명했다.
7. ↑  왼쪽에는 여운형, 오른쪽에는 고당 조만식. 여운형은 조만식과 함께 안창호 말년생활 끝까지 곁에 있었다.
8. ↑  여운형은 중일전쟁이 터질 때부터 '장기전으로 끌고가면 갈수록 일제는 패망할 것.'이라고 지인들에게 말했다고 한다.
9. ↑  이 시기 오가와 슈메이는 일본 정부가 중일전쟁을 계속하는 것에 대해 매우 비판적이었다. 여운형은 오가와 슈메이와 '일본이 중국과의 전쟁 반대, 중국과의 친선'을 주장하면서도 정치적 입장에서는 서로 거리를 두었다. 그러면서도 한편으로는 인간적으로 매우 친했는데, 대표적인 예로 오가와 슈메이가 당시 보호관찰하에 있던 무직의 여운형을 '사회적으로 자리잡도록 하겠다.'며 추천으로 만철(滿鐵)의 다른 단체인 '동아회' 고문에 취임시킨것을 들을 수 있다. '동아회'라는 단체는 만철의 '동아경제조사국'이 1928년 조직한 단체로, "중국의 정치,경제,사회의 실태에 대해 분석하고 논책하고 제언하는 잡지 <동아>를 발행하고 있었다. 이 단체 집필자는 외부의 사람들로 구성되어, 애당초 그 목적이 '중국 관련'에 대한 학술적 색채가 짙은 논고가 많았었다. 여기서 여운형은 오가와 슈메이와 '중일전쟁 문제'를 놓고 시국을 논했다. - 《몽양여운형전집3》, 강덕상 저 - 대중국화평공작 '아시아연맹'구상과 여운형, p302 ~ p304 인용.
10. ↑  당시 일제는 여운형을 다치게 하면 파장이 클 걸 염려하여 90시간 동안 잠을 못자게 깨우는 고문을 했다. 그 때문에 한동안 신경쇠약에 걸려 잠을 제대로 잘 수 없었다고 한다. 또한 옥살이 중 기력이 많이 떨어지고 머리가 하얗게 셌으며 일제의 징병 부분에서 협력을 하지 않은 대가로 늘상 죽음의 위협에 시달려야했다. 이정식 저 <여운형:시대와 사상을 초월한 융화주의자> 인용.
11. ↑  그의 신변을 보호하고자 가장 적극적으로 나선 인물은 김용기 장로(가나안 농군학교 설립자)였다. 이는 김용기의 회고록에 자세히 나와 있다. 김용기의 회고록에 따르면, '추럭을 대절해 가서 그 식솔들을 데려와 같이 생활을 했다.'고 나와 있다.
12. ↑  총독부 입장에서는 '일본과 총독부의 입장을 존중해 줄 만한 사람이되, 친일파로 몰리지 않을 사람'을 대상으로 접촉했다고 한다. 사실 이는 일본인들이 조선인들의 힘으로 치안협력과 일본인들의 안전을 확보하겠다는 뜻이었기 때문이다. 엔도 정무총감은 여운형을 만난 것이 '치안 유지의 협조 부탁을 위한 것이지, 총독부의 권한을 넘겨준 것이 아니다.'라고 후에 강조해서 밝힌다.
13. ↑  그 이전에 총독부는 우파를 대변하는 고하 송진우를 접촉하고 제안했으나 송진우가 이를 거부하는 바람에 치안권 위촉이 여운형에게 돌아갔다고 후에 한민당 세력에서 사실인 것 마냥 주장했으나, 1957년 前조선총독부 정무총감으로 지낸 엔도 류사쿠는 '한민당의 그 같은 주장이 사실무근'이라고 분명히 밝혔다.
14. ↑  실제로 중국 및 동남아 등지에서 그런 사건들이 수차례 있었다. 그리고 한반도에서는 후에 4.3사건이라거나 한국전쟁같이 사회가 혼란할 때의 피해자들은 결국 '힘 없는 민간인들'이었다는 점을 생각해 보아야 한다. 정작 여운형은 이 결정에 대해서 자기 변호를 한 적이 한 번도 없다.
15. ↑  그런데, 연설도중에 '소련군이 서울역에 온다'는 소문이 나돌아 수많은 시민들이 연설 도중 청중들 사이에서 고함소리가 들렸다. 청중의 일각이 웅성거리는 가운데 여운형은 연설을 이어나갔으나 소련군의 경성 입성 소문은 순식간에 운동장을 한 바퀴 돌았다. 이에 흥분한 군중의 일부가 아우성치면서 교문 밖으로 달려 나가기 시작했다. 이렇게 하여 여운형의 이날 연설은 중단되고 말았다. 그래서 기록으로 전하는 연설문도 반토막뿐이다. 연설이 중단된 원인은 흔히 소련군의 경성 입성 소문 때문이었던 것으로 알려져 있으나 실상은 조선사람들의 습격을 두려워한 조선총독부 관료들이 전향자들을 동원해서 벌였던 공작이었다. -이정식 교수 저<신동아, 8.5 미스터리, 1991년 8월호 p430~437.&1945 08 15 그날 무슨 일이 …③
16. ↑  송진우가 이런 태도를 보인 원인에 대해서는 여러 가지 말이 있지만, 이는 당시 송진우가 보기에 건국준비위원회 활동이 국제적인 승인을 받았는지 불분명하므로 그럴 바엔 중경 임시정부를 지지하는 편이 낫다고 보았기 때문도 있고, 여운형이 과거 공산당 활동에 몸 담았던 전적이 있어 공산주의자라고 판단했기 때문도 있었다. 또한, 여운형이 동아일보의 경쟁 신문 중 하나였던 조선중앙일보 사장이었으므로 자존심상 서로 경쟁관계 사이에 운영하는 조직인 건준 아래로 들어가기 싫었기 때문이라는 얘기도 있다.
17. ↑  미군정은 영어를 잘하는 이들을 신뢰하는 경향이 있었는데, 미국 유학 등을 다녀와 연전이나 이전 교수 등을 역임하고 있던 구미 유학파의 상당수는 역시 한민당의 우파 인사들과 깊은 연대관계를 맺고 있었다.
18. ↑  그러나, 이는 동아일보의 명백한 오보였다. 실제, 모스크바 3상 회의 주요 원문은 '신탁통치' 문제안이 쟁점이 아닌 '어떻게 해서 한국에 임시정부를 수립하느냐'가 결정사항이었다. '어떻게 해서 임시정부를 수립하느냐? 그럼, 임시정부가 수립한 후에는 어떻게 해서 연합국이 임시정부를 도와주느냐?' 이런식 식으로 나가는 것인데, 동아일보 신문에 나온 '모스크바 3상 회의' 보도는 이를 보지 않고, "소련은 신탁통치 주장, 미국은 즉시 독립 주장, 소련의 구실은 38선 분할 점령"이라고 왜곡보도한 것이었다.
19. ↑  박헌영은 초기에 모스크바 3상 회의 반대를 선언했으나, 소련에 다녀온 뒤에 지지로 선회하였다.
20. ↑  | “ | 그것만 제대로 합의안이 되었다면, 제1차 미소공위는 결렬되었을 일이 없었을 것이고, 남북으로 분단되지 않았을 것이고 통일정부가 수립되었을 것이다. | ” |
|   | — 독립운동가이자 김규식의 비서인 송남헌의 회고                                                                                                 |   |
21. ↑  강원룡 목사는 여운형을 직접 찾아가 얘기를 들었다고 하는데, 그 얘기에 따르면 여운형은 김구를 상대로 "임정뿐만이 아니라 다른 독립운동 세력, 사회주의 세력과 함께 협력하여 통일된 조국을 건설하자."고 설득하러 갔더니 김구는 그와의 대화를 거절했고 몸수색을 지시하였으며, 임정에서 정해진 사안이라면서 문 밖에 글을 붙여놓는데 다름아닌 '여운형 사형'이었다."고 회고했다. <강원룡 저. 역사의 언덕에- 1권,p264 참고>
22. ↑  그 근거로 1946년 좌우합작운동이 전개되었을 때에 미군정은 이승만, 김구 등 우익세력에 단독정부 수립운동 노선에 등을 돌려, 여운형, 김규식 등 중도파 세력에 간접적으로 지원한 것을 들 수 있다.
23. ↑  당시, 미군정은 이승만의 '단독정부 수립' 발언에 크게 당황한다. 무엇보다 우익세력만의 정치개편은 이미 한계로 드러난 상황이기 때문이었다. 미군정 관리로 지냈던 로빈슨은 '1945년말까지 미군정의 지지는 이승만과 임시정부만 있었지만, 미군정에 대한 대중들의 지지는 최악이었다.'고 회고한다.
24. ↑  여운형은 '좌익은 자기를 믿지 않는 반면, 미국인들은 자신을 신임한다고 한탄하곤 했다고 한다. 하지만, 이는 커다란 오해였다. 미국인들 역시 그를 신뢰한 적이 없었다. 그 근거로 여운형에 대한 미군정 비밀보고서들 내용에 따르면, 불신과 조소로 가득차 있었다. (박헌영 평전, 안재성 지음. p.400 참조.)
25. ↑  여운형,김규식,안재홍은 '선임정수립, 후반탁을 주장하면서 극렬한 반탁운동을 삼갈 것.'을 주장했었다.
26. ↑  총독부가 사주한 정치테러라는 설이 유력하다. <혈농어수>,강준식 지음.&이정식,《여운형: 시대와 사상을 초월한 융화주의자》참조.
27. ↑  영문잡지 《Voice of Korea》의 발행인
28. ↑  1947년 6월 21일에 IOC 가입.
29. ↑  본명은 이필형
30. ↑  암살된 당시 입었던 옷이 오늘날 현재에도 보관되고 있다. 핏자국이 선명하며 총알이 그야말로 정확히 관통한 흔적이 남아있다. 좌우를 넘어 민족을 하나로- 제 1편 여운형[깨진 링크(과거 내용 찾기)]
31. ↑  정부 수립 이전이었고, 미군정이 국장을 치러줄 의지가 없었기 때문에 '인민장'으로 불리는 것이며, 정부 수립 이후로는 이 용어를 쓸 일이 없다. 본래는 '국민장'이며 김구 사후에는 국민장이란 명칭으로 장례가 치러진것이다.
32. ↑  암살범은 백의사 소속이었으나, 김일성이나 박헌영 계열에서 보낸 사람일 가능성도 제기되는 등 그 정점에 지시한 배후가 불분명하다는 얘기임.
33. ↑  암살의 배후로는 박헌영, 김일성, 김구, 이승만 등의 측근 하수인들이 배후로 의심되고 있다.
34. ↑  당시 남조선 과도입법의원 민정장관이었던 안재홍은 한민당의 방해공작등으로 인해 업무처리가 미약했었다. 그래서 미군정은 안재홍을 해임시키고, 여운형을 민정장관으로 추대할려 했었다. 이는 남한만 단독정부를 구상하는 이승만계열 시각에서는 입지가 좁아져갈 가능성이 컸다. 당시 이승만은 미군정 헌병에 의해 가택연금 처지에 놓여있던 상태였다.
35. ↑  노덕술은 당시 수도경찰청 수사과장에 있던 인물로 이미 누가 암살범이며 배후에 누가 있었는지를 훤히 알고 있었던 인물이었다.
36. ↑  실제로는 극좌 세력과 극우 세력 양자간의 정치테러가 난무했지만, 좌익과는 달리 임정계열은 오랫동안 해온 전문가 집단이었다.
37. ↑  1945년 해방 이후 조선에서 미군정관리로 근무했다.
38. ↑  '기회주의 정치가'라고 혹평받은건 미군정으로부터 지적받았던 것이다. 미군 정보 당국은 모든 세력과 줄을 대고 그들의 편에 서는 것처럼 처신하는 여운형의 행위를 '정치적 기회주의자'라고 단정지은바 있다. <박헌영 평전>, 안재성 지음. 인용.
39. ↑  이 반민특위 문서기록에 따르면 '新聞記者(주로 京日) 會見 等에서 是非를 드러내지 않고 큰 支障이 없을 程度의 技術的 談話 發表를 한 것이 紙上에는 自己 意思와 다르게 發表되었으나 訂正을 要求할 수 없어서 그대로 放任한 者. 例 呂運亨, 安在鴻 等.'이라고 적혀 있다.
40. ↑  일단 전향문에 날인을 한 이상 총독부가 여운형의 이름으로 학병 권유격문을 발표하거나 기타의 성명서를 발표했다고 해서 반기를 들 수가 없었다는 것이다. 이 당시, 즉 일본의 패배가 눈앞에 다가왔을 시절 총독부는 모든 분야에서 발악을 하고 있었다. 펜실베니아 대학교 교수이자, 보수성향의 역사학자인 이정식 교수는 '이름을 도용 당한 사람에게 친일의 죄명을 씌울 수 없다.'고 주장했다.
41. ↑  여운형이 정말로 '친일파'였다면, 1940년~1945년 일제 말기에 중국 왕징웨이 정권에 가서 친일파 왕징웨이, 천궁보, 저우포하이등 고위급 인사들 만나서 협력했다는 기록이나 문서가 있어야 한다. 일제는 1920년대 여운형이 중국국민당과 공산당에서 활동한 경력을 바탕으로 대중국공작에 활동하기를 원했다. 그러나, 여운형이 난징 괴뢰정부에 갔거나 왕징웨이를 만났다는 어떠한 기록도 없다. 또한, 여운형을 '친일파'라고 증언하는 자들이 대부분 '친일파'들이나 '한민당'세력들이 대부분이다.|<이정식>|《여운형: 시대와 사상을 초월한 융화주의자》(서울대학교출판부, 2008)
42. ↑  전향서를 써서 일제에 협력한 친일파들은 대부분이 일제로부터 감시 받지도 않았다. 또한, 친일파라면 당연히 일제로부터 돈과 직위를 받아 챙기거나 미곡조합,은행,탄광 같은 곳의 사무직 자리를 보장받거나 불하받아야 했다. 그런데, 여운형은 돈이나 작위를 받기는커녕 오히려 일제로부터 철저히 감시를 받고 다녔다.
43. ↑  2010년, 7월 19일. 이기형 시인의 구술과 1989년 펜실베니아 대학교 교수 이정식 교수와 이란씨와 인터뷰.
44. ↑  2010년, 7월 19일. 이기형 시인의 구술.
45. ↑  일제강점기 말기에 일제는 거의 대부분 분야에 발악하고 있었고, 일제는 당시 사회적으로 명망있는 사람들은 자신의 뜻과 관계없이 무단으로 명의도용하여 각종 어용단체 명단에 넣기까지 했다. 따라서 무슨 단체에 이름이 들어가 있었다 할지라도 의미가 없다.(대표적인 예가 홍명희, 안재홍, 이인, 허헌, 조만식, 이극로등이다.) <조선일보 사람들 일제시대 편> 서적 참조.
46. ↑  해방 후부터 암살될 때까지 그가 타고 다닌 자동차는 자동차서비스공장을 경영하던 사업가인 정무묵이 그에게 기증한 것이었다.1974년 3월 1일 경향신문 기사, 《숨겨진 패트론 정무묵씨》[깨진 링크(과거 내용 찾기)]
47. ↑  대동신문은 한때, 비판의 수위와 반인권적인 보도가 지나쳐 미군정으로부터 정간당하기까지 하였다. 참조
48. ↑  반민특위 문서에 따르면 '그(이종형)는 ≪大東新聞≫ 사장으로 앉아 큰소리를 쳤고 故 呂運亨 先生이 學兵 勸誘를 했다는 거짓말을 大書特筆하여 덤벼들었고...'라는 문장이 있다. 여기서 '故 呂運亨 先生이 學兵 勸誘를 했다는 거짓말을 大書特筆하여 덤벼들었고..'라는 말은 1946년 2월 10일, 17일, 18일자 대동신문에 실린 기사를 의미한다.
49. ↑  이종형이 1945년에 창간한 <대동신문>에는 여운형이 친일활동을 했다는 기사가 유독 많이 실렸다. 앞서 소개한 조반상(前 경성일보 사회부 기자출신)의 증언이 민주중보에 게재된 것도 1946년 2월, 수 차례 관련 기사를 실은 대동신문의 '공작'이 근거 없음을 알리기 위해서였다. 실제, 이종형은 여운형에게 그런 짓을 할 만한 충분한 동기가 있었다. 이종형은 광복 직후에 건국준비위원회에 가담하려고 건준 위원장 여운형에게 상의하려 했는데, 여운형에게 단박에 거절당한 적이 있었다. <정병준 저. (여운형 평전)>&<이란씨의 회고(이정식 교수와 면담.)>
50. ↑  이 '노획문서'에 의하면 경성콤그룹에서 활동했던 김태준이 수감 중 여운형의 주선으로 전향서를 쓰고 가출옥했다고 기록되어있다. 그러나, 실제 김태준은 병보석으로 출감했기 때문에 이는 왜곡된 것이다. 참조.
51. ↑  농민동맹과 건국동맹을 말한다.
52. ↑  옹호하는 측에서는 기생이라는 설을 들고, 우파측이나 일본측 자료에서는 미인계 차원에서 일본에서 보낸 밀정이라는 설도 나오곤 한다.
53. ↑  미국 펜실베니아대학교 교수 이정식은 여운형 선생이 공산주의자가 아님에도 공산주의자라는 부당한 평가를 받았다고 주장한다. 《기독신문》2004년 5월 4일자 기사